# 2020年のテレビドラマ (日本)
- 2020年のテレビ (日本) > 2020年のテレビドラマ (日本)

2020年のテレビドラマでは、2020年に日本国内で放送されたテレビドラマについてまとめる。

## 主な動向

### 1月
- 1日 - テレビ東京系「ドラマ24」枠で2019年4月期に放送された西島秀俊と内野聖陽ダブル主演による『きのう何食べた?』の復活スペシャル版『きのう何食べた?お正月スペシャル2020』を放送（22時 - 23時30分）[1][2][3][4]。
- 2日
  - TBS系「火曜ドラマ」枠で2018年7月期に放送された綾瀬はるか主演の『義母と娘のブルース』（原作：桜沢鈴）の続編として、この日夜に『義母と娘のブルース 2020年謹賀新年スペシャル』を放送（21時 - 23時20分）。今作では綾瀬の他、佐藤健、上白石萌歌ら2018年版に出演した者も登場した[5]。
  - テレビ東京系で2018年1月に単発ドラマスペシャルとして放送され、その後同年10月期に「ドラマ24」枠で放送された高畑充希主演の『忘却のサチコ』の新春スペシャルを放送（23時30分 - 翌3日0時42分）[2][3]。
  - 【訃報】円谷プロダクション製作の『ウルトラセブン』『怪奇大作戦』『帰ってきたウルトラマン』（いずれもTBS）、東映製作の『秘密戦隊ゴレンジャー』（NET【現：テレビ朝日】）などの特撮作品や『柔道一直線』（TBS）といった青春ドラマなど多彩なジャンルかつ数多くの作品の脚本を手掛けた脚本家の上原正三がこの日、肝臓がんのため死去（82歳没）[6]。
- 3日
  - NHK BSプレミアムの正月時代劇として、辻堂魁原作・向井理主演で2018年5月に「土曜時代ドラマ」（総合テレビ）枠で放送された『そろばん侍 風の市兵衛』の続編スペシャル版として『そろばん侍 風の市兵衛SP〜天空の鷹（たか）〜』をこの日の21時 - 22時30分に放送。本作では原田泰造、山本美月、松下優也、苅谷俊介、寺尾聰らが脇を固めた[7]。
  - TBS系にてスペシャルドラマ『半沢直樹II・エピソードゼロ〜狙われた半沢直樹のパスワード〜』を放送（23時15分 - 翌4日0時45分）。4月期から7月期に変更され、放送された『半沢直樹』第2シリーズ（後述）のプロローグ的作品となる。第2シリーズにおける半沢の出向先「東京セントラル証券」と関わることになるIT会社「スパイラル」が舞台で、吉沢亮が敏腕プログラマーの主人公「高坂圭」役を演じた[8][9]。
- 3日 - 5日 - テレビ朝日系で、同名小説をドラマ化した『破天荒フェニックス』を3夜にわたって放送（3日・4日は23時15分から、5日は23時10分から、1時間枠）。主役の茶髪社長役に勝地涼が扮し、共演に伊藤淳史、貫地谷しほり、瀧本美織、川平慈英ら[10]。
- 4日 - 【訃報】TBS系「花王 愛の劇場」枠で1981年に放送された『わが子よ』（第1シリーズ）の主題歌「天使のひとりごと」を作詩・作曲し、自ら歌唱した女性シンガーソングライターの広谷順子がこの日、乳がんのため東京都内の自宅で死去（63歳没）[11]。
- 4日・5日 - フジテレビ系にて「フジテレビ開局60周年記念新春特別ドラマ」として、長岡弘樹の同名ミステリー小説を原作に、警察学校を舞台とした『教場』を君塚良一の脚本、木村拓哉の主演で2夜連続放送（4日は21時 - 23時10分、5日は21時 - 23時24分）[12]。共演に工藤阿須加、川口春奈ら[13][14]。
- 5日
  - テレビ朝日系『日曜プライム』枠にてこの日、西村京太郎原作のミステリードラマシリーズ第71作『西村京太郎トラベルミステリー71』を放送。主演はもちろん高橋英樹（十津川省三警部役）と高田純次（亀井定雄刑事役）のコンビで、今作のゲストとして、お笑いコンビ・サンドウィッチマン（伊達みきお・富澤たけし）が出演し、十津川・亀井の偽者役を演じた[15]。
  - TBS系でこの日「新春ドラマ特別企画」として、石井ふく子プロデュースによるホームドラマ『あしたの家族』を放送（21時 - 22時48分）。出演は宮﨑あおい、永山瑛太[注 1]、松坂慶子、松重豊ら[17]。
  - NHK BSプレミアムの日曜22時「プレミアムドラマ」枠で、舞台を東京・柴又から大阪府・東大阪に置き換えた『贋作 男はつらいよ』を制作・放送（全4回、 - 1月26日）。主人公の車寅次郎を落語家の桂雀々が、ヒロインのさくら役を常盤貴子が[18]、マドンナ役を松下奈緒がそれぞれ演じる[19]。
- 5日・12日・19日 - 2019年3月に北海道テレビ放送（HTB、テレビ朝日系）にて放送されたスペシャルドラマ『チャンネルはそのまま!』が、同年の日本民間放送連盟賞番組部門・テレビドラマ番組の最優秀賞を受賞[20]したのを記念して、同系『スペシャルサンデー』（日曜10時 - 11時50分）枠にて初の全国ネット[21]で3週に亘りアンコール放送[22]。テレビ朝日では今回初放送となる[注 2]。
- 6日
  - （5日深夜）毎日放送「ドラマイズム」枠1月期作品として『SEDAI WARS』（セダイウォーズ）を放送開始（全7話 - 2月17日（16日深夜））。横手美智子が脚本、坂本浩一が演出（監督）を担当し、山田裕貴が主演を務める。共演に浅川梨奈、横山めぐみ、奥山かずさ、西岡徳馬、大友康平ら[23]。
  - フジテレビ系「月9」1月期作品として『絶対零度』シリーズの最新作（第4作目）となる『絶対零度〜未然犯罪潜入捜査〜』（第2シリーズ）を放送開始（全11回、 - 3月16日）。主演の沢村一樹をはじめ、横山裕、本田翼らが前作から引き続き出演するほか[24]、水野美紀、柄本明、森永悠希らが新たに加わる[25]。
  - テレビ東京系で、テレビ東京開局55周年特別企画新春スペシャルドラマ『最後のオンナ』を放送（20時 - 22時8分）。本作はホームコメディ作品として企画・製作され、松田秀知が監督（演出）を、吉田紀子が脚本をそれぞれ担当し、主演には同局のドラマ初主演となる藤山直美を起用。共演に岸部一徳、深津絵里、香川照之ら[26][27]。
- 7日（6日深夜）- テレビ東京系「ソコアゲ★ナイト月曜版」枠において、『100文字アイデアをドラマにした!』を放送開始（全10回 - 3月24日（23日深夜））。昨年11月に放送された『知らない人んち (仮)  〜あなたのアイデア、来週放送されます!〜』同様にnote (配信サイト)とコラボした実験ドラマ。三題噺的なテーマをもとに募集したストーリーやアイデアを展開させる。第1回・第2回の主演は浅川梨奈[28]。
- 8日 - 日本テレビ系「水曜ドラマ」1月期作品として『知らなくていいコト』を放送開始（全10回、 - 3月11日）。大石静のオリジナル脚本で、主人公の週刊誌記者を吉高由里子が演じる。共演に柄本佑、重岡大毅（ジャニーズWEST）、佐々木蔵之介、小林薫ら[29]。
- 9日
  - 読売テレビ制作・日本テレビ系「木曜ドラマF」1月期作品として、水生大海の小説を原作とした推理ドラマ『ランチ合コン探偵〜恋とグルメと謎解きと〜』を放送開始（全10回、 - 3月12日）。主人公のOLを山本美月が演じる。山本は連続ドラマ初主演。共演にトリンドル玲奈、木村祐一、瀬戸利樹ら[30][31]。
  - （8日深夜）テレビ東京系「ドラマホリック!」枠で、市川マサ原作の同名漫画を連続ドラマ化した『僕はどこから』を放送開始（全11話、 - 3月19日（18日深夜））。主演は中島裕翔（Hey! Say! JUMP）で、共演に間宮祥太朗[32]、上白石萌歌ら[33]。
  - （8日深夜）テレビ東京系「ドラマパラビ」枠1月期作品として、いつまちゃんの4コマ漫画を原作とした『来世ではちゃんとします』を放送開始（全12話 - 3月26日（25日深夜））。主演は内田理央で、性依存系女子の主人公を中心としたラブエロコメディーとなる[34]。
  - フジテレビ系「木曜劇場」1月期作品として、『アライブ がん専門医のカルテ』を放送開始（全11回、 - 3月19日）。松下奈緒と木村佳乃がダブル主演を務める。共演に中村俊介、藤井隆、高畑淳子、北大路欣也ら[35]。
- 10日
  - （9日深夜） - テレビ東京系「木ドラ25」枠にて、あfろ作の同名漫画を原作とし、2018年にはテレビアニメも放送された『ゆるキャン△』を放送（全12回、 - 3月27日（26日深夜））[36]。脚本を北川亜矢子が担当し[36]、主演は福原遥が務め[37]、共演に大原優乃、田辺桃子、箭内夢菜、志田彩良ら[36]。
  - NHK BSプレミアム（BS4K）「BS時代劇」枠にて、『大岡越前』第5シリーズが放送開始（全7回、 - 2月21日）。主役の大岡越前を東山紀之が演じ、共演に勝村政信、寺脇康文、美村里江ら[38]。
  - テレビ東京系「ドラマBiz」枠で2018年10月期に放送された『ハラスメントゲーム』のスペシャル版として『ハラスメントゲーム 秋津VSカトクの女』を放送（21時 - 22時48分）。前作に引き続き脚本を井上由美子、主演を唐沢寿明が務め、共演に仲間由紀恵、広瀬アリス、古川雄輝、佐野史郎、髙嶋政宏ら[39][40]。
- 11日
  - （10日深夜） テレビ東京系「ドラマ24」枠1月期作品として野木亜紀子が脚本を担当、山下敦弘（映画監督）が全話を演出する『コタキ兄弟と四苦八苦』を放送開始（全12回、 - 3月28日（27日深夜））。本作は古舘寛治と滝藤賢一のダブル主演、ヒロインに芳根京子を起用[41]。
  - NHK BSプレミアムにて山本周五郎の小説をドラマ化した『山本周五郎ドラマ さぶ』をこの日の21時 - 22時59分に放送。脚本・演出を戸田幸宏が担当し、主演には杉野遥亮を起用。共演に木竜麻生、森永悠希、やべきょうすけら[42]。
  - BS日テレ・BS日テレ 4Kにて「BS笑点ドラマスペシャル」第3作となる『BS笑点ドラマスペシャル 初代 林家木久蔵』をこの日の19時より2時間枠（19時 - 20時54分）で放送。主役の初代林家木久蔵を柄本時生が、その妻を成海璃子がそれぞれ演じた。共演に谷原章介、二代目三波伸介ら[43]。
  - 日本テレビ系「土曜ドラマ」1月期作品として、天海祐希が苦悩する天才脳神経外科医を演じる『トップナイフ-天才脳外科医の条件-』を放送開始（全10回、 - 3月14日）[44]。共演に三浦友和、椎名桔平、広瀬アリス、永山絢斗、古川雄大ら[45]。
  - WOWOWプライム「土曜ドラマW」枠1月期作品として、長野博（20th Century）と大島優子が夫婦役に扮する『彼らを見ればわかること』を放送開始（全8回、 - 2月29日）。共演に生瀬勝久、上地雄輔ら。長野は2007年にNHK総合で放送された『勉強していたい!』以来13年ぶりの連続ドラマ出演となる[46]。
- 11日・18日 - NHK総合にて2週連続で23時30分 - 24時、中村光原作で、松山ケンイチと染谷将太がイエスとブッダを演じるコメディドラマ『聖☆おにいさん』第III紀（第3シリーズ）を放送。本作も山田孝之が制作統括（総合プロデュース）を、福田雄一が監督（演出）と脚本を担当する[47]。
- 12日
  - （11日深夜）テレビ大阪・BSテレ東「真夜中ドラマ」枠1月期作品として、きらたかしの漫画作品『ハイポジ』を原作とした『ハイポジ 1986年、二度目の青春。』を放送開始（全12回、 - 3月29日（28日深夜））。主演には今井悠貴が起用される（BSテレ東 4Kでも放送）[48]。
  - 日本テレビ系「日曜ドラマ」1月期作品として『シロでもクロでもない世界で、パンダは笑う。』（主演：清野菜名・横浜流星、共演：山崎樹範、山口紗弥加、佐藤二朗ら）を放送開始（全10回、 - 3月15日）。なお、2020年1月時点で本作のみ読売テレビ制作（後述の4月期作品より日本テレビ制作に復帰するため）。
  - 後述のNHK大河ドラマ『麒麟がくる』の放送開始を翌週に控えたこの日、NHK BSプレミアムにて、事前特番『カウントダウン大河「麒麟がくる」』を18時 - 18時43分の枠で放送。司会は神田松之丞（講談師）と桑子真帆（NHKアナウンサー）の両名が務め、ゲストに主演の長谷川博己らが出演、ドラマの見どころなどを紹介した[49]。
  - BS12 トゥエルビの日曜19時枠で、野中英次の同名ギャグ漫画を連続ドラマ化した『課長バカ一代』を放送開始。主演は尾上松也で、共演に永尾まりや、若槻千夏、木村了、市川左團次ら（全10回・スピンオフ1回、 - 3月22日）[50]。
  - 【訃報】東宝専属女優として『潮騒』を始めとする数々の映画に出演し、テレビドラマではテレビ黎明期の昭和30年代初めに『恋人』（1959年、日本テレビ）などの作品に出演した経歴を持つ元女優の青山京子がこの日、肺がんのため死去（84歳没）[51]。
- 14日
  - 関西テレビ制作・フジテレビ系「火9」枠1月期作品として、向井理主演の『10の秘密』を放送開始（全10回、 - 3月17日）[52]。共演に仲間由紀恵、山田杏奈、松村北斗（SixTONES）ら[53]。
  - TBS系「火曜ドラマ」1月期作品として、円城寺マキの同名漫画を原作に上白石萌音が新米看護師役、佐藤健がドSの医師役に扮するラブコメディー『恋はつづくよどこまでも』を放送開始（全10回、 - 3月17日）。共演に連続ドラマ初レギュラーとなる兄弟お笑いコンビ・ミキの兄である昴生、吉川愛、堀田真由、平岩紙ら[54]。
- 16日
  - （15日深夜）日本テレビ水曜深夜ドラマ枠にて、日向坂46メンバー総出演によるドラマ、『DASADA』を放送開始（全10回、 - 3月19日（18日深夜））[55]。
  - テレビ朝日系「木曜ドラマ」1月期作品として『ケイジとケンジ〜所轄と地検の24時〜』を放送開始（全9回、 - 3月12日）。本作は福田靖が脚本を担当、桐谷健太と東出昌大の2人が主演を務める。共演に比嘉愛未、柳葉敏郎、風間杜夫ら[56][57]。
- 17日 - TBS系「金曜ドラマ」1月期作品としてこやす珠世の同名漫画を原作とする『病室で念仏を唱えないでください』を放送開始（全10回、 - 3月20日）。主演は伊藤英明が務め、共演に中谷美紀、ムロツヨシ、松本穂香ら[58][59]。
- 18日 - NHK総合の「土曜ドラマ」にて、1995年の阪神・淡路大震災において、自ら被災者の心のケアに奔走した精神科医の安克昌を題材としたヒューマンドラマ『心の傷を癒すということ』を放送開始（全4回、 - 2月8日）。主人公・安役は柄本佑、妻役には尾野真千子を起用、共演に濱田岳、森山直太朗、近藤正臣ら[60][61]。
- 19日
  - NHK大河ドラマ第59作として、戦国武将明智光秀の生涯を描く『麒麟がくる』（池端俊策脚本）を放送開始。主人公の明智光秀役は長谷川博己（全44話、 - 2021年2月7日）[62]。本作については当初は同月5日に開始する予定であったが、主要キャストだった33歳の女優が2019年11月に麻薬及び向精神薬取締法違反などで逮捕されたことにより、その女優を降板させ、新たに代役を立てて撮り直しを行うこととなった関係もあり、2019年11月26日にNHKより放送開始日を2週延期することが発表された[63][64]。また本作は、夏場の東京オリンピック・パラリンピック開催期間中の5回分の放送を取り止めるため、全44回となり通年放送の大河ドラマとしては史上最小放送回数となる[注 3]予定である[65]。なお、初回（第1話）は30分拡大（総合テレビ：20時 - 21時13分、BSプレミアム：17時30分 - 18時43分、BS4K：9時 - 10時13分）。
  - TBS系「日曜劇場」1月期作品として、東元俊哉の同名漫画を原作とした『テセウスの船』を放送開始。主役となる殺人犯の子息を竹内涼真が演じる。竹内は同枠初主演作品となる（全10回、 - 3月22日）[66]。共演に同局系のドラマに21年ぶりに出演する安藤政信を始め、ユースケ・サンタマリア、貫地谷しほり、麻生祐未ら[67]。初回（第1話）及び最終回（第10話）は25分拡大（21時 - 22時19分）。
  - 朝日放送テレビ「ドラマL」枠1月期作品として、九瀬しきの電子コミックを原作とした『この男は人生最大の過ちです』を放送開始（全10回、 - 3月22日）。本作では脚本をさくのり限と伊澤理絵が、監督（演出）は菊地健雄と桑島憲司がそれぞれ務め、速水もこみちが主演、共演に松井愛莉、平岡祐太ら[68]。
  - WOWOWプライム「日曜ドラマW」2020年1月期の新作として周良貨&能田茂原作の経済漫画『頭取野崎修平』を放送開始（全5回、 - 2月16日）。2018年放映の『監査役野崎修平』の続編で、前作に引き続き織田裕二の主演、共演に松嶋菜々子、小澤征悦、風間俊介ら[69]。
  - いずれも【訃報】
    - 1950年代後半から1970年代にかけて新東宝→東宝の専属女優として数多くの映画や1964年の『暖流』（東海テレビ）や1970年代にTBS系で放送された山口百恵主演の『赤いシリーズ』などテレビドラマに出演し、実生活では特撮映画監督の実相寺昭雄（2006年没）の夫人としても知られた女優の原知佐子がこの日夕方、上顎肉腫のため東京都杉並区内の病院で死去（84歳没）[70][71]。
    - 俳優から殺陣師に転じ、東映映画『仁義なき戦い』やTBS系『水戸黄門』など数多くの作品で殺陣やアクション監修を手掛けた上野隆三がこの日夜遅く、京都市内の自宅で死去（82歳没）[72]。
- 20日 - テレビ東京系「ドラマBiz」1月期作品として、小泉孝太郎主演の医療ドラマ『病院の治しかた〜ドクター有原の挑戦〜』を放送開始（初回は21時から22時48分までの拡大SPとして放送、全7回、 - 3月9日）。共演に高嶋政伸、小西真奈美、大和田伸也、中村雅俊ら[73]。
- 21日 - 【訃報】昭和30年代の日本映画黄金時代、日活映画に“エースのジョー”として赤木圭一郎主演の『拳銃無頼帖』シリーズなどに出演、テレビドラマでは『事件記者』（NHK）、『大都会 闘いの日々』（石原プロモーション・日本テレビ）など数多くの作品に出演した俳優の宍戸錠がこの日未明、東京都世田谷区内の自宅で倒れているのが発見され、死亡が確認された[74]。その後、23日になって日活より宍戸の死亡日が1月18日であり、その死因が虚血性心疾患であったと判明したことなどが発表された[75]。
- 22日 - 【訃報】劇団四季出身の俳優・演出家・振付師で、2017年にテレビ朝日系で放送された『帯ドラマ劇場・やすらぎの郷』にも出演した中村龍史がこの日、東京都内の病院で死去（68歳没）。訃報は1月29日に所属の吉本興業が発表した[76]。
- 24日
  - （23日深夜）毎日放送「ドラマ特区」枠1月期作品として、千代の同名漫画を原作とした『ホームルーム』を山田裕貴主演で放送開始（全10回、 - 3月27日（26日深夜））[77]。
  - NHK総合「ドラマ10」枠で若竹七海原作の『女探偵・葉村晶シリーズ』初のドラマ化作品となる『ハムラアキラ〜世界で最も不運な探偵〜』を放送開始（全7回、 - 3月6日）。主演はテレビドラマ初主演となるシシド・カフカ、共演に間宮祥太朗、MEGUMI、村上淳、中村梅雀ら[78]。
  - テレビ朝日系「金曜ナイトドラマ」1月期作品として、ビーノの同名漫画を原作とした『女子高生の無駄づかい』を岡田結実主演で放送開始。共演に恒松祐里、中村ゆりか、町田啓太ら（全7回、 - 3月6日）[79]。
  - TBS系「金曜ドラマ」『病室で念仏を唱えないでください』に病院職員役でレギュラー出演していた女優の唐田えりかが、自身の活動自粛を理由として本作への出演を辞退することをこの日に制作サイドに申し入れた。これを受けてTBS側は唐田サイドの申し入れを受理すると共に、この日放送の第2話では劇中での唐田の出演シーンをカットして編集した上で放映した[80]。TBS側では収録済みの第3話と第4話でも同様の措置を執ることとし、唐田が演じる役の代役に関しては「現時点で回答を控える」とした[80]。
  - テレビ東京系「金曜8時のドラマ」1月期作品として、『駐在刑事 Season2』を放送開始（初回は21時48分までの2時間SPで放送、全7回、 - 3月6日）。前シリーズに引き続き主役の江波敦史警官役を寺島進が、また江波の好敵手である警視庁捜査一課管理官・加倉井国広役を北村有起哉が演じる[81][82]。
- 25日
  - （24日深夜）テレビ東京「ドラマ25」1月期作品として、ローカルグルメサイト「絶メシリスト」を原案とした『絶メシロード』を放送開始（全12回、 - 4月11日（10日深夜））。地上波連続ドラマ初主演となる濱津隆之演じる中年サラリーマンが週末、車中泊をしながら個人飲食店めぐりの旅をするという内容。共演に酒井若菜、山本耕史ら[83]。
  - NHK総合「土曜時代ドラマ」枠にて、葉室麟の『螢草』を原作とし、清原果耶主演で2019年に「BS時代劇」枠で放映された作品『螢草 菜々の剣』がこの日より放送開始（全7回、 - 3月21日）[84]。
- 29日 - 【訃報】歌手として『こんにちは赤ちゃん』や『二人でお酒を』など数々のヒット曲で知られ、第5回日本レコード大賞（1963年）を受賞、フジテレビ系で1966年に放送された『お嫁さん』で主演・主題歌歌唱を務めるなどマルチに活躍した歌手・タレントの梓みちよがこの日午後、心不全[85]のため東京都内の自宅で死去（76歳没）。訃報は2月3日に所属事務所から発表され、亡くなっていたところをマネージャーが発見したことも明らかになった[86]。
- 30日 - 【訃報】2009年にWOWOW「ドラマW」にて『戦力外通告』が、NHK総合「金曜ドラマ」にて『行列48時間』（原題：『喜の行列 悲の行列』）がそれぞれ映像化された推理小説家の藤田宜永がこの日午前、右下葉肺腺がんのため死去（69歳没）[87]。
- 31日 - 【訃報】TBS系で放送された『水戸黄門』『大岡越前』、テレビ朝日系で放送された『名奉行 遠山の金さん』『暴れん坊将軍』など多数のテレビ時代劇で名悪役として活躍した内田勝正がこの日夕方、肝細胞がんのため東京都内の病院で死去（75歳没）。訃報は2月5日に内田が副理事長を務めていた日本俳優連合から発表された。内田は10年前に胃がんを患いながらも俳優活動を続けていたが、昨年体調を悪化させて入退院を繰り返していた[88][89]。

### 2月
- 1日
  - NHK総合「よるドラ」枠にて、『伝説のお母さん』（原作・かねもと）を放送開始（全8回）。玉田真也と大池容子が脚本を担当し、主演には前田敦子を起用、共演に大地真央ら[90]。
  - テレビ朝日系「土曜ナイトドラマ」1月期作品として、大山誠一郎のミステリー小説を原作とする本格謎解きミステリードラマ『アリバイ崩し承ります』を放送開始。主演は浜辺美波で、共演に安田顕、勝村政信、成田凌ら（全7回、 - 3月14日）[91]。
- 2日 - NHK BSプレミアム「プレミアムドラマ」枠で、2018年7月期に放送された『捜査会議はリビングで!』の続編作品となる『捜査会議はリビングで おかわり!』を放送開始（全8回）。前作に引き続き観月ありさと田辺誠一のダブル主演でおくる[92]。
- 4日・11日（3日・10日深夜） - テレビ東京系『ソコアゲ★ナイト』月曜日枠（火曜0時12分 - 1時）で放送中の企画ドラマ『100文字アイデアをドラマにした!』は2週に亘り編成上の都合で中止とし、4日は『完食者ゼロの店! デカ盛り道場破り 予習復習スペシャル』[注 4][93]、11日は『新人アナと学ぶ! 世界卓球2020全力応援SP』[94]にそれぞれ差し替えた。18日（17日深夜）放送回は繰り上げで第5話となる[95]。
- 8日 - 【訃報】1960年代、テレビの黎明期に一世を風靡した海外ドラマ『ハワイアン・アイ』（ アメリカ・ABC制作、NETテレビ[注 5]にて放送）の主演として日本でもその名を知られたアメリカ合衆国出身俳優のロバート・コンラッドがこの日、カリフォルニア州で死去[96]。
- 9日
  - テレビ朝日系
    - 【関東広域圏】（8日深夜）日曜未明（土曜深夜）に新設した「360°ドラマ」枠（関東ローカル）にて、篠原知宏原作の同名漫画を連続ドラマ化した『鈍色の箱の中で』を久保田紗友主演で放送開始。共演に萩原利久、神尾楓珠、岡本夏美、望月歩ら（全6回、 - 3月15日（14日深夜））[97]。
    - 「日曜プライム」枠にて、森村誠一の小説を原作とした『私刑人〜正義の証明』を放送。主演にテレビ朝日のドラマ初単独主演となる遠藤憲一、共演に北村有起哉、内山理名、濱津隆之、竹中直人ら[98]。
- 13日 - 【訃報】アメリカの俳優モーガン・フリーマンなどの吹き替えで知られ、またNHK大河ドラマ『葵 徳川三代』（2000年）、『軍師官兵衛』（2014年）にも出演した経験を持つ俳優・声優の坂口芳貞がこの日午前、大腸がんのため東京都内の自宅で死去（80歳没）[99][100]。
- 22日 - 【訃報】テレビアニメ『キン肉マン』のキン肉大王役や洋画の吹き替えなどの声優で知られ、またテレビ朝日系『はぐれ刑事純情派』やフジテレビ系『古畑任三郎』など俳優として数多くのテレビドラマにも出演した岸野一彦がこの日急性心不全のため死去（86歳没）。訃報は3月4日に所属する東京俳優生活協同組合（俳協）の公式サイトで発表された[101]。
- 24日
  - （23日深夜）毎日放送「ドラマイズム」の新作として爪切男の同名小説を原作とする『死にたい夜にかぎって』を放送（全6回、 - 3月30日（29日深夜））。主演は賀来賢人、共演に山本舞香、戸塚純貴、安達祐実ら。なお、同作はTBSテレビでも遅れネットの形で同月26日（25日深夜）より放送開始[102]。
  - テレビ東京系にて、テレビ東京開局55周年[注 6]記念ドラマとして『アメリカに負けなかった男〜バカヤロー総理 吉田茂〜』を放送（21時 - 23時24分）。主役の吉田茂（第45代内閣総理大臣）に笑福亭鶴瓶（落語家・俳優・タレント・司会者）を、吉田の側近で吉田政権を支える人物だった白洲次郎に生田斗真をそれぞれ起用、共演に新木優子、松嶋菜々子ら[103]。また5月31日の19時54分 - 22時18分にアンコール放送された[104][105]（後述）。
  - 【訃報】テレビアニメや、外国ドラマでは『名探偵ポワロ』シリーズ（ イギリス・ロンドン・ウィークエンド・テレビ（LWT）製作、日本ではNHKで放送）の吹き替えを担当するなど数々の作品に出演した声優の後藤淳一がこの日午前、東京都大田区内の首都高速道路羽田線にてオートバイを運転走行中に側壁衝突事故を起こし、その際に頭部を強打し、直ちに病院へ搬送されたが死亡が確認された（40歳没）[106]。
- 25日 - 【表現問題】関西テレビ制作火9枠『10の秘密』の第2話及び第3話（1月21日・28日放送）で登場したマンションの名称が、不動産大手の野村不動産が運営する実在のマンションブランド名と酷似したうえに、『欠陥マンション』などと揶揄されたことを受け、野村側が関西テレビに抗議していたことが判明。これを受けて同局は野村側に謝罪するとともに当日夜放送の同番組のエンディングにてお詫びのテロップを挿入。またドラマ公式サイトでも謝罪文を掲載した。さらにフジテレビもドラマホームページ上で謝罪文を掲載した[107][108]。
- 26日 - NHK BSプレミアムにてNHK福井放送局製作の福井発地域ドラマ『シューカツ屋』を放送（22時 - 22時59分）。主演は水川あさみが務め、共演に福井出身の津田寛治、高橋愛ら[109]。
- 29日 - NHK総合の土曜時代ドラマ『螢草 菜々の剣』（第6話）はこの日、安倍晋三首相による記者会見の模様を伝えるニュース特番を放送（当初は18時25分までの予定だったが、会見が長引き18分延長、18時43分まで放送された）[110]した関係で休止となったため、翌週3月7日に振替放送となり、同ドラマは当初予定より1週繰り下げとなる。

### 3月
- 1日 - 【訃報】松竹京都撮影所の撮影カメラマンとしてキャリアをスタートさせ、松田優作主演の『蘇える金狼』（1979年）を始め多くの映画作品に携わり、テレビドラマでは石原プロモーション制作の『大都会シリーズ』（日本テレビ）や『西部警察シリーズ』（テレビ朝日）などに携わった撮影監督（カメラマン）の仙元誠三がこの日死去（81歳没）[111]。
- 2日〜 - 【朝ドラ】NHK 『スカーレット』（大阪局制作）でこの週（第22週）より、終盤を彩る追加キャストとして、稲垣吾郎（元SMAP）が新たに出演。稲垣が演じるのは、ヒロイン・川原貴美子（戸田恵梨香）が病院で知り合う医師「大崎茂義」役。稲垣が連続テレビ小説に出演するのは第42作『青春家族』（1989年前期）以来、30年半ぶり2回目となる[112]（稲垣は4日（第129話）より出演）。
- 3日 いずれも【訃報】
  - 日本を代表する劇作家として数々の舞台作品を世に送り出し、テレビドラマではNHK総合にて放映された『静かなる爆薬』（1972年、主演：笠智衆）、『あの角の向う』（1974年、主演：西村晃）、『星の牧場』（1981年、主演：千住真理子）などの作品で脚本を手掛けた別役実がこの日肺炎のため死去（82歳没）[113]。
  - 木曜ゴールデンドラマ（読売テレビ制作・日本テレビ系）でドラマ化された『誘拐』（1980年9月11日放送）の原作者である小説家の勝目梓がこの日、千葉県鴨川市の自宅で心筋梗塞のため死去（87歳没）[114]。
- 4日 - 【BS・長野県】長野県諏訪市周辺を舞台にしたNHK長野放送局製作地域ドラマ『ピンぼけの家族』をNHK BSプレミアムにてこの日の22時より放送。高田亮が脚本を担当し、木村優希が演出を担当、主演は泉澤祐希が務め、共演に手塚理美、南沙良、柄本明ら[115]。
- 7日 - 【BS】WOWOW「土曜連続ドラマW」枠で、柚月裕子の小説を原作とした『パレートの誤算〜ケースワーカー殺人事件〜』を放送開始（全5回、 - 4月4日）。主演にアイドルグループ・NEWSの増田貴久、共演に北村有起哉、橋本愛、那須雄登（ジャニーズJr. 美 少年）、松本まりから[116]。
- 8日 - 【特撮】日曜9時30分 - 10時枠のテレビ朝日・東映制作のスーパー戦隊シリーズ第44作として『魔進戦隊キラメイジャー』（原作・八手三郎、脚本・荒川稔久、監督・山口恭平ら）を放送開始（ - 2021年2月28日）[117][118]。
- 9日 - 【愛媛県】愛媛朝日テレビ（eat）開局25周年オリジナルドラマとして新居浜市を舞台とした作品『ニーハムの旅』をこの日の19時 - 20時に放送。本作は四国中央市出身の作家である高橋久美子が原案を、内子町出身の冨永昌敬が監督（演出）と脚本をそれぞれ担当。主演は中村ゆり、共演に桜まゆみ、永岡佑ら[119]。
- 9日 - 13日 - NHK総合にて、就職活動をテーマにしたミニドラマ『就活生日記』（兵藤るり作）を5夜連続で放送（全5回、23時45分 - 23時50分）。出演は富田望生、前田旺志郎、小平大智、吉田美月喜、上川周作、泉澤祐希、矢部太郎（カラテカ）、皆川猿時、田中要次らで、矢部がタイトル画を手掛けている[120]。
- 13日 - 【時代劇】フジテレビ系でこの日の20時 - 22時9分に、池波正太郎原作の『剣客商売』シリーズ最新作として『剣客商売 婚礼の夜』を放送。2012年より主役の秋山小兵衛[注 7]を演じる北大路欣也の他に、息子の秋山大治郎[注 8]役に高橋光臣、男装の武芸者・佐々木三冬（実は田沼意次の娘）[注 9]役に瀧本美織を新たに起用[121]。
- 14日・15日 - 【BS】BSフジ（2K・4K）ではこの両日（共に21時 - 22時55分）、開局20周年記念番組として『警視庁捜査資料管理室スペシャル 〜明石幸男、最後の3日間〜』を放送。過去作シリーズ同様、企画・高井一郎、脚本・山内直哉、総監督・本広克行、演出（監督）・山口淳太、主演・瀧川英次と不動のラインナップに、共演も小橋めぐみ、秋元才加、甲本雅裕らが前シリーズから続投[122]。
- 15日
  - 【海外】NHK総合日曜23時台「海外ドラマ」枠で『レ・ミゼラブル (2018年のイギリスのテレビドラマ)（英語版）』（ イギリス・BBC制作）を放送開始。主役のジャン・バルジャンを演じるドミニク・ウェストの吹き替えを井上和彦が担当、他に坂詰貴之、林真里花、細谷佳正らが吹き替えを担当する[123]。
  - 【BS】BS-TBS（2K・4K）にて、元NHK職員である浅生鴨の同名小説を原作とした『伴走者』を同局開局20周年記念ドラマとして吉沢悠と市原隼人のダブル主演で放送（19時 - 20時54分）。共演に美村里江、北乃きい、鈴木浩介、高橋光臣ら[124]。
  - 【福岡県】福岡放送（FBS）開局50周年スペシャルドラマとして、同局の番組『ナンデモ特命係 発見らくちゃく!』にて紹介された実話エピソードを基に構成した作品『天国からのラブソング』を放送（15時 - ）。また、20日にはBS日テレでも放送（19時 - ）[125]。本作では金沢知樹といとう菜のはが共同脚本、FBSの藤谷拓稔が監督（演出）をそれぞれ務め、主人公を濱田龍臣が、主人公の祖父をイッセー尾形がそれぞれ演じる。共演に市毛良枝、田山涼成、吉岡秀隆ら[126]。

志村けん（お笑いタレント）死去（29日、70歳没。写真は西武新宿線東村山駅前に建てられた「志村けんの像」〈2021年11月撮影〉）

  - テレビ朝日系「日曜プライム」枠で、大門剛明の同名小説を原作に、田中圭が兄の刑事役に、中村倫也が弟の検事役にそれぞれ扮する『不協和音 炎の刑事VS氷の検事』を放送。共演に趣里、杉本哲太、生瀬勝久ら[127]。
  - 【BS】WOWOWプライムにて、真山仁の小説『オペレーションZ』を原作とする連続ドラマ『連続ドラマW オペレーションZ〜日本破滅、待ったなし〜』を放送開始（全6話、 - 4月19日）。主演には草刈正雄を起用[128]。
- 17日 - 【訃報】1976年3月に放送された「少年ドラマシリーズ」（NHK）第61作『ママの卒業式』などの原作者である児童文学者の手島悠介がこの日死去（85歳没）[129]。
- 21日
  - いずれも【訃報】
    - 歌手としてNHK紅白歌合戦に8回出場、女優としてテレビドラマでは『てんてん娘』（1956年、KRテレビ[注 10]）、『まりっぺ先生』（1958年、日本テレビ）に主演するなど幅広く活躍した歌手・女優・タレント・社会運動家の宮城まり子がこの日死去（93歳没）[130]。
    - アニメ『サザエさん』の2代目フグ田マスオ[注 11]役や『それいけ!アンパンマン』のジャムおじさん役など[注 12]数々の作品で声優として出演し、俳優としてもTBS系「水曜劇場」『レモンのような女』（1967年、第5話「夏の香り」）などの作品に出演した俳優・声優の増岡弘がこの日、直腸癌のため死去（83歳没）[131]。

  - NHK総合にてこの日の21時 - 22時13分に岡部鈴の小説『総務部長はトランスジェンダー 父として、女として』を原作とした土曜ドラマ『三浦部長、本日付けで女性になります。』を放送。脚本はふじきみつ彦、演出は新田真三が担当、主演にはムロツヨシが起用され、共演に鈴木紗理奈、伊藤沙莉、平泉成ら[132]。
- 22日 - 【事故・BS】WOWOWは、前日の21日午後に京都府亀岡市内で行われたドラマ『薄桜鬼』（仮）の撮影中に撮影効果用の炭火ストーブがイントレに接触して転倒し、山林約2.7haを焼き約5時間後に鎮火する山火事があったことを認め公式サイトで謝罪した。この火事でスタッフ2人がやけどや煙を吸うなどの軽傷を負った。これを受けドラマの制作を一旦中止し、再発防止対策を講じることを表明した[133][134]。
- 27日 - テレビ朝日系昼の帯ドラマ『やすらぎの刻〜道』が、この日最終回（第50週・248話）を、放送時間を25分延長した12時30分 - 13時15分枠で、45分拡大版として放送[135]。前年4月より第2期として再開された「帯ドラマ劇場」は、本作のみで再び廃枠となった[136][137]。
- 28日
  - NHK
    - 【朝ドラ】『スカーレット』（大阪局制作）が最終回（第25週・150話）を放送。最終回における総合テレビの視聴率は20.4%（関東地区・世帯・リアルタイム、ビデオリサーチ調べ）。また放送期間中の全体平均視聴率は19.4%（同）で、朝ドラ視聴率としては2015年度前期の『まれ』以来となる20%割れとなった[138]。この日をもって朝ドラの土曜日の放送は終了[139]、第2作『あしたの風』（1962年度）から58年にわたる月 - 土曜の放送体制はこの週が最後となった[注 13]。
    - 【BS】BSプレミアムの『リバイバルドラマ』シリーズとして、山口瞳の同名小説を原作とする『居酒屋兆治』を放送。これまで1983年に高倉健主演で映画化、1992年には渡辺謙主演で初テレビドラマ化されているが、3度目の映像化となる今回は高倉主演の映画をリバイバルしたものとなる。主演は遠藤憲一が務めた（21時 - 22時29分）[140]。

  - 【訃報】東京放送（現・TBSテレビ）のドラマディレクター・プロデューサーとして『あこがれ共同隊』（1975年）や『竹下景子のトルコ嬢・モモ子シリーズ』（1982年 - 1997年）などのプロデュース・演出などを手掛け、TBSを定年退職後は『女将になります!』（2003年、NHK総合）などの演出を手掛けたフリープロデューサー・演出家の堀川とんこう（本名・敦厚＝あつたか）がこの日、神奈川県足柄下郡湯河原町の自宅で肺がんのため死去（82歳没）。死去は4月3日に判明した[141]。

- 29日
  - テレビ朝日系「日曜プライム」枠にて、この日、夢枕獏の同名小説を原作とするスペシャルドラマ『陰陽師』を放送。主人公の安倍晴明役には佐々木蔵之介、相方の源博雅役は市原隼人がそれぞれ務めた[142]。
  - 【BS】NHK BSプレミアムにて荻原浩原作の『金魚姫』をドラマ化し、この日の21時 - 22時29分に放送。宇田学の脚本で映画監督の青山真治が演出を担当し、主演を志尊淳、ヒロイン役は瀧本美織が務めた[143]。
  - 【賞】脚本家の橋田壽賀子が理事を務める一般財団法人橋田文化財団主催による「第28回橋田賞」の受賞者がこの日発表され、テレビドラマからはNHK連続テレビ小説第100作『なつぞら』（2019年4月1日 - 9月28日）、脚本家からは山本むつみ、俳優からは岡田准一（V6メンバー）、橋爪功、松重豊の3名、そして新人賞は田中圭と広瀬すずがそれぞれ受賞した[144]。なお今回、大賞は該当者なしとなった。
  - いずれも【訃報】
    - 1972年の芸能界デビュー以来、ザ・ドリフターズのメンバーとしてだけでなく、タレント・コメディアンとしても幅広く活動し、NHK連続テレビ小説『エール』（後述）への出演が決定していた志村けんがこの日夜遅く、新型コロナによる肺炎のため死去（70歳没）[145]。なお、志村は『エール』にて「小山田耕三」役で出演しており[146]、5月1日（第25話）[注 14]に初登場した。
    - アメリカ出身のシンガーソングライターで、1973年にTBS系で放送された『時間ですよ（第3シリーズ）』に出演した経験を持つアラン・メリルがこの日、新型コロナによる合併症のためニューヨークで死去（69歳没）[147]。
- 30日
  - 【朝ドラ】NHK令和2年度前期連続テレビ小説『エール』を放送開始（全24週、 - 11月27日[注 15]）。昭和の音楽史を代表する作曲家・古関裕而とその妻をモデルにした波乱万丈の物語を描く。主演は窪田正孝で、男優が朝ドラで主演を務めるのは『マッサン』（2014年度後期）の玉山鉄二以来6年ぶりとなる[148]。またヒロイン役には二階堂ふみが抜擢された[139]。また、連続テレビ小説は同作品から4K制作となり[149]、同時に月 - 金曜の週5日間の放送体制となる[150][注 13]（土曜日は1週間分を放送）。本作の脚本は当初林宏司が担当する予定だったが、清水友佳子と嶋田うれ葉に交代し、制作スタッフが脚本に参加するかたちとなる[151]。また主題歌は本職が歯科医師の人気グループ・GReeeeNの『星影のエール』に決定した[152]。
  - テレビ東京系にて、2018年9月に藤村いずみのサスペンス・ミステリー小説『あまんじゃく』を原作として製作・放映されて評判を博した『あまんじゃく 元外科医の殺し屋が医療の闇に挑む』の続編として『あまんじゃく 元外科医の殺し屋 最後の闘い』を放送（21時 - 22時48分）。本作では主演の唐沢寿明と共演の木村多江と橋爪功も前作に引き続いて出演するほか、大鷹明良、中村俊介、金田明夫らが新たに出演した。脚本は泉澤陽子、監督は木村ひさしがそれぞれ担当した[153][154]。
- 31日 - 【訃報】『半落ち』を始めとする数々の映画作品でメガホンを執り、2019年2月に放映された読売テレビ開局60周年記念ドラマ『約束のステージ 〜時を駆けるふたりの歌〜』（日本テレビ系、主演・土屋太鳳）の演出（監督）を手掛けた映画監督の佐々部清がこの日、山口県内で死去（62歳没）[155]。

### 4月
- 1日 - 【健康問題】NHKは、新型コロナ感染対策として現在収録中の連続テレビ小説『エール』及び大河ドラマ『麒麟がくる』の両作品について4月12日まで収録を一時中止することを発表。13日以降については状況を見ながら判断するとしたが[156]、その後7日に9月末から開始される予定の連続テレビ小説『おちょやん』（大阪局制作）を含め、休止期間を延長することを決定[157]。両作品とも6月より撮影を再開している。→6月16日、6月30日、9月14日、秋予定もそれぞれ参照
- 2日 - 読売テレビ制作・日本テレビ系「木曜ドラマF」4月期作品として、丘上あいの漫画『ギルティ〜鳴かぬ蛍が身を焦がす〜』を原作としたドラマ『ギルティ〜この恋は罪ですか?〜』を放送開始（ - 8月6日）。主人公の荻野爽を新川優愛が演じ[158]、共演に町田啓太（劇団EXILE）、小池徹平、戸田菜穂、筧美和子ら[159]。→6月25日も参照

- 3日
  - NHK総合

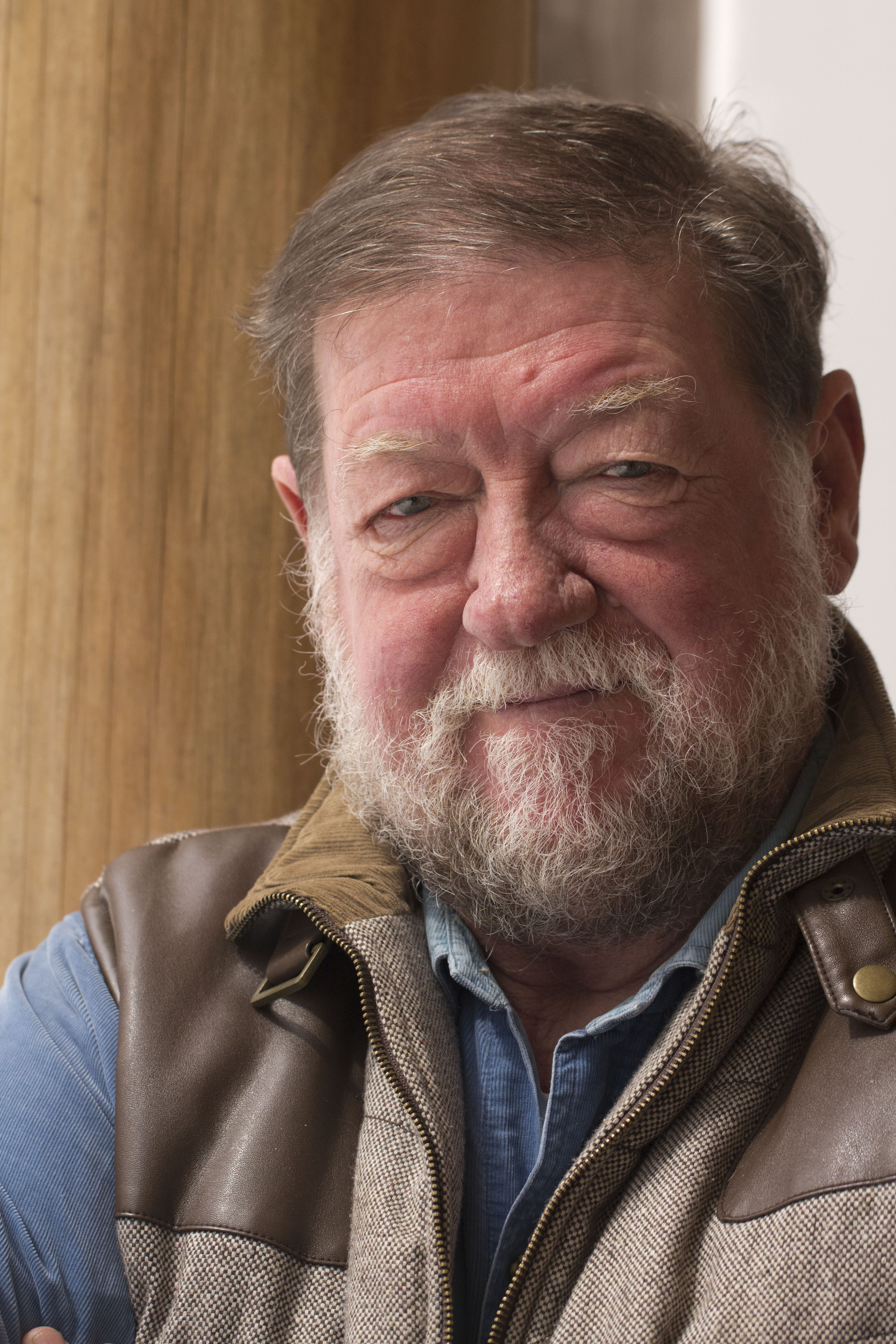
C.W.ニコル死去（4月3日、79歳没。写真は2012年撮影）

    - この日の22時 - 22時45分、失踪した猫を探し出すという実在の猫探偵のエピソードをドラマ化した『猫探偵の事件簿』を放送。本作は脚本を服部隆、演出を吉川久岳が担当、主役の“猫探偵フジワラ”を甲本雅裕が演じる[160]。

  - フジテレビ
    - この日の20時 - 21時49分、山村美紗原作、片平なぎさ主演の人気サスペンスドラマ『赤い霊柩車38 結婚ゲーム』が放送された。前作（2018年11月）以来、約1年半ぶりの作品であり、同局の金曜2時間枠が終了して初の作品となる[161]。

  - いずれも【訃報】
    -  ウェールズ出身で、1975年に開催された沖縄国際海洋博覧会で カナダ館副館長を務め、同国政府の官職辞職後の1978年に再来日し長野県・黒姫に定住、1995年に日本に帰化し環境活動家・作家として活動、自作の『バーナード・リーチの日時計』がNHK創作テレビドラマとして『NHK特集「ドラマ 日時計」』（総合テレビ、1983年6月24日）として放送されたクライヴ・ウィリアム・ニコル（C.W.ニコル）がこの日、直腸癌のため死去（79歳没）[162]。
    - 東映専属俳優として川谷拓三（1995年没）らと結成した「ピラニア軍団」の一員として数多くの映画作品に出演し、また『人形佐七捕物帳』（1977年、東映・テレビ朝日）では鳥越の茂平次役でレギュラー出演するなどテレビドラマにも数多くの作品に出演した俳優・歌手の志賀勝がこの日、拡張型心筋症のため京都市内の病院で死去（78歳没）[163]。
- 4日
  - NHK総合
    - この日18時5分 - 18時35分枠にて、志賀直哉の小説を原作とし、NHKと タイiTVの合作で製作された『盲亀浮木〜人生に起こる小さな奇跡〜』を放送。なお同ドラマは3月23日にNHKワールドJAPANで先行放送された[164]。総合テレビでは当初3月28日に放送予定だったが、安倍晋三内閣総理大臣の記者会見によるニュース特番放送のため、1週順延された。
    - 「よるドラ」4月期作品として『いいね!光源氏くん』（原作：えすとえむ、脚本：あべ美佳）を放送開始（全8回、 - 5月23日）。主演には伊藤沙莉と千葉雄大の2人を起用[165]。

  - 【中京広域圏】中京テレビが開局50周年記念ドラマとして制作する『翔べ!工業高校マーチングバンド部〜泣き虫先生が僕らに教えてくれたこと〜』を、この日15時より放送。愛知県内に実在する工業高校のマーチングバンド部の顧問教諭と生徒たちの絆の物語を描く作品で、愛知県出身の佐藤二朗が主演を務め、名古屋市出身の堤幸彦が演出を担当。共演に泉澤祐希、西川右近、河村花ら[166]。
- 5日 - 【訃報】富士八郎名義で1960年 - 1961年にフジテレビで放送されたテレビ時代劇『天馬天平』（原作：堀江卓）に主演、1975年には東京12チャンネル（現・テレビ東京）にて由美かおる主演の時代劇『安寿無情』のプロデュース・演出を手掛けるなど幅広く活動した映画監督・映像プロデューサーの山前五十洋がこの日、心不全のため死去（76歳没）[167]。
- 5日 - 19日 - TBS系『半沢直樹』（第2シリーズ）の放送開始延期を受けて、5日と12日に予定していた第1シリーズの特別総集編も併せて延期となったことにより、『下町ロケット』の特別総集編を、3週連続2時間（21時 - 22時48分）枠で放送[168]。
- 7日
  - （6日深夜） BSテレ東にて、新久千映原作・武田梨奈主演の異色グルメドラマシリーズ『ワカコ酒』のシーズン5を放送開始（全12話、 - 6月23日（22日深夜））[169]。
  - 【賞】優れたテレビドラマの脚本家に贈られる「第38回向田邦子賞」（主催：東京ニュース通信社他）がこの日発表され、2019年10月期に日本テレビ系「土曜ドラマ」枠で放送された『俺の話は長い』を手掛けた金子茂樹が受賞した[170]。
  - 【訃報】テレビアニメの声優として『ハクション大魔王』（1969年のフジテレビ版）などに出演、俳優としてもテレビ創成期の『バス通り裏』（NHK）や『おもかげ』（1959年、日本テレビ）などのドラマ作品に出演歴を持つ舞台俳優・声優の荘司美代子がこの日、脳出血のため死去（83歳没）[171]。
- 8日 - テレビ朝日系水曜21時枠で、井ノ原快彦（20th Century）主演の『特捜9』のシーズン3を放送開始（ - 7月22日）。今回から中村梅雀が新たに加わる他、田口浩正、津田寛治、原沙知絵、吹越満、山田裕貴らが出演する[172]。→6月17日も参照
- 9日
  - （8日深夜）
    - 日本テレビ系水曜深夜ドラマ枠にて、 スターダストプロモーション所属の若手俳優集団「恵比寿学園男子部」（EBiDAN）が主演する新ドラマ『FAKE MOTION -卓球の王将-』を放送（全8話、 - 5月28日（27日深夜））[173]。
    - テレビ東京系
      - 「ドラマホリック!」4月期作品として、『レンタルなんもしない人』を放送開始。アイドルグループ・NEWSの増田貴久が地上波連続ドラマ初主演を果たす[174][175]（一時放送中断（後述）、 - 10月1日(9月30日深夜)）。
      - 木曜未明（水曜深夜）0時52分枠で、同名コミック漫画を実写化し、松重豊が家政婦の猫役に扮する2分30秒間のミニドラマ『きょうの猫村さん』を放送開始（全24回、 - 9月17日(16日深夜)）[176]。共演に濱田岳、小雪、石田ひかり、染谷将太、安藤サクラら[177]。

  - テレビ朝日系「木曜ミステリー」4月期作品として、内藤剛志主演のシリーズ刑事ドラマ『警視庁・捜査一課長2020』を放送開始（ - 9月3日）。共演に斉藤由貴、鈴木裕樹、陽月華、矢野浩二、塙宣之（ナイツ）、本田博太郎、床嶋佳子、金田明夫らも続投し、この新シリーズから三吉彩花が新たに加わる[178][179]。6月18日に、7月期も放送が継続され、シリーズ史上初となる2クール（半年間）放送となることが発表された[180][181]。→6月18日も参照
- 9日 - 6月11日 - フジテレビ系「木曜劇場」では、この日から開始予定だった『アンサング・シンデレラ 病院薬剤師の処方箋』の放送開始延期を受け、同日より、2018年7月期放送の『グッド・ドクター』（山﨑賢人主演、全10話）を再放送[182]。→7月16日も参照

- 10日

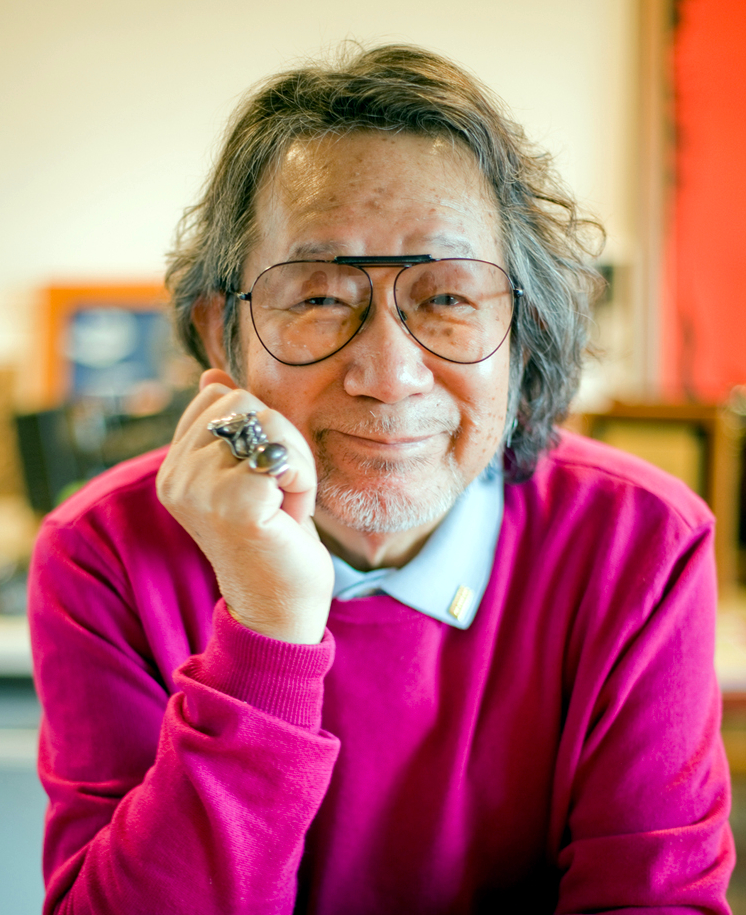
大林宣彦死去（4月10日、82歳没）

  - 1978年に東映映画で製作・公開された『柳生一族の陰謀』をNHK BSプレミアムにてこの日の21時 - 22時29分に『スーパープレミアム 柳生一族の陰謀』としてドラマ化し、放送。大石哲也の脚本で西片友樹が演出を担当、配役として主役の柳生宗矩を吉田鋼太郎が演じ、柳生十兵衛三厳を溝端淳平が、徳川家光を岡山天音がそれぞれ演じた[183]。
  - 【訃報】1970年代から東宝映画『ふりむけば愛』（主演：山口百恵）、『HOUSE』（主演：池上季実子）などの作品を手掛け、テレビドラマでは日本テレビ系「火曜サスペンス劇場」枠にて『可愛い悪魔』（1982年、主演：秋吉久美子）、『麗猫伝説』（1983年、主演：入江たか子）などの作品の演出を手掛けた映画監督の大林宣彦がこの日夜、肺がんのため死去（82歳没）[184]。
- 10日 - 5月8日 - TBS系『MIU404』の放送開始延期を受けて、『コウノドリ』（綾野剛出演）の傑作選（全4話）を22時 - 22時54分に放送[168]。
- 11日
  - （10日深夜）- テレビ東京系「ドラマ24」4月期作品として、浜岡賢次作の同名ギャグ漫画を実写ドラマ化した『浦安鉄筋家族』を放送開始。主人公である一家の大黒柱「大沢木大鉄」役は佐藤二朗が務めるほか、共演に水野美紀、岸井ゆきの、松井玲奈、滝藤賢一ら（一時放送中断（後述）、 - 9月26日(25日深夜)）[185]。
  - BSテレ東「土曜ドラマ9」枠4月期作品として佐藤青南の『行動心理捜査官・楯岡絵麻』シリーズを原作とする『サイレント・ヴォイス 行動心理捜査官・楯岡絵麻Season2』を放送開始（全8回、 - 5月30日）。本作は2018年10月 - 12月に放送された同作の続編で、主演は前作に引き続いて栗山千明が務める。なお、本作はSeason2の放送開始に先立つ形で3月7日21時より『サイレント・ヴォイス 行動心理捜査官・楯岡絵麻 特別篇 悪魔の学問』と題してスペシャルドラマとして放送された[186]。
  - 東海テレビ制作・フジテレビ系「オトナの土ドラ」枠にて、羽田美智子が主婦からの卒業を宣言し騒動を引き起こす役に扮する『隕石家族』を放送開始。共演に天野ひろゆき（キャイ〜ン）、松原智恵子、泉里香、北香那ら（全8回、 - 5月30日）[187]。
- 11日 - 6月20日 - 日本テレビ系「土曜ドラマ」では、この日から開始予定だった『未満警察 ミッドナイトランナー』の放送開始延期を受けて、2005年10月期に放送した『野ブタ。をプロデュース』（亀梨和也・山下智久主演、全10話）の特別編を、11日と18日の2週連続で放送予定であったが、2週追加・延長して5月2日までの放送予定を、もう2週追加・延長され5月16日まで放送予定[188]だったのを、3話分追加して6月20日の最終話まで放送[189]。この放送内では、本来放送開始予定だった『未満警察』の特別編PRも挿入された[190]。4月18日、6月13日、6月20日の放送内では主演の亀梨・山下の二人が、放送から15年経過し、現在の想いを語る緊急メッセージも挿入して放送した[191][192][193]。この放送内では、本来放送開始予定だった『未満警察』の特別編PRも挿入された[190]。→6月27日も参照
- 12日
  - （11日深夜） 
    - BSテレ東・テレビ大阪「真夜中ドラマ」枠4月期作品として、柴門ふみの同名恋愛漫画を原作とし、時代設定も令和に移した『女ともだち』を2度目のドラマ化して放送開始[注 16]（ - 7月25日）。主演は原沙知絵が務め、自身にとって2002年10月期にテレビ朝日「木曜ドラマ」枠で放送した『逮捕しちゃうぞ』以来、17年半ぶりの連続ドラマ主演となった[194][195]。共演に磯山さやか、袴田吉彦、竹財輝之助ら[196][197]。（BSテレ東 4Kでも放送）
    - 読売テレビにて自社制作のドラマとしてダンスに青春を賭ける若者たちの生き様を描く『KING OF DANCE』を土曜深夜（日曜未明）0時58分枠で放送開始（全6回、- 5月17日（16日深夜））。本作は吉谷光太郎が原作・脚本を担当し、松永洋一、土屋隆俊、林雅貴が演出を手掛け、主演は高野洸が務め、共演に和田雅成、丘山晴己ら。また本作は中京テレビ（4月17日（16日深夜）開始）とBS日テレ（5月7日開始）でも放送された[198]。

  - 日本テレビ系「日曜ドラマ」4月期作品として、東村アキコの同名漫画を原作とした『美食探偵 明智五郎』を中村倫也主演で放送開始（ - 6月28日）[199][200]。なお「日曜ドラマ」の制作担当も、前作の読売テレビから再び日本テレビに戻る[201]。共演に北村有起哉、小芝風花、小池栄子ら[202]。
  - 朝日放送テレビ「ドラマL」4月期作品として、関西ジャニーズJr.（なにわ男子、Aぇ! group、Lil かんさい）主演の『年下彼氏』を放送開始（1話15分×2話分×全10週の全20話、 - 6月14日）[203]。
  - 【訃報】声優として数々のテレビアニメ作品などに出演、海外ドラマ『ザ・プラクティス ボストン弁護士ファイル』（ アメリカ・ABC制作、日本ではFOXチャンネルなどで放送）では主演のディラン・マクダーモットの吹き替えを担当するなど、海外テレビドラマの日本語版作品にも数多く出演経験のある藤原啓治がこの日、ガンのため死去（55歳没）[204]。
- 13日
  - 【改編】テレビ東京系月曜20 - 21時台に2時間ドラマ枠『月曜プレミア8』を新設[注 17][205]。但し同日は、3月まで20時台でレギュラー放送してきた『世界!ニッポン行きたい人応援団[206]』（月1 - 2回程度、同枠内で放送）の3時間SP（20時 - 22時48分）のため、2時間ドラマは翌週20日の『越境捜査』（高橋克典主演）より開始した。
  - フジテレビ系「月9」枠4月期作品として、2018年10月期に同枠で放送した織田裕二主演の『SUITS/スーツ』の続編作品となる『SUITS/スーツ2』を放送開始（全15話、 - 10月19日）。織田の相棒役を務める中島裕翔（Hey! Say! JUMP）の他[207]、新木優子、鈴木保奈美、中村アン、小手伸也も前作から引き続き出演する[208]。
- 13日 - 25日（24日深夜） - TBS系（一部地域除く）で、2019年1月期の「火曜ドラマ」で放送された『初めて恋をした日に読む話』（深田恭子主演、全10話）を一挙再放送（13日 - 16日及び20日 - 23日は23時56分 - 翌0時55分、18日（17日深夜）及び25日（24日深夜）は0時20分 - 1時20分）[209][210][211]。最終日の25日（24日深夜）は、未公開カットも交えて放送した[212]。
- 14日 - 6月9日 - 関西テレビ制作・フジテレビ系「火9」枠でこの日から放送開始予定だった『竜の道 二つの顔の復讐者』が撮影中止及び放送開始日が延期となったため、2014年10月期に「火10」枠で放送された『素敵な選TAXI』（竹野内豊主演）を、第8話「夫と妻の選択肢」を除いた9話分[213]を再放送[214]。5月19日 - 6月9日までの4週は「素敵な選TAXI 特別編」と題し、主演の竹野内と、共演者でもあり脚本を務めたバカリズムとの対談も挿入して放送した[213]。→7月28日も参照
- 14日 - 5月12日 - TBS系『私の家政夫ナギサさん』の放送開始延期を受けて、1月期の「火曜ドラマ」で放送した『恋はつづくよどこまでも』の総集編『恋はつづくよどこまでも胸キュン!ダイジェスト[注 18]』と題して、22時 - 22時57分に放送[215]。当初、14日のみの放送予定であったが、翌週21日以降も、未公開シーンを交えて放送した。
- 15日 - 5月27日 - 日本テレビ系「水曜ドラマ」では、この日から開始予定だった『ハケンの品格』（第2シリーズ）の放送開始延期を受け、『春子の物語 ハケンの品格2007特別編』（全7回）と題し、2007年1月期に放送した同ドラマの第1シリーズでの大前春子の活躍と歴史を振り返る特別総集編を、2週連続で放送予定[216][217]であったが、更に2週追加・延長して5月6日までの放送予定を[218]、もう3週追加・延長して5月27日まで放送。5月分は、第1シリーズの第7話から最終話までを、1週1話分ずつ4週に亘り放送した[219]。→6月17日も参照
- 16日 - 6月11日 - テレビ朝日系「木曜ドラマ」では、この日から開始予定だった『BG〜身辺警護人〜』（第2作）の放送開始延期を受け、同日は2018年1月期に放送した同ドラマ第1作の第1話を再放送する。翌週23日以降の対応として、第2作の撮影が再開し、放送が開始されるまでの間、第1作のエピソードを厳選した「傑作選」（第1話再放送分を含む全9回）として放送[220][221]。→6月18日も参照
- 17日 - 7月3日
  - （16日深夜 - 7月2日深夜） - テレビ東京系「木ドラ25」枠で開始予定だった『あなた犯人じゃありません』の放送開始延期を受けて、2019年10月期に同枠で放送した『新米姉妹のふたりごはん』（山田杏奈・大友花恋主演、全12話）を再放送[222][223][224]。
  - NHK総合「ドラマ10」枠で、この日から開始予定だった『ディア・ペイシェント〜絆のカルテ〜』の放送開始延期を受けて、2017年10月期に「土曜時代ドラマ」で放送した『アシガール』（黒島結菜主演、全12話分）を、22時 - 22時45分に再放送（全11回）[225]。再放送最終日となる7月3日は、第11話と最終話の第12話を統合し、放送時間も22時 - 23時15分に拡大して放送[226]。
- 18日
  - （17日深夜）- テレビ東京系「ドラマ25」4月期作品として、安達祐実主演の『捨ててよ、安達さん。』を放送開始（全12話、- 7月4日（3日深夜））。安達は本人役として出演し、雑誌の企画で私物を捨てようとすると、夢の中に謎の少女や「捨てられないモノ」たちが擬人化して登場するという内容[227]。
  - WOWOWプライム「土曜ドラマW」枠にて、池井戸潤の同名小説を原作とした『鉄の骨』を神木隆之介主演で放送（全5回、- 5月16日）[228]。
  - テレビ朝日系「土曜ナイトドラマ」4月期作品として、歌手・浜崎あゆみと松浦勝人（エイベックス株式会社代表取締役会長CEO、当時は同社専務）へのインタビューを元とした小松成美の小説を原作とする『M 愛すべき人がいて』を放送開始（ - 7月4日）。主演は安斉かれんと三浦翔平が務め[229]、共演には白濱亜嵐（GENERATIONS from EXILE TRIBE）、田中みな実、高橋克典、高嶋政伸ら[230]。→6月13日も参照
- 18日 - 5月3日 - TBSにて、2009年10月期・2011年4月期「日曜劇場」で放送された『JIN-仁-』を再編集した『JIN-仁- レジェンド』を放送。（全6回。土曜14時 - 16時54分、日曜14時 - 17時、一部地域へもネット）[231]。また毎日放送でも4月29日から1日3時間ずつ、合計6日間にわたって放送された[232]。
- 19日 - テレビ朝日系「日曜プライム」枠は、当初の放送予定を変更し、沢村一樹主演の人気作品『DOCTORS〜最強の名医〜』の2013年6月放送回を傑作選として放送（共演：高嶋政伸、比嘉愛未、小野武彦、伊藤蘭、野際陽子、他）[233]。なお26日にも、2015年1月放送回を再放送する予定だったが、後述の岡江久美子（4月23日没）の追悼特番に差し替え・変更となった[234]。
- 20日
  - テレビ東京系「ドラマBiz」枠の4月期及び同枠最終作品として、漫画雑誌「ビッグコミックスペリオール」（小学館）にて連載された『らーめん才遊記』（2009年 - 2014年、原作・久部緑郎、作画・河合単、協力・石神秀幸）を原作としドラマ化した『行列の女神〜らーめん才遊記〜』と題して放送開始（全8回、 - 6月8日）。本作の脚本は古家和尚が担当し、演出は星護と池澤辰也がそれぞれ担当し、主役のフードコンサルタント・芹沢達美役には同局系ドラマ初出演の鈴木京香を、芹沢の弟子で新人社員役に黒島結菜をそれぞれ起用、共演に高橋メアリージュン、石塚英彦、高畑淳子、杉本哲太ら[235][236]。同作品の最終回放送終了で、2年2ヶ月放送してきた「ドラマBiz」は廃枠となった（後述）[237][238]。→7月2日も参照
  - 【訃報】テレビ東京系「金曜8時のドラマ」枠で放送された『三匹のおっさん』で北大路欣也、泉谷しげると共に主演を務め、他にも関西テレビ制作・フジテレビ系『アンフェア』やTBS系『陸王』『半沢直樹』などで名脇役を演じた志賀廣太郎がこの日の夜、誤嚥性肺炎のため死去（71歳没）。訃報は4月30日に所属事務所が発表した。志賀は2019年度NHK大河ドラマ『いだてん〜東京オリムピック噺〜』に「春野先生」役で出演予定だったが2018年4月に体調不良で降板[注 19]、また2019年4月期のテレビ東京系「ドラマ24」枠で放送された『きのう何食べた?』も体調不良（脳梗塞）により降板していた[239][240]。
- 21日
  - （20日深夜） - 日本テレビ系 「シンドラ」枠4月期作品として『正しいロックバンドの作り方』を放送開始（全10話、- 6月23日（22日深夜））。脚本はおかざきさとこ、吉崎崇二ら5人が担当、演出は山岸聖太、原桂之介、吉田和弘、主演にはジャニーズWESTの藤井流星を起用[241]。
  - 【訃報】1960年代に日本の音楽シーンにて一世を風靡したグループ・サウンズの代表的グループで、第9回日本レコード大賞（1967年）を「ブルー・シャトウ」で受賞し、また1966年に日本テレビで製作・放送されたテレビドラマ『何処へ』（原作：石坂洋次郎）の同名主題歌を歌唱した『ジャッキー吉川とブルー・コメッツ』にてドラマー・バンドリーダーを務めたジャッキー吉川（ドラマー）が、群馬県内の自宅で死去していたことがこの日明らかとなった（81歳没）[242]。
- 22日 - 【訃報】大映専属女優として数々の映画に出演、1960年代から1970年代にかけて放映された刑事ドラマとして著名な『特別機動捜査隊』（東映・NETテレビ）にも出演した経歴を持つ歌手・女優の築地容子が2013年12月15日に死去していたことがこの日判明した（82歳没）[243]。
- 23日  - いずれも【訃報】
  - 1975年にTBS系「テレビ小説」『お美津』でデビューし、同系「愛の劇場」『天までとどけ』シリーズ（1991年 - 1999年）で母親役を演じ、またタレントとしてもNHK総合『連想ゲーム』パネラー[注 20]や、TBS系『はなまるマーケット』（1996年 - 2014年）の司会などあらゆるジャンルで活躍した女優の岡江久美子がこの日、コロナによる肺炎のため死去（63歳没）[244]。
  - 日本テレビ系『日立ドキュメンタリー すばらしい世界旅行』やNHK『鶴瓶の家族に乾杯』などでナレーターとして活躍、テレビドラマではNHK大河ドラマ第1作の『花の生涯』（1963年）や連続テレビ小説『あしたこそ』（1968年）、TBS系『3年B組金八先生』（第2シリーズ、1980年 - 1981年）等、数々の出演作を持つ俳優・声優・ナレーターの久米明がこの日午前、心不全のため東京都内の病院で死去（96歳没）[245]。
  - 俳優座養成所出身で、NHK大河ドラマ『勝海舟』（1974年）で五代友厚、同じくNHKスペシャルドラマ『ポーツマスの旗』（1981年）で幣原喜重郎を演じるなど数々の作品に出演した俳優・演出家・劇作家の和田周がこの日、コロナによる肺炎のため死去（81歳没）[246]。
- 23日 - 5月7日 - 読売テレビ制作・日本テレビ系『ギルティ〜この恋は罪ですか?〜』は、この日放送予定の第4話を休止し、3週連続でこれまで放送してきた3話分を再編集した「特別編」を放送。副音声では出演者による「オーディオ・コメンタリー」と題した音声解説を実施し、ドラマの撮影秘話や感想、今後の考察なども語られる。「特別編」初回となる23日には、新川をはじめとする出演者からのメッセージも挿入される[247]。→6月25日も参照
- 24日
  - テレビ東京系では、この日から「金曜8時のドラマ」で開始予定だった『らせんの迷宮〜DNA科学捜査〜』の初回放送延期[248]を受けて、今野敏の警察小説『機捜235』を原作とする『今野敏サスペンス 機捜235』と題して、19時57分 - 21時48分に放送。主演を中村梅雀と平岡祐太が務める[249]。当初は4月27日の「月曜プレミア8」枠内で放送を予定していた[206]が、3日前倒しして単独のSPドラマとなった[250]。
  - テレビ朝日系「金曜ナイトドラマ」4月期作品として、松岡昌宏（TOKIO）主演の『家政夫のミタゾノ』（第4シリーズ）を放送開始（ - 7月24日）。今作では松岡の他に伊野尾慧（Hey! Say! JUMP）、飯豊まりえらが出演する[251]。→6月19日も参照
  - いずれも【訃報】
    - 今年1月4日・5日に2夜連続放送した『教場』（木村拓哉主演）のプロデュースを手掛け、過去には福山雅治主演の『ガリレオ』第2シリーズの演出も担当するなど主にテレビドラマ畑で活躍したフジテレビプロデューサーの西坂瑞城（2000年入社）がこの日、心不全のため死去（43歳没）。死去は4月30日になって明らかにされた[252]。
    - 映画『ゴジラ』シリーズやTBS系『ウルトラマン』シリーズ、テレビ朝日系『がんばれ!!ロボコン』など、様々な特撮作品でキャラクターの着ぐるみを手掛けた造形師の開米栄三がこの日午前、白血病のため東京都世田谷区内の自宅で死去（90歳没）。死去は5月4日に判明した[253]。
- 26日 - 【追悼】テレビ朝日系「日曜プライム」枠で、4月23日に63歳で死去した岡江久美子の追悼特別番組として、今年1月9日に放送された『森村誠一ミステリースペシャル・終着駅シリーズ〜雪の螢』（片岡鶴太郎主演）を再放送した（21時 - 23時04分）[234][254]。共演に森口瑤子、宮川一朗太、松村邦洋、秋野太作ら。
- 26日 - 5月24日 - TBS系『半沢直樹』（第2シリーズ）の放送開始、及び第1シリーズの特別総集編の放送延期を受けて、2019年7月期の「日曜劇場」で放送した『ノーサイド・ゲーム』の特別編（全5話）を、21時台を中心とした2時間枠（20時 - 21時54分[注 21]、5月17日のみ21時 - 22時48分）で放送。この特別編は、未公開シーンや主演の大泉洋のナレーションを加えて再構成された[255][256]。
- 27日
  - 【訃報】東映（東映東京撮影所）所属として、NET（現・テレビ朝日）で『悪魔くん』（1966年）、『ジャイアントロボ』（1967年）や『キャプテンウルトラ』（1967年、TBS）、『仮面ライダー』（1971年 - 1973年、毎日放送）などの特撮作品の監督を務め、『プレイガール (テレビドラマ)』（1969年 - 1976 年、東京12チャンネル（現・テレビ東京））では自ら脚本と演出を担当するなど幅広いジャンルの作品を手掛けた映画監督・脚本家の田口勝彦がこの日死去（89歳没）。田口の訃報は後輩脚本家のよしだあつこが5月14日に自身のブログにて田口の妻からの死亡通知ハガキを受け取ったことを明らかにしたことで公表された[257]。
  - 【追悼】テレビ東京系「月曜プレミア8」枠で、23日に死去した岡江久美子の追悼企画として、2012年6月27日の「水曜ミステリー9」枠で放送した佐野洋原作の『密会の宿9 宝石の甘い罠』を再放送。共演に手塚理美、東幹久、小沢真珠、西岡徳馬ら。これに伴い、当初放送を予定していた『内田康夫サスペンス 新・信濃のコロンボ〜追分殺人事件〜[258][259]』（伊藤淳史主演）は6月8日放送に延期された[260][261][262]。
- 27日 - 7月20日 - フジテレビ系「月9」枠の『SUITS/スーツ2』は、新型コロナ感染拡大防止の観点から撮影スケジュールに影響が出たため、3ヶ月に亘り放送を中断、27日予定の第3話以降の放送を延期。代替として、同日と5月4日の2週は、2018年4月期に放送された『コンフィデンスマンJP』（長澤まさみ主演）の傑作選を放送した[263][264]。その後も『鍵のかかった部屋』・『やまとなでしこ』の特別編を放送した後、7月27日より放送再開している。→7月27日も参照
- 27日 - 5月9日（8日深夜） - TBS系（一部地域除く）で、2017年7月期の「火曜ドラマ」で放送され、渡辺直美の初ドラマ主演作品となった『カンナさーん!』（全10話）を一挙再放送（4月27日 - 30日及び5月4日 - 7日は23時56分 - 翌0時55分、5月2日（1日深夜）及び9日（8日深夜）は0時20分 - 1時20分）[265]。
- 28日 - いずれも【訃報】
  - 文学座所属の舞台俳優で、1998年のNHK大河ドラマ『徳川慶喜』やTBS系『渡る世間は鬼ばかり』などのテレビドラマにも出演した金内喜久夫がこの日午後、がんのため東京都内の自宅で死去（87歳没）[266]。
  - 昨年7月期にTBS系「金曜ドラマ」枠で放送された『凪のお暇』の音楽を担当した音楽グループ「PASCALS」（パスカルズ）メンバーでチェリストの三木黄太がこの日、長野県伊那市内の自身の工房内で死亡した状態で見つかった（59歳没）。死因は心臓疾患に起因する突然死。訃報は5月1日に自身のフェイスブックにて公表された[267]。
- 29日 - 【訃報】 インドの俳優で、2016年にNHK総合で放送された 日本・ オランダ・ カナダ・ オーストラリア4か国合同制作スペシャルドラマ『ドラマ 東京裁判』にインド派遣の判事役で出演したイルファーン・カーンがこの日、結腸感染症のためムンバイの病院で死去（53歳没）[268]。

### 5月
- 1日
  - NHKは今年度の大河ドラマ『麒麟がくる』について、6月7日放送分までの収録ストックがあるが、コロナの影響により同作の撮影が4月1日を最後に停止しており、この日、政府の緊急事態宣言が、5月末まで延長となることが濃厚となったことを受けて、月内の撮影再開を断念する方向となった。このため6月14日以後の放送について中断することを大筋で内定したことが明らかとなっている[269]。
  - テレビ東京系『らせんの迷宮〜DNA科学捜査〜』放送延期[270]を受けて、衛星波のBSテレ東で2018年10月期の「土曜ドラマ9」で放送した『サイレント・ヴォイス 行動心理捜査官・楯岡絵麻Season1』（栗山千明主演・全10話、- 7月10日）を「金曜8時のドラマ」枠（地上波）で放送開始。前述の通り4月から、衛星波では同ドラマのSeason2（続編）も継続放送された中での放送となった[271][272]。
- 2日 - 4日 - NHKワールドJAPANにて、前年放送の大河ドラマ『いだてん〜東京オリムピック噺〜』の国際版『IDATEN』を3日連続、1日2話形式で放送。2019年12月放送の総集編を再編集し、全文英語字幕とナレーションで構成。大河ドラマがNHKワールドJAPANで放送されるのは同作が初[273]。
- 3日 - NHKは、今年度前期の連続テレビ小説『エール』について、最短で6月末に収録ストックが切れる恐れがあることが判明。前述の『麒麟がくる』と同様、コロナの影響により、同作の撮影が4月1日を最後に停止しており、2日、政府の緊急事態宣言が、5月末まで延長となることが決定的になったことを受け、更に1か月撮影を再開出来ない方向となった。このため放送を中断して、当面は再放送や総集編を放送する方向で話し合いが進められている[274]。
- 4日 - テレビ東京系「月曜プレミア8」枠で、4月20日に死去した志賀廣太郎の追悼企画として、2017年1月期に「金曜8時のドラマ」枠で放送した『三匹のおっさん3〜正義の味方、みたび!!〜』の最終回2時間SP（2017年3月10日放送分）を再放送。主演は北大路欣也、共演は泉谷しげるら。これに伴い、当初放送を予定していた『小杉健治サスペンス 当番弁護士 梶原藤子の事件ファイル』（松下由樹主演）は、6月22日へ延期となり[275]、前述の4月27日放送分に続いて、2週連続で追悼企画への差し替えとなった。
- 4日・5日・8日・30日 - NHK総合で、出演者の自撮り映像をディレクターが編集してドラマに仕立てる『今だから、新作ドラマ作ってみました』を3回にわたって放送。4日は満島真之介、前田亜季主演の『心はホノルル、彼にはピーナツバター』、5日は小日向文世、竹下景子主演の『さよならMy Way!!!』、8日は柴咲コウ、ムロツヨシ、高橋一生主演の『転・コウ・生』をそれぞれ放送（放送時間は4日・8日が23時40分、5日が23時15分。4日は北海道地区を除く[注 22]）[277]。また30日の16時30分から1時間30分にわたって3本まとめて再放送が行われる[278]。
- 5日・7日・8日 - 令和元年度後期NHK連続テレビ小説『スカーレット』（大阪局制作、2019年10月 - 2020年3月、全150話）の総集編をNHK総合・BSプレミアムにて放送。5日は総合テレビにて前・後編を15時5分 - 18時の枠で放送。BSプレミアムでは7日（前編、9時 - 10時25分）と8日（後編、9時 - 10時30分）の2日間に分けて放送する[279]。
- 6日 - 6月10日 - テレビ朝日系水曜21時枠『特捜9』（シーズン3）は、新型コロナ感染拡大防止の観点から、撮影スケジュールに変更が生じたため、この日より放送を中断、同日予定の第5話以降の放送を延期。前身の『警視庁捜査一課9係』シリーズも含めた「傑作選」（全6回）を放送[280]。
- 8日 - 6月12日 - テレビ朝日系「金曜ナイトドラマ」枠『家政夫のミタゾノ』（第4シリーズ）は、新型コロナ感染拡大防止の観点から、撮影スケジュールに変更が生じたため、この日より放送を中断、同日予定の第3話以降の放送を延期し、新たな放送日が決定するまで、これまで放送してきた3シリーズ分の「傑作選」を放送（全5回、後述の5月29日を除く）。「傑作選」初回の5月8日は、2019年4月期に放送した第3シリーズの第6話（2019年5月24日放送分）を放送した[281]。
- 9日
  - 松本清張の短編小説集『黒い画集』に収録されている作品「証言」をテレビドラマ化し、『松本清張ドラマ 黒い画集〜証言〜』としてNHK BSプレミアムにてこの日の21時 - 22時29分に放送。朝原雄三が演出を、朝原と石川勝巳が脚本をそれぞれ担当、谷原章介が主演を務め、共演に西田尚美、浅香航大ら[282]。
  - テレビ朝日系「土曜ナイトドラマ」枠『M 愛すべき人がいて』は、新型コロナ感染拡大により、撮影スケジュールに変更が生じたため、この日より放送を中断、同日予定の第4話以降の放送を延期。同日は「話題沸騰! M 愛すべき人がいて 一話リミックスバージョン」と題して、4月18日に放送した第1話を、同ドラマの一視聴者でファンを公言している伊集院光と、自他ともにエイベックス通という古市憲寿の「スペシャルコメンタリー」と題した番組解説を加えて再放送。この再放送中には、第4話以降の見どころも合わせて放送した[283][284]。
- 9日 - 30日 - 【関東広域圏】日本テレビにて、2017年1月期の「土曜ドラマ」で放送された『スーパーサラリーマン左江内氏』（堤真一主演）を再編集した「特別編」（全5回）を、土曜日（17日のみ日曜日も放送）の15・16時台を中心とした夕方の時間帯で放送[285]。
- 10日 -  テレビ朝日系「日曜プライム」枠で、福澤徹三の小説『白日の鴉』を原作とした『白日の鴉2』を放送。2018年1月の単発放送に続いて、主演の新田真人役を伊藤淳史、“ゴミジン”こと弁護士・五味陣介役を寺尾聰が務める。共演に要潤、福田沙紀、佐藤寛太、森口瑤子、斉藤暁ら[286]。
- 11日 - 23日（22日深夜） - TBS系（一部地域除く）で、1月期の「日曜劇場」で放送された『テセウスの船』（竹内涼真主演、全10話）を一挙再放送する（11日 - 14日及び18日 - 21日は23時56分 - 翌0時55分、5月16日（15日深夜）及び23日（22日深夜）は0時20分 - 1時20分）。この再放送では、本放送中にも運営されていた真犯人のツイッターアカウント「おじいさんの古い斧」でネタバレ企画も展開した[287]。
- 11日 - 6月29日 -  フジテレビ系「月9」枠『SUITS/スーツ2』の第3話以降の放送延期を受けて、2012年4月期に放送された『鍵のかかった部屋』（大野智主演）の「特別編」（全8回・7話分[288]）を放送[289]。翌週18日にも放送し[290]、25日・6月1日は、2014年1月3日に放送した『鍵のかかった部屋スペシャル』に、新たな撮影部分を挿入した「特別編集版」として、2週に分けて放送[291]。
- 12日 - 【訃報】1978年4月期にテレビ朝日系で渡哲也主演で、また1990年10月期にTBS系でビートたけし主演でそれぞれ放送された『浮浪雲』や、2009年1月期に日本テレビ系「土曜ドラマ」枠で松山ケンイチ主演で放送された『銭ゲバ』の原作者として知られる漫画家のジョージ秋山がこの日、東京都内の病院で死去（77歳没）。死因は非公表。訃報は6月1日になり小学館から発表された[292][293][294]。
- 14日 - 【訃報】NHKプロデューサーとして数多くの大河ドラマや連続テレビ小説を手掛け、人柄から十一代目市川海老蔵ら数多くの芸能人の恩人と言われ、NHK退局後は日本映画テレビプロデューサー協会の事務局長を務めていた一井久司がこの日午前、胆管がんのため埼玉県内の自宅で死去（68歳没）。逝去は6月4日に判明した[295]。
- 14日 - 6月18日 - 読売テレビ制作・日本テレビ系『ギルティ〜この恋は罪ですか?〜』第4話以降の休止を受けて、2018年4月期の「木曜ドラマF」で放送した『ラブリラン』（中村アン主演）の第1話を再放送[296][297][298]。翌週以降も「特別編」として放送（第1話再放送を含め全6回）[299]。
- 15日 - NHKはこの日、現在放送中の連続テレビ小説『エール』を6月26日放送の第65話、また大河ドラマ『麒麟がくる』を6月7日放送の第21話でそれぞれ一時放送休止することを発表。放送再開については収録再開の状況を見ながら決定次第発表するとした。両ドラマはコロナの影響により4月から撮影中断の状況が続いている[300]。
- 15日 - 7月3日 - NHK BSプレミアムの「BS時代劇」枠で開始予定だった『明治開化 新十郎探偵帖』の延期[301]を受けて、「BS時代劇・選」と題し、2013年4月5日から5月24日に放送した『妻は、くノ一』（十代・松本幸四郎[注 23]主演、全8話）を、通常「BS時代劇」が放送されている本放送枠・日曜夕方の再放送枠両方で再放送する。完結編の『妻は、くノ一〜最終章〜』も続けて再放送される（後述）が、本放送の時間帯では、特集ドラマとして『大江戸もののけ物語』が放送予定（後述）のため、通常、再放送されている日曜夕方枠のみでの放送となる[302]。
- 16日
  - NHK総合テレビ「土曜ドラマ」枠で、吉田修一の長編小説『路（ルウ）』を原作とし、台湾のテレビ局PTS（公共電視台）との共同制作により「日台共同制作ドラマ」としてドラマ化した『路〜台湾エクスプレス〜』と題して放送開始（全3回、 - 5月30日）。主人公・多田春香役を波瑠が務め、共演に井浦新、寺脇康文、高橋長英ら[303]。
  - テレビ朝日系『M 愛すべき人がいて』第4話以降の延期を受けて、同日は4月25日に放送した第2話と、5月2日放送した第3話のリミックスバージョンを放送。撮影中のNGシーンや、劇中にも登場する90年代のリバイバルミュージック集、挿入歌を担当したアーティストたちのレコーディング風景なども交えて放送する[304]。
- 16日・17日・23日 - TBSにて、2019年7月期に「金曜ドラマ」で放送した『凪のお暇』（黒木華主演、全3回）を、未公開シーンも加えて再放送（土曜14時 - 16時54分、日曜14時 - 17時）[305]。
- 17日
  - NHK総合日曜23時台の海外ドラマ枠にて、韓国ドラマ『100日の郎君様』を放送開始。
  - テレビ朝日系「日曜プライム」枠で、毛利甚八作・魚戸おさむ画の青年漫画を原作としたドラマスペシャル『家栽の人』[注 24]を放送。主人公「桑田義雄」役を、原作ファンの一人でもある船越英一郎が務める[306]。共演に望月歩、足立梨花、佐藤仁美、新山千春、西岡徳馬、角野卓造ら[307]。
  - いずれも【訃報】 
    - フジテレビ系「土曜ドラマ」枠にて2009年に放映された『オトメン（乙男）』や2016年から2018年に日本テレビ系『金曜ロードSHOW!』枠などで3回放送された『天才バカボン』などの脚本を手掛け、さらに俳優として2016年4月期にTBS系「日曜劇場」枠で放送された『99.9-刑事専門弁護士-』などにも出演した吹原幸太がこの日、脳幹出血のため死去（37歳没）[308][309][310]。
    - 家電コーディネーターで、2016年10月期にTBS系「火曜ドラマ」枠で放送された『逃げるは恥だが役に立つ』でドラマの家電監修を手掛けた戸井田園子がこの日午前死去（57歳没）。訃報は21日になって家族により自身のフェイスブックで公表された[311]。
- 17日 - 6月7日 - 日本テレビ系「日曜ドラマ」『美食探偵 明智五郎』で、17日放送の第6話にて、コロナの影響で撮影が未了だった部分を、通常と異なる形で、主人公「明智五郎」（中村倫也）と「小林苺」（小芝風花）が密接しないように会話する”朗読劇”方式の場面を挿入した。なお、撮影中断により第7話以降の放送を延期し、24日より「特別編」として、地上波初放送となるオリジナルストーリーを3週連続で放送、中村がナビゲート役を務めた[312]。→6月14日も参照
- 17日 - 6月14日 -【特撮】テレビ朝日系日曜9時台特撮枠『仮面ライダーゼロワン』『魔進戦隊キラメイジャー』の2本（いずれも東映制作）はコロナの影響による撮影スケジュールの遅れのため新作放送を延期し、この週から特別編を放送。『ゼロワン』では、17日・24日は「プレジデント・スペシャル」、31日は「シューティング・スペシャル」、6月7日・14日は「超（スーパー）お仕事大戦バトル」をそれぞれ放送。一方の『キラメイジャー』では、17日はテレビ初放送となる『エピソードZERO』、24日は「1・2話未公開カット蔵出し いまいちどスタートダッシュSP」（第1・2話の再編集+蔵出し映像追加）、31日・6月7日は「キラトーーク!」[注 25]を放送し、14日は「ガルザとクランチュラのジャメンタル研究所」を放送[313]。→6月21日も参照
- 18日
  - 【賞】一般社団法人放送人の会主催で、19回目となる『放送人グランプリ2020』がこの日発表され、フジテレビが主催するドラマ脚本公募『フジテレビヤングシナリオ大賞』がグランプリを受賞[314]。また「特別賞」には『北の国から』（フジテレビ系、倉本聰脚本）をはじめ『君は海を見たか』『木曜劇場 ライスカレー』（いずれもフジテレビ系、ならびに倉本聰脚本）などで演出を務めた杉田成道（演出家・映画監督、現・日本映画放送代表取締役社長）、「特別功労賞」には同会副会長ならびに同グランプリ審査委員長も務めた堀川とんこう（演出家・プロデューサー、3月28日没）がそれぞれ選ばれた[315]。また『第6回大山勝美賞』には、テレビ朝日系「帯ドラマ劇場」で放送された『やすらぎの郷』『やすらぎの刻〜道』（いずれも倉本聰脚本）を手掛けた中込卓也（テレビ朝日プロデューサー）と、北海道テレビ放送（HTB、テレビ朝日系）制作のスペシャルドラマ『チャンネルはそのまま!』の演出を担当した藤村忠寿（HTB社員）の2名が受賞した[316]。
  - テレビ東京系の経済報道番組「モーニングサテライト」内にて、日経電子版の人気連載企画をドラマ化した『ネット興亡記』を放送開始[317]。お笑いコンビ・オリエンタルラジオの藤森慎吾がドラマ初主演でIT起業家を追った連載企画の担当記者・杉山を演じる。動画配信サービスParaviで4月29日より先行配信（全5回）[318]されているものを分割してコーナードラマとして毎朝放送。
- 18日 - 22日・23日 - NHK大阪局制作、完全リモート収録による2分間のショートドラマ『ホーム・ノット・アローン』（全5回）を、関西地区の総合テレビで放送（放送時間は20時42分 - 20時44分。再放送は23時40分 - 23時42分[注 26]）。出演は桜庭ななみと松下洸平のみ、脚本を桑原亮子が務める。23日の21時50分 - 22時には、全5回を再編集した10分版も放送[321]。31日（30日深夜）には、10分版が全国放送された（後述）。
- 19日 - 6月30日 - TBS系『私の家政夫ナギサさん』の放送開始延期を受けて、2016年10月期の「火曜ドラマ」で放送した『逃げるは恥だが役に立つ』（新垣結衣主演、全11話）の未公開シーンや、未公開カットも新たに加えて再編集した『逃げるは恥だが役に立つムズキュン!特別編』と題して、22時 - 22時57分に、7話分を全国放送[322][323][324][325]。8話以降は7月4日・5日に、両日とも14時より、一部地域を除いて放送（後述）[326]。→7月4日・5日も参照
- 21日 - 6月11日 - テレビ朝日系「木曜ミステリー」枠『警視庁・捜査一課長2020』は、新型コロナ感染拡大防止の観点から、撮影スケジュールに変更が生じたため、この日より放送を中断。同日予定の第7話以降の放送を延期し、2018年4月期に放送したseason3の「傑作選」を放送しつつ、新たにリモート形式で撮影し、テレワーク版ミニドラマを追加した「警視庁・捜査一課長 2020年特別バージョン」（全4回）と題して放送。21日はseason3の第2話（2018年4月19日放送分）を放送[327]。
- 23日（22日深夜）- 7月11日（10日深夜）- テレビ東京系「ドラマ24」枠『浦安鉄筋家族』は、コロナの影響により撮影が中断しているため、この日より放送を中断し、同日予定の第7話以降の放送を延期。代替として、「みんなでリクエスト!もう一度見たい!テレ東深夜ドラマアンコール」と題して、2011年7月期に同枠で放送され、同局が行った「もう一度見たいドラマ」アンケートで多数の票数を獲得した『勇者ヨシヒコと魔王の城』（山田孝之主演、全12話）を、8話分[328]再放送[329][330]。
- 23日・30日 - テレビ朝日系『M 愛すべき人がいて』第4話以降の延期を受けて、2017年1月期に「金曜ナイトドラマ」枠で放送した『奪い愛、冬』（倉科カナ主演）の「傑作選」（全2回）を放送[331][332][333]。
- 24日 - テレビ朝日系「日曜プライム」枠で、『法医学教室の事件ファイル』のシリーズ第47作目として、1992年7月期の連続ドラマ第1シリーズ開始当初から、夫婦の設定である主人公で妻・二宮早紀（名取裕子）と、夫・一馬（宅麻伸）が、「真珠婚式」の結婚30周年を迎えることを記念した『法医学教室の事件ファイル47 30周年記念スペシャル』を放送。共演に由紀さおり、国生さゆり、中尾彬、ダレノガレ明美ら。更に、前46作で出演した鑑識班長の河村映役で室井滋、キャリア管理官の宗方楓役で阿川佐和子も引き続き登場する[334][335][336]。
- 25日 - 【訃報】『あぶない刑事』シリーズ（製作：日本テレビ／セントラル・アーツ）など数々のアクションドラマで技斗（スタント）を担当し、また日本俳優連合常務理事を務めた俳優・脚本家・スタントマン・殺陣師の高瀬将嗣がこの日、胃がんのため死去（63歳没）[337]。
- 25日 - 6月10日 - TBS系（一部地域除く）で、2018年10月期の「火曜ドラマ」で放送された『中学聖日記』（有村架純主演）の「特別編」（全11話）を放送（25日 - 27日及び6月1日 - 3日、8日 - 10日は23時56分 - 翌0時55分、5月30日（29日深夜）及び6月6日（5日深夜）は0時20分 - 1時20分）。番組冒頭では、特別編のために撮影した出演者コメントも挿入して放送[338][339]。
- 27日 - NHKが「新型コロナウイルス感染を防止するためのドラマ制作マニュアル」を作成、この日発表[340]。
- 28日
  - （27日深夜） - テレビ東京系「ドラマパラビ」枠にて『ネット興亡記』を放送開始（全5回、- 6月25日（24日深夜））[341]。動画配信サービスParaviで先行配信され、前述の通り、テレビ東京系の経済報道番組「モーニングサテライト」内でも5月18日よりコーナードラマとして放送されているものを30分枠で放送[342]。
  - WOWOW制作で、大泉洋と吉田羊のダブル主演の『2020年 五月の恋』がYouTubeWOWOWオフィシャルチャンネル及びWOWOWメンバーズオンデマンドにて無料での配信が開始（31日まで1日1話ずつ配信）。WOWOWプライムにて6月2日から5日まで無料放送された。リモートワークにて撮影され、脚本は岡田惠和、監督は松永大司[343]。
- 29日 - テレビ朝日系「金曜ナイトドラマ」枠『家政夫のミタゾノ』（第4シリーズ）の第3話以降が延期になる中、この日「家政夫のミタゾノ特別編〜今だから、新作つくらせて頂きました〜」と題し、登場する全出演者が一切顔を合わさず、誰一人として同じ空間にも居ない完全リモート収録による新作を放送。同日のゲスト共演者は奥菜恵、音尾琢真、筧美和子ら[344][345][346]。
- 29日（28日深夜） - 7月17日（16日深夜） - 毎日放送「ドラマ特区」枠（独立局のテレビ神奈川・千葉テレビ・テレビ埼玉にもネット）は、制作局の毎日放送で2018年9月10日から10月29日に「ドラマイズム」枠で放送された『文学処女』（森川葵・城田優主演、全8話）を、「重版放送」と銘打ち再放送する[347][348]。
- 30日・6月6日 - NHK総合で、坂元裕二が脚本を担当するリモートドラマ『Living』を、23時30分 - 翌0時に2話ずつ放送（1話15分×全4回）。小説家役の阿部サダヲと、劇中に登場するCGキャラクター「ドングリ」の声優として壇蜜は、全4話に出演。その他の共演者は広瀬アリス・広瀬すず（第1話）、永山瑛太・永山絢斗（第2話）、中尾明慶・仲里依紗（第3話）、青木崇高・優香（優香は声のみでの出演、第4話）と、実生活でも兄弟や姉妹、夫婦といった“家族”の組み合わせとなっている[349][350][351][352]。
- 31日
  - （30日深夜） - NHK大阪局制作で18日 - 22日の5日間放送した『ホーム・ノット・アローン』を再編集した10分版（関西地区で23日に放送）が、2時5分 - 2時15分に総合テレビにて全国放送[353][354][355]。
  - テレビ東京系にて、2月24日にテレビ東京開局55周年[注 6]記念ドラマとして放送した『アメリカに負けなかった男〜バカヤロー総理 吉田茂〜』（笑福亭鶴瓶主演）をアンコール放送（19時54分 - 22時18分）[104][105]。
  - テレビ朝日系「日曜プライム」枠はこの日、2015年9月27日の「日曜エンターテインメント」枠で放送した『ドラマスペシャル 緊急取調室〜女ともだち〜』（天海祐希出演）を再構成した『ドラマスペシャル 「緊急取調室」特別編』と題して放送[356][357][358]。
- 31日 - 6月27日 - 【関東広域圏】日本テレビにて、2017年7月期の「水曜ドラマ」で放送された『過保護のカホコ』（高畑充希主演）の「特別編」（全5話）を、土曜日（31日のみ日曜日も放送。31日・6月6日のみ14時55分、6月13日以降は14時開始）の昼・夕方の時間帯で放送[359][360][361]。
- TBS系
  - 31日 - 6月21日 - 【関東広域圏】1995年7月期に「金曜ドラマ」で放送した『愛していると言ってくれ』（豊川悦司・常盤貴子主演）を、豊川と常盤によるリモート対談も加えた「2020年特別版」（全4回）として放送（一部地域を除く、4回とも日曜14時 - 17時）[362][363]。
  - 31日 - 6月28日 - 『半沢直樹』（第2シリーズ）の放送開始、及び第1シリーズの特別総集編の放送延期を受けて、2016年4月期の「日曜劇場」で放送した『99.9-刑事専門弁護士-（SEASON1）』（松本潤主演）の「特別編」（全5話）を、新たにリモート収録した出演者たちからの特別メッセージも加えて放送。更に特別編第1夜となるこの日は、2016年10月5日に発売したDVD-BOXの音声特典として収録されていた松本・香川照之・榮倉奈々によるオーディオコメンタリーを副音声で放送する[364][365]。

### 6月
- 1日 - 12日 - テレビ宮崎（UMK、フジテレビ系・日本テレビ系・テレビ朝日系トリプルクロスネット）開局50周年を記念し、宮崎県出身の漫画家・東村アキコの漫画『ひまわりっ 〜健一レジェンド〜』を原作としてドラマ化した『ひまわりっ〜宮崎レジェンド〜』を、同局夕方のローカルニュース「UMKスーパーニュース」内で放送（ドラマパートの放送時間は18時45分 - 19時。各話15分×全10回）[366]。主演を平祐奈が務め、共演に高橋克典、井上祐貴ら[367]。また全国向けに8日から在京民放公式ポータルサイト「TVer」及びフジテレビオンデマンド（FOD）でも配信が開始された[368]。
- 3日・10日 - 日本テレビ系『ハケンの品格』（第2シリーズ）の放送開始延期を受けて、2002年4月期の「水曜ドラマ」枠で放送した『ごくせん（第1シリーズ）』（仲間由紀恵主演）の特別編を、「ごくせん2002特別編」と題して、2週連続で放送[369][370]。
- 4日（3日深夜） - 8月6日（5日深夜） - テレビ東京系「ドラマホリック!」枠『レンタルなんもしない人』は、新型コロナ感染拡大防止の観点から、撮影スケジュールに変更が生じたため、この日より放送を中断、同日予定の第9話以降の放送を延期。新たな放送日が決定するまで、2019年10月期に同枠で放送した『死役所』（松岡昌宏出演）を再放送[371]。
- 5日 - 日本テレビ系「金曜ロードSHOW!」枠で、HuluとHBOアジアの初の国際共同製作により、2018年4月27日から6月15日までの毎週金曜に、Huluで配信されたドラマ『ミス・シャーロック/Miss Sherlock』の第1話と第2話を、地上波放送した。主演は竹内結子で、共演に貫地谷しほり、滝藤賢一、中村倫也、大谷亮平、小澤征悦、斉藤由貴、伊藤蘭ら[372][373]。
- 5日 - 19日 - TBS系『MIU404』の放送開始延期を受けて、2018年10月期の「金曜ドラマ」枠で放送した『大恋愛〜僕を忘れる君と』（戸田恵梨香出演）を、未公開カットも含めた「特別編」（全3回）として、22時 - 22時54分に放送[374][375]。
- 6日 - テレビ朝日系『M 愛すべき人がいて』第4話以降が当時延期されていたため、「コメンタリー付き第3話リミックスバージョン」を放送。5月9日放送の「話題沸騰! M 愛すべき人がいて 一話リミックスバージョン」にも出演した伊集院光と古市憲寿に加え、塙宣之（ナイツ）も副音声解説で出演[376]。
- 6日 - 27日 - 東海テレビ制作・フジテレビ系「オトナの土ドラ」枠で開始予定だった『13』の放送延期を受けて、2017年6月11日から7月2日まで、東海テレビとWOWOWの共同制作で、WOWOWプライム「日曜オリジナルドラマ」で放送された『犯罪症候群 Season2』（谷原章介主演、全4話）を地上波放送する[377][378]。
- 7日 - テレビ朝日系「日曜プライム」枠で、2019年の1月期には「木曜ミステリー」枠で連続ドラマを、9月15日の同枠で単発放送された『刑事ゼロ』（沢村一樹主演）のSP第2弾を放送。主人公で20年間の記憶を失った刑事・時矢暦彦役を沢村が、共演者も時矢の記憶を補う新人刑事・佐相智佳役の瀧本美織や、寺島進、横山だいすけ、猫背椿、渡辺いっけい、財前直見、武田鉄矢らも連続ドラマ・SP第1弾から引き続いて出演する。ゲスト共演者として高岡早紀が大学時代の時矢の恋人で、人気恋愛作家役として登場する[379]。
- 7日（6日深夜） - 28日（27日深夜） - BSテレ東・テレビ大阪「真夜中ドラマ」枠『女ともだち』は、新型コロナ感染拡大により、撮影が中断しているため[380][381]、この日より放送も中断、同日予定の第9話以降の放送を延期。放送が再開されるまでの間、これまで放送してきた8話分から「傑作選」として再放送[382]。
- 10日 - 【特番】フジテレビ系でこの日21時より、同局系でこれまで放送されたドラマの名場面を各部門からランキング形式で振り返るバラエティ特番『FNSドラマ 超アガる!名場面アワード』を放送（21時 - 22時48分）。MCはお笑いコンビ・バナナマン（設楽統、日村勇紀）が務めた[383]。
- 11日
  - フジテレビ系で、林遣都が一人で三つ子役を演じる単発ドラマ『世界は3で出来ている』を放送（23時 - 23時40分）。本作は「ソーシャルディスタンス（SD）ドラマ」と銘打ち、水橋文美江のオリジナル脚本で、水橋の夫である中江功が演出を担当[384]。なお同作品はギャラクシー賞6月度月間賞を受賞した[385]。
  - 【訃報】第2代日本作曲家協会会長・服部良一の長男で、日本テレビ系『光速エスパー』（1967年）や、フジテレビ系の時代劇『江戸の旋風』シリーズ、2004年度後期NHK連続テレビ小説『わかば』などのテレビドラマのテーマ曲を手掛けた作曲家・編曲家の服部克久がこの日午前、東京都内の病院で死去（83歳没）[386]。翌12日に所属事務所から死因は末期の腎不全であったことが発表された[注 27][387]。
- 11日 - 25日 - TBS系（一部地域除く）で、2010年10月期の「金曜ドラマ」で放送された『SPEC〜警視庁公安部公安第五課 未詳事件特別対策係事件簿〜』（戸田恵梨香・加瀬亮主演、全10話）を、「SPEC一挙放送SP」と題して再放送（11日及び15日 - 18日、22日 - 25日は23時56分 - 翌0時55分、13日（12日深夜）のみ0時20分 - 1時20分）[388][389]。なお同作を以て、3ヶ月に亘った平日深夜のドラマ特別再放送を終了した[注 28]。
- 13日 - テレビ朝日系「土曜ナイトドラマ」枠で放送中の『M 愛すべき人がいて』は、5月2日の第3話放送後、コロナの影響による撮影中断で5週に亘り「特別編」などを放送していたが、1日より撮影が再開となり、放送延期となっていた第4話をこの日放送[390]。→5月9日、5月16日、5月23日・30日、6月6日も参照
- 14日
  - 【訃報】東宝専属の俳優として数々の映画作品に出演し、テレビの世界では円谷プロダクション制作の「ウルトラシリーズ」である『ウルトラQ』（TBS系）や『ファイヤーマン』（日本テレビ系）、三船プロダクション制作の連続時代劇『大江戸捜査網』（東京12チャンネル（現・テレビ東京））などの数々の作品に出演し、いぶし銀の脇役として活躍した俳優の加藤茂雄がこの日、慢性腎不全のため死去（94歳没）[391]。
  - 日本テレビ系「日曜ドラマ」枠で放送中の『美食探偵 明智五郎』は、5月17日の第6話放送後、コロナの影響による撮影中断で3週に亘り「特別編」を放送していたが、1日より撮影が再開となり、放送延期となっていた第7話をこの日放送[392]。→5月17日〜6月7日も参照
- 14日・21日・28日 - NHK大河ドラマ『麒麟がくる』は、新型コロナ感染拡大防止の観点から、前述の通り4月1日から撮影が休止しており、撮影スケジュールにも変更が生じたため、この日より放送を中断、同日予定の第22話以降の放送を延期。代替番組として、同日から28日までの3週は『「麒麟がくる」までお待ちください 戦国大河ドラマ名場面スペシャル』と題した特集番組を、総合（本放送・再放送の両枠とも放送）・BSプレミアムで放送。14日は『独眼竜政宗』、21日は『国盗り物語』、28日は『利家とまつ〜加賀百万石物語〜』を取り上げる。BS4Kでは、この日から『麒麟がくる』の第1話から再放送し、再放送枠では別番組を編成[393][394][395]。
- 15日 - 【関東広域圏】フジテレビ平日夕方の再放送枠『メディアミックスα』（15時50分 - 16時50分）がこの日から2か月ぶりに放送再開。同日からは2014年1月期「月9」枠で放送された『失恋ショコラティエ』を再放送する（全11話、 - 7月1日）[396]。
- 15日 - 19日 - NHK連続テレビ小説『エール』は、第12週となるこの週、「アナザーストーリー」と題した「特別企画」として、古山裕一（窪田正孝）・音（二階堂ふみ）の主人公夫妻を取り巻く登場人物をクローズアップしたオムニバス形式の“スピンオフ週”として放送。15日・16日は「父、帰る」と題し、ヒロイン音の父・関内安隆（光石研）とその関内家一家の物語、17日は「古本屋の恋」と題し、劇中に登場する「喫茶バンブー」の梶取保（野間口徹）とその妻・恵（仲里依紗）の馴れ初めの物語、18日・19日は「環のパリの物語」と題し、世界的オペラ歌手・双浦環（柴咲コウ）が、フランス・パリに留学していた駆け出しの頃の物語をそれぞれ放送。新たな登場人物として橋本じゅん、井上順、金子ノブアキの3人が登場[397][398][399]。
- 16日
  - コロナの影響で4月より撮影中断となり、6月29日より一時放送休止のNHK連続テレビ小説『エール』の撮影がこの日、約2か月半ぶりに再開。収録はNHK放送センター（渋谷区神南）スタジオにて実施。撮影再開にあたり、NHK作成によるコロナ感染防止のための制作マニュアルに基づいて行う[400]。→4月1日、6月29日、9月14日も参照
  - 関西テレビ制作・フジテレビ系「火9」枠『竜の道 二つの顔の復讐者』の撮影中止及び放送開始日延期を受けて（後述）、同枠で横溝正史のホラーミステリーを原作とした『探偵・由利麟太郎』を放送開始（全5回、 - 7月14日）。地上波連ドラ初主演となる吉川晃司（歌手）が主人公の探偵・由利役を演じるほか、パートナーを務める青年「三津木俊助」役に志尊淳[401][402][403]、共演に田辺誠一、木本武宏（TKO）、どんぐりら[404]。また同ドラマの主題歌及びエンディング曲も吉川自身が手掛ける[405]。初回は15分拡大（21時 - 22時9分）。
- 17日
  - テレビ朝日系水曜21時枠『特捜9』（シーズン3）は、4月29日の第4話放送後、コロナの影響による撮影中断で6週に亘って前身の『警視庁捜査一課9係』シリーズも含めた「傑作選」を放送してきたが、1日より撮影が再開となり、放送延期となっていた第5話をこの日放送した[406][407]。→5月6日〜6月10日も参照
  - 日本テレビ系「水曜ドラマ」枠で、2007年1月期に放送された『ハケンの品格』が13年ぶりに復活し放送開始（全8回、 - 8月5日）。前作同様に中園ミホが脚本を担当、篠原涼子が主役の大前春子を演じる[408][409]。共演には、大泉洋と小泉孝太郎らも続投し、杉野遥亮、吉谷彩子、山本舞香、塚地武雅（ドランクドラゴン）、伊東四朗らが新たに加わる[410]。本作は当初4月開始予定であったが、新型コロナの影響により撮影が一時停止状態となったことにより[411]、放送開始が大幅にずれ込む形となった[412][413][414][415]。→4月15日〜5月27日、6月3日・10日も参照
- 18日
  - テレビ朝日系
    - 「木曜ミステリー」枠で放送中の『警視庁・捜査一課長2020』は、5月14日の第6話放送後、コロナの影響による撮影中断で4週に亘り「警視庁・捜査一課長 2020年特別バージョン」と題し、テレワークでのミニドラマを追加したseason3の「傑作選」を放送していたが、1日より撮影が再開となり、放送延期となっていた第7話をこの日放送。後述の通り、同日より「木曜ドラマ」枠で放送開始となる『BG〜身辺警護人〜』に出演している菜々緒（菅沼まゆ役）と間宮祥太朗（沢口正太郎役）が、『BG』での設定・役柄そのままにゲスト出演する[416][417][418]。同日は6分拡大して放送した（20時 - 21時）。→5月21日〜6月11日も参照
    - 「木曜ドラマ」枠で、『BG〜身辺警護人〜』を放送開始（全7回、 - 7月30日）。2018年1月期の同作第2作で、主演は前作同様木村拓哉が務め、斎藤工と間宮祥太朗らも続投、新キャストとして勝村政信、仲村トオルらが加入する[419]。当初、同作は同枠の4月期作品として放送される予定だったが、コロナの影響により撮影休止・放送延期となっていた[420][421]。初回となる同日は20分拡大（21時 - 22時14分）、第1話のゲスト共演者として弘中綾香（テレビ朝日アナウンサー）が出演[422][423][424]。→4月16日〜6月11日も参照
- 18日 - 7月9日 - フジテレビ系「木曜劇場」枠にて、4月期→7月期に変更となった『アンサング・シンデレラ 病院薬剤師の処方箋』の放送開始を前に、2003年7月期放送作品のスペシャル版『Dr.コトー診療所2004』（主演：吉岡秀隆、2004年11月12日・13日放送）の特別編を4週連続で放送した[425]。
- 19日 - テレビ朝日系「金曜ナイトドラマ」枠で放送中の『家政夫のミタゾノ』（第4シリーズ）は、5月1日の第2話放送後、コロナの影響による撮影中断で6週に亘り「傑作選」や、新撮の「特別編」を放送していたが、1日より撮影が再開となり、放送延期となっていた第3話をこの日放送[426]。→5月8日〜6月12日、5月29日も参照
- 20日 - 【特撮】テレビ東京系土曜9時枠、円谷プロ制作の老舗特撮シリーズ「ウルトラシリーズ」の最新作として『ウルトラマンZ』をこの日より放送開始（全25話、 - 12月19日[注 29]）。主演に平野宏周、共演に黒木ひかり、橋爪淳、濱田龍臣ら[427][428]。またシリーズの構成・脚本を5月17日に死去した吹原幸太が手掛けている[429]。→5月17日の出来事も参照
- 21日
  - いずれもテレビ朝日系
    - 【特撮】日曜9時台『仮面ライダーゼロワン』『魔進戦隊キラメイジャー』両番組では、5月17日より中断していた新作エピソードの放送をこの日より再開。同日『ゼロワン』は第35.5話、『キラメイジャー』では第11話をそれぞれ放送[430]。→5月17日〜6月14日も参照
    - 「日曜プライム」枠にて、坂元裕二のオリジナル脚本、阿部サダヲと松たか子のダブル主演によるスペシャルドラマ『スイッチ』を放送。阿部は初の検事役であり、松は弁護士役、且つ同局系ドラマ初出演となる[431]。
- 24日 - コロナの影響で4月より撮影中断となっていた、2020年度後期NHK連続テレビ小説『おちょやん』（大阪局制作、秋放送開始予定）の撮影がこの日よりロケにて再開。収録については、NHK作成によるコロナ感染防止のための制作マニュアルに従って行っており、また、放送開始日は収録状況を見て決定される[432][433][434]。→4月7日、10月も参照
- 25日
  - テレビ朝日系「木曜ドラマ」枠『BG〜身辺警護人〜』は、この日第2話を10分拡大して放送（21時 - 22時4分）[435]。ゲスト共演者として川栄李奈が出演。自身の第1子出産後、約1年ぶりのドラマ出演となる[436][437]。
  - 読売テレビ制作・日本テレビ系「木曜ドラマF」枠で放送中の『ギルティ〜この恋は罪ですか?〜』は、4月16日の第3話放送後、コロナの影響による撮影中断で8週に亘り「特別編」などを放送していたが、撮影が再開となり、放送延期となっていた第4話をこの日放送[438][439][440]。→4月23日〜5月7日、5月14日〜6月18日も参照
- 26日
  - NHK連続テレビ小説『エール』は、この日第65話を放送。新たな登場人物として、連続テレビ小説及びテレビドラマ初出演となるお笑いトリオ・ハナコの岡部大が登場。窪田正孝演じる主人公の元に、弟子入りを志願する茨城出身の青年役を演じる[441][442][443]。後述の通り、29日より一時放送休止となるため、休止前最後の本編通常放送となる。
  - TBS系「金曜ドラマ」枠で、野木亜紀子のオリジナル脚本で機動捜査隊を舞台とした『MIU404』を綾野剛と星野源のダブル主演で放送開始（全11回 、- 9月4日）[444]。共演に岡田健史、橋本じゅん、麻生久美子ら[445]。なお同作は同枠の4月期作品として放送される予定だったが、コロナの影響により撮影休止、3ヶ月近く放送延期となっていた[446][447]。初回は15分拡大（22時 - 23時9分）。→4月10日〜5月8日、6月5日〜6月19日も参照
- 27日 - 日本テレビ系「土曜ドラマ」枠で、中島健人（Sexy Zone）と平野紫耀（King & Prince）ダブル主演による『未満警察 ミッドナイトランナー』を放送開始（全10回、 - 9月5日）[448]。二人は警察学校の生徒役に扮する。共演に吉瀬美智子、伊勢谷友介ら[449][411]。なお同作品は4月期作品として放送される予定だったが、コロナの影響により撮影休止、3ヶ月近く放送延期となっていた[450]。→4月11日〜6月20日も参照
- 28日
  - 日本テレビ系
    - 【関東広域圏】「サンバリュ」枠（関東ローカル）にて、同局初のリモートドラマとして制作[451]のSPドラマ『ダブルブッキング』を放送。二股をかけている恋人とのオンラインデートを、同日・同時刻にダブルブッキングをした主人公を千葉雄大が務める。共演者及び二股をかけられる彼女役として佐津川愛美と奈緒が出演[452][453][454]。
    - 「日曜ドラマ」4月期作品『美食探偵 明智五郎』（4月12日 - 、全9話[注 30]）は、この日最終回（第9話）。同日は22時からの30分拡大版で放送（22時 - 23時25分）[455]。

  - 朝日放送テレビ・テレビ朝日系で、2007年から続く東山紀之主演による必殺シリーズの最新作『必殺仕事人2020』を放送（21時 - 23時4分[注 31]）。東山のほか、松岡昌宏、知念侑李、和久井映見といった共演陣はもちろんの事、今作では市村正親が裏の顔を持つ奉行役で同シリーズ初出演した[456]ほか、ゲストとして登坂淳一（元NHKアナウンサー）が悪党役で時代劇初出演を果たした[457]。
  - 【訃報】日本を代表するヨーデルシンガーとして知られ、テレビドラマでは「ナショナル日曜観劇会」『朝日放送テレビ開始記念番組 黄金の饗宴』（1958年11月30日放送、朝日放送）に出演した経歴を持つ“King of YODEL”ことウイリー沖山がこの日、老衰のため死去（87歳没）[458]。
- 28日 - 7月12日 - 【関東広域圏】 6月3日・10日に特別編として第1・2話が再放送された『ごくせん』の第1シリーズを「緊急復活!ごくせん第1シリーズ」として、日本テレビ（関東ローカル）にて再放送。28日に第3〜5話を、7月4日に第6話、5日に第7話、11日に8〜10話、12日に11・12話（最終話）をそれぞれ放送した[459]。→6月3日・10日も参照
- 29日 - テレビ東京系「月曜プレミア8[460][461]」枠で、堂場瞬一の警察小説『ラストライン』を原作とする『ドラマスペシャル 堂場瞬一サスペンス ラストライン 刑事 岩倉剛』と題して放送。主人公となる定年まであと10年のベテラン刑事・岩倉剛役を村上弘明が務め、相棒となる新人女性刑事・伊東彩香役を志田未来が演じた[462]。志田以外の共演者は勝村政信、田口浩正、石橋蓮司、伊東四朗、芦名星、世良公則、佐戸井けん太、ドロンズ石本、山下容莉枝、田中要次ら[463]。17日に濱津隆之と鳥居みゆきも、追加共演者として発表された[464]。
- 29日 - 9月11日 - NHK連続テレビ小説『エール』は、新型コロナ感染拡大防止の観点から、前述の通り『麒麟がくる』とともに、4月1日から6月まで撮影が休止、撮影スケジュールにも変更が生じたため、この日より放送を中断、同日予定の第66話以降の放送を延期。再開するまでの期間、総合（本放送・再放送の両枠）とBSプレミアム（本放送・再放送の両枠）、BS4K（本放送・再放送の両枠）で、第1話から再放送[465][394][395]。今回の再放送は、今作から土曜の放送を取り止め、『エール「第○[注 32]週」』と題した、その週のダイジェストを放送しているが、土曜にも本編の再放送を行う。このため、BSプレミアム・4K共に、本編1週間分をまとめて放送する『今週の「連続テレビ小説」』は、1話分追加して6話分を放送[注 33]、廃枠となった土曜深夜の再放送も、23時30分 - 23時45分枠（通常より30分遅れ）で臨時に設けられる。更に、通常副音声で解説を担当している山崎健太郎[注 34]に替わって、ドラマ出演者の中から一人、役柄の設定のまま週替わりで、6話ずつ担当する[466][467][468][469]。→3月30日、4月1日、5月3日、5月15日、6月15日〜6月19日、6月16日、6月26日も参照
- 30日 
  - コロナの影響で4月より撮影中断していた上、さらに6月14日より放送休止中のNHK大河ドラマ『麒麟がくる』の撮影がこの日から再開。収録について、同日より、NHK作成による「感染防止のための制作マニュアル」に基づいて行われる[470]。→1月19日、4月1日、5月1日、5月15日、6月14日も参照
  - 【訃報】2000年11月にTBS系で放送され、第55回芸術祭優秀賞を獲得した[471]ドラマ『義父のいる風景』の脚本を手掛けた井上正子がこの日、卵管がんのため東京都杉並区内の病院で死去（79歳没）[472]。
  - 【編成】テレビ朝日は、この日の定例社長会見で、新型コロナ感染拡大に伴う撮影中断による調整のため、4月期放送のドラマの放送話数・回数に関して通常（およそ8 - 10話程度）よりも短くなり7月終了予定に、7月期放送のドラマは8月開始予定となる見解を示した[473][474][475]。

### 7月
- 1日 - 日本テレビ系「水曜ドラマ」枠『ハケンの品格』で、この日放送された第3話に、ゲスト共演者として、フジテレビのドラマプロデューサーとして『北の国から』や『白線流し』などの作品を手掛け、同局常務や共同テレビ社長などを歴任してきた俳優の山田良明が、伊東四朗演じる社長の側近で、総務担当部長役で出演。山田にとって俳優転身後、連続ドラマ初出演となった[476][477][478]。
- 2日 
  - いずれも【編成】
    - NHKは、この日に行った定例会長記者会見で、放送休止が続いている連続テレビ小説『エール』と大河ドラマ『麒麟がくる』の本放送再開時期について、会長の前田晃伸自ら、収録再開の現場を視察した上で、「通常の形でいつ放送できるかはまだ決められない。理屈以上に収録が難しく、従来なら簡単にできたことがすごく時間が掛かる」とし、「現場は苦労しながらやっている。通常の形になり、いつから放送再開できるか、まだ読み切れていない。最終的にどこで終わるのかを含めて調整するしかない。決まり次第お伝えしたい」とも語った[479][480]。
    - テレビ東京は、この日に行った定例記者会見で、『行列の女神〜らーめん才遊記〜』の最終回放送終了を以て、2018年4月より2年2ヶ月、9作品放送してきた月曜22時台の連続ドラマ枠「ドラマBiz」を廃枠にしたことを明かした[237][238]。

  - 【訃報】長谷川町子原作、青島幸男や藤村有弘、市原悦子などの主演により1967年から読売テレビ制作・日本テレビ系及びフジテレビ系で放送された『意地悪ばあさん』の脚本・演出を始め、TBS系で1970年に岡崎友紀主演で放送された『おくさまは18歳』などを手掛けたテレビ映画監督の青野暉がこの日午前、胆のうがんのため愛媛県伊予市内の病院で死去（89歳没）。死去は7月7日に判明した[481][482]。
- 2日（1日深夜）・9日（8日深夜） - テレビ東京「ドラマパラビ」枠にて『love⇄distance』を放送（全2回）。動画配信サービスParaviで6月27日より先行配信（全10回）されている配信ドラマを再編集したもの。新型コロナ感染拡大により人との距離を意識せざるを得なくなったマンションの住人たちを描いた群像劇で、出演は水川あさみ、清原翔、渡邊圭祐、馬場ふみから[483]。
- 2日（1日深夜）- 9月10日（9月9日深夜） - 1月期に日本テレビ水曜深夜ドラマ枠にて放送した『DASADA』（日向坂46主演、全10話）の特別編として、『DASADA〜未来へのカウントダウン〜』と題し放送開始。9月3日（2日深夜）までは、ドラマ出演メンバーによる副音声でのオーディオコメンタリーを挿入して、ドラマ全10話を再放送。9月10日（9日深夜）は、第11話として「日向坂46が語る『DASADA』の魅力」と題し、スペシャルトークの回を放送。ドラマ出演メンバーたちのスタジオトークを交えつつ、2月4日・5日に横浜アリーナで開催した「日向坂46×DASADA LIVE & FASHION SHOW」の模様や、今後開催予定の「日向坂46×DASADA Fall & Winter Collection」の最新情報を紹介、「DASADAプロジェクト」の新展開も発表される[484][485][486][487]。
- 3日 - 【編成】フジテレビは、この日に行った定例記者会見で、新型コロナ感染拡大に伴う撮影中断や初回放送延期のため、4月期放送のドラマの放送話数・回数については「調整中」とし、10月期放送のドラマの基本方針としては「秋からは新番組をスタートさせたいが、場合によってはクールをまたぐことなども考えられる」とした上で、「視聴者が混乱しないように努力している」とも語った。第2話放送から中断し続けている「月9」枠『SUITS/スーツ2』再開の際には、「既に放送した2話分を、視聴者が理解できるようにする」ともしている[488]。
- 4日 - テレビ朝日系「土曜ナイトドラマ」4月期作品『M 愛すべき人がいて』（4月18日 - 、全7話[注 35]）は、この日最終回（第7話）を放送[489][490]。
- 4日・5日 - 【関東広域圏】TBSにて、2016年10月期の「火曜ドラマ」で放送した『逃げるは恥だが役に立つ』（新垣結衣主演、全11話）の未公開シーンや、未公開カットも新たに加えて再編集した『逃げるは恥だが役に立つムズキュン!特別編』を、5月19日から6月30日までの毎週火曜22時 - 22時57分に、7話分を全国放送してきたが、第8話から最終話（第11話）までの残り4話分を、1日2話ずつ放送（一部地域を除く。4日は14時 - 15時54分、5日は14時 - 16時30分）[326][491]。→5月19日〜6月30日も参照
- 4日・11日 - 日本テレビ系「土曜ドラマ」枠『未満警察 ミッドナイトランナー』の第2話・第3話で、同ドラマの原作となっている韓国映画『ミッドナイト・ランナー』でも描かれた誘拐事件を2週続けて放送。この2回のゲスト共演者として、何者かに誘拐されてしまう家出少女・亜未役で上白石萌音が出演[492][493]。
- 4日 - 25日 -  東海テレビ制作・フジテレビ系「オトナの土ドラ」枠で、2019年6月8日から6月29日に、東海テレビとWOWOWの共同制作で、WOWOWプライム「連続ドラマW 土曜オリジナルドラマ」で放送された『ミラー・ツインズ Season2』（藤ヶ谷太輔主演、全4話）を、地上波初放送[494][495]。
- 5日
  - （4日深夜） - BSテレ東・テレビ大阪「真夜中ドラマ」枠『女ともだち』は、5月31日（30日深夜）の第8話放送後、コロナの影響による撮影中断で4週に亘り「傑作選」を放送していたが、撮影が再開となり、放送延期となっていた第9話をこの日放送[496]。→6月7日（6日深夜）〜6月28日（27日深夜）も参照
  - 朝日放送テレビ「ドラマL」7月期作品として『ステイナイトミステリー』を放送開始（全10回、 - 9月13日）。1か月毎に、オリジナルの新作ミステリーを3本放送[497]。第1弾及び7月期作品として、木下半太の舞台作品をドラマ化し、木下自ら連続テレビドラマの初脚本・演出を手掛ける『クレイジーレイン』を放送（全4話、 - 7月26日）。出演は俳優集団「D-BOYS」の荒木宏文、陳内将、前山剛久、中尾暢樹の4人のみ[498][499]。
- 5日・12日 - TBS系「日曜劇場」枠にて、後述の『半沢直樹』（第2シリーズ）の放送開始[500][501]に先駆けて、2週に亘り、前作第1シリーズ（2013年7月期）の特別総集編を、2時間の前後編として放送（両日とも21時 - 22時48分）[502][503]。当初は、4月5日・12日に放送予定であった[504]が、第2シリーズの放送開始延期と共に、特別総集編の放送もセットで3ヶ月延期されていた。→4月5日〜4月19日も参照
- 6日・13日 - フジテレビ系「月9」枠『SUITS/スーツ2』の第3話以降が延期となる中、2000年10月期に同枠で松嶋菜々子主演で放送され、平均視聴率26%超を記録し大ヒットドラマとなった『やまとなでしこ』を、2週にわたり特別編として放送した（放送時間はいずれも21時 - 22時48分）[505]。
- 7日 - TBS系「火曜ドラマ」7月期作品として、電子書籍サイトで連載中の作品が原作で多部未華子が製薬会社のキャリアウーマン役に扮する『私の家政夫ナギサさん』を放送開始（全9回、 - 9月1日）。共演に大森南朋、瀬戸康史ら[506]。なお同作は同枠の4月期作品として放送される予定だったが、コロナの影響により撮影が中断していたため3ヶ月延期[446]、1クール移動となった[507]。初回は15分拡大（22時 - 23時12分）。→4月14日〜5月12日、5月19日〜6月30日も参照
- 10日
  - （9日深夜） - テレビ東京系「木ドラ25」枠にて、2019年7月期に放送した『テレビ演劇 サクセス荘』の続編となる『テレビ演劇 サクセス荘2』を放送開始（ - 9月25日(24日深夜)）。出演者は前作と同様和田雅成、黒羽麻璃央ら2.5次元ミュージカルで活躍する若手俳優らが登場するが、今回から小西詠斗とspiが新たに登場する[508][509][510]。
  - TBS系「金曜ドラマ」枠『MIU404』は、この日第3話を放送。新たな登場人物として、黒川智花が顔も半分隠した「謎の女」の役として[511]、菅田将暉が「素性の知れない男」の役としてそれぞれ登場[512][513]。更に、この日のゲスト共演者として、2018年1月期に同枠で放送した『アンナチュラル』（石原さとみ主演）での役柄・設定のまま、大倉孝二（毛利忠治役）と吉田ウーロン太（向島進役）が出演[514][515][516][517]。
  - 【訃報】1968年にNETテレビ（現・テレビ朝日）系で放送された時代劇『日本剣客伝』で初プロデュースし、その後は同系の老舗特撮シリーズ『スーパー戦隊シリーズ』や、『宇宙刑事ギャバン』（1982年）などの『メタルヒーローシリーズ』など主に特撮作品のプロデューサーとして活躍した元東映プロデューサーの吉川進がこの日の朝、呼吸不全のため神奈川県鎌倉市内の自宅で死去（84歳没）[518]。
- 11日
  - （10日深夜）テレビ東京系「ドラマ25」枠にて『女子グルメバーガー部』を放送開始（ - 9月26日(25日深夜)）。グルメバーガー（高価格のハンバーガー）にまつわるコメディで、12名の女優たちが毎回2名ずつ登場する。第1話は佐々木美玲（日向坂46）と大原優乃が出演した[519]。
  - フジテレビ系「土曜プレミアム」枠にて、1990年から続く怪奇オムニバスドラマの放送開始30周年記念新作となる『世にも奇妙な物語 '20夏の特別編』を放送[520]。
  - NHK BSプレミアムにて「特集ドラマ」として、1964年と2020年、二つの年の東京を舞台に時空を超えてめぐり逢う男女のラブストーリーを中条あやみと本郷奏多の2人が演じる『56年目の失恋』を、この日の21時 - 22時29分に放送[521][522]。
- 11日（10日深夜）・18日（17日深夜） - 【関東広域圏】テレビ朝日にて、連続ドラマ3シリーズ、SPドラマ3作を放送し、映画版も4作制作された『TRICK』（仲間由紀恵・阿部寛出演）が、7日に第1シリーズ第1回の初回放送（2000年7月7日）から、満20年を迎えることに伴う「#まさかのトリック20周年」キャンペーンを実施。この一環として、両日とも2時50分より、2週連続で「傑作選」を放送[523][524]。
- 12日 - NHK大河ドラマ『麒麟がくる』第21話以降の休止を受けて、この日は『「麒麟がくる」までお待ちください 戦国大河ドラマ名場面スペシャル「秀吉」』放送[525][395]。
- 12日 - 8月15日 - 【関東広域圏】17日に公開される映画版並びに、映画公開日と同日に放送されるのSPドラマ（後述）に先駆けて、2018年10月期に「日曜ドラマ」で放送した『今日から俺は!!』（賀来賢人出演、全10話）を、日本テレビ（関東ローカル）にて再放送。初日の12日には第1・2話を、18日以降は8月15日までの毎週末、第3話以降を1話ずつ、昼間や夕方の時間で放送[526][527][528][529]。
- 12日 - 8月16日 - NHK BSプレミアム「BS時代劇」の再放送枠で、「BS時代劇・選」と題し、2014年5月23日から2014年6月20日に放送した『妻は、くノ一〜最終章〜』（十代・松本幸四郎[注 23]主演、全5話）を再放送[302]。
- 14日・17日（16日深夜） - 【近畿広域圏・中京広域圏・神奈川県】関西テレビ（17日)[530]）、メ〜テレ（14日(13日深夜)[530]）、テレビ神奈川（14日[530]）にて、らくだ作の漫画『マイ ベイカー』を原作とする、パン屋を舞台とするラブストーリー『マイラブ・マイベイカー』を、各局で順次放送開始（全12話）。主演は本仮屋ユイカで、共演に飯島寛騎、竹財輝之助ら[531][530]。
- 16日
  - テレビ東京系（いずれも15日深夜）
    - 「ドラマパラビ」7月期作品として、片山ユキヲの同名漫画を原作とした『ふろがーる!』を共同テレビとの共同制作により放送開始（全6話、 - 8月20日(19日深夜)）。テレビ東京ドラマ初登板となる桜井日奈子が主役「生実野早夜子」を演じた[532][533]。
    - 木曜未明（水曜深夜）に「水ドラ25」（1時28分 - 1時58分）を新設、第1回となる7月期作品として、かっぴー作のウェブ漫画を原作とした『おしゃ家ソムリエおしゃ子!』を、矢作穂香主演で放送開始（全8回、 - 9月3日(2日深夜)）[534][535]。

  - フジテレビ系「木曜劇場」7月期作品として、荒井ママレの漫画『アンサングシンデレラ 病院薬剤師 葵みどり』を原作とした『アンサング・シンデレラ 病院薬剤師の処方箋』を石原さとみ主演で放送開始（全11話、 - 9月24日）[536]。共演に西野七瀬、桜井ユキ、井之脇海、金澤美穂ら[537]。初回は15分拡大（22時 - 23時9分）。当初は4月期作品として放送予定だったが、コロナの影響で撮影が中断していたため3ヶ月延期[182]、1クール移動する形となった[538]。また同ドラマに出演予定だった清原翔が、6月12日に脳出血で倒れ手術を受け、現在も入院加療中であることから出演を取り止め、代役を成田凌が務めることを6月27日にフジテレビが発表した[539]。→4月9日〜6月11日、6月18日〜7月9日も参照
  - 読売テレビ制作・日本テレビ系「木曜ドラマF」枠『ギルティ〜この恋は罪ですか?〜』は、この日放送の第7話から、中村ゆりか演じる及川瑠衣の母親・及川明奈役で矢田亜希子が特別出演の形で登場[540][541]。
  - 【訃報】松竹専属の監督として1972年のNHK連続テレビ小説『藍より青く』の同名映画版や『時代屋の女房』の演出や『ドリフターズですよ!特訓特訓また特訓』などの脚本を手掛け、テレビドラマでは『はぐれ刑事』[注 36]（1975年、日本テレビ）の第5・6話の演出を手掛けるなど映像の世界に足跡を残した映画監督・脚本家の森﨑東がこの日、神奈川県茅ヶ崎市内の病院で脳梗塞のため死去（92歳没）[542]。
- 17日
  - NHK
    - 総合テレビ「ドラマ10」枠で、南杏子の推理小説『ディア・ペイシェント』を原作とした『ディア・ペイシェント〜絆のカルテ〜』を放送開始（全10回、 - 9月18日）。主演は貫地谷しほりが務め、執拗なモンスターペイシェントの患者に悩まされる女医役に扮する。共演に内田有紀、田中哲司ら[543]。当初は、4月17日からの放送開始予定だったが、コロナの影響で撮影が中断し、3ヶ月延期となっていた[544]。なお、同作はBS4Kでも7月15日より水曜夜に2日先行放送[545][546]。→4月17日〜7月3日も参照。
    - BSプレミアムにて、この日より金曜20時 - 20時59分に「特集ドラマ」として、人間と妖怪がファンタジックに交流する異色の時代劇ドラマ『大江戸もののけ物語』を放送（全5回）。本作は脚本を川崎いづみ、演出を川村泰祐が担当、作家の荒俣宏が妖怪監修を務める他、主演に岡田健史、妖怪“天邪鬼”に本郷奏多をそれぞれ起用[547]。

  - 日本テレビ系にて、この日劇場映画作品が公開される『今日から俺は!!』のスペシャルドラマ[548]が、同日の「金曜ロードSHOW!」枠にて、ドラマ特別企画として放送。もちろん福田雄一が監督を務め、出演は賀来賢人、伊藤健太郎、仲野太賀、清野菜名、橋本環奈らおなじみのメンバーに加え、新川優愛、桜井日奈子らも出演[549]。
  - 【経営問題】石原裕次郎（俳優・歌手、1934年 - 1987年）が1963年に創立した芸能事務所であり、石原出演の『大都会』シリーズ（日本テレビ系）や『西部警察』シリーズ（テレビ朝日系）などのテレビドラマ制作も手掛けた石原プロモーションが、石原の命日にあたるこの日、同社公式サイトにて、2021年1月16日を以て業務を縮小することを発表した[550][551]。以後、テレビドラマ・映画などの版権管理業務は系列会社の「石原音楽出版社」が行う[552]。

- 18日
  - いずれも（17日深夜）

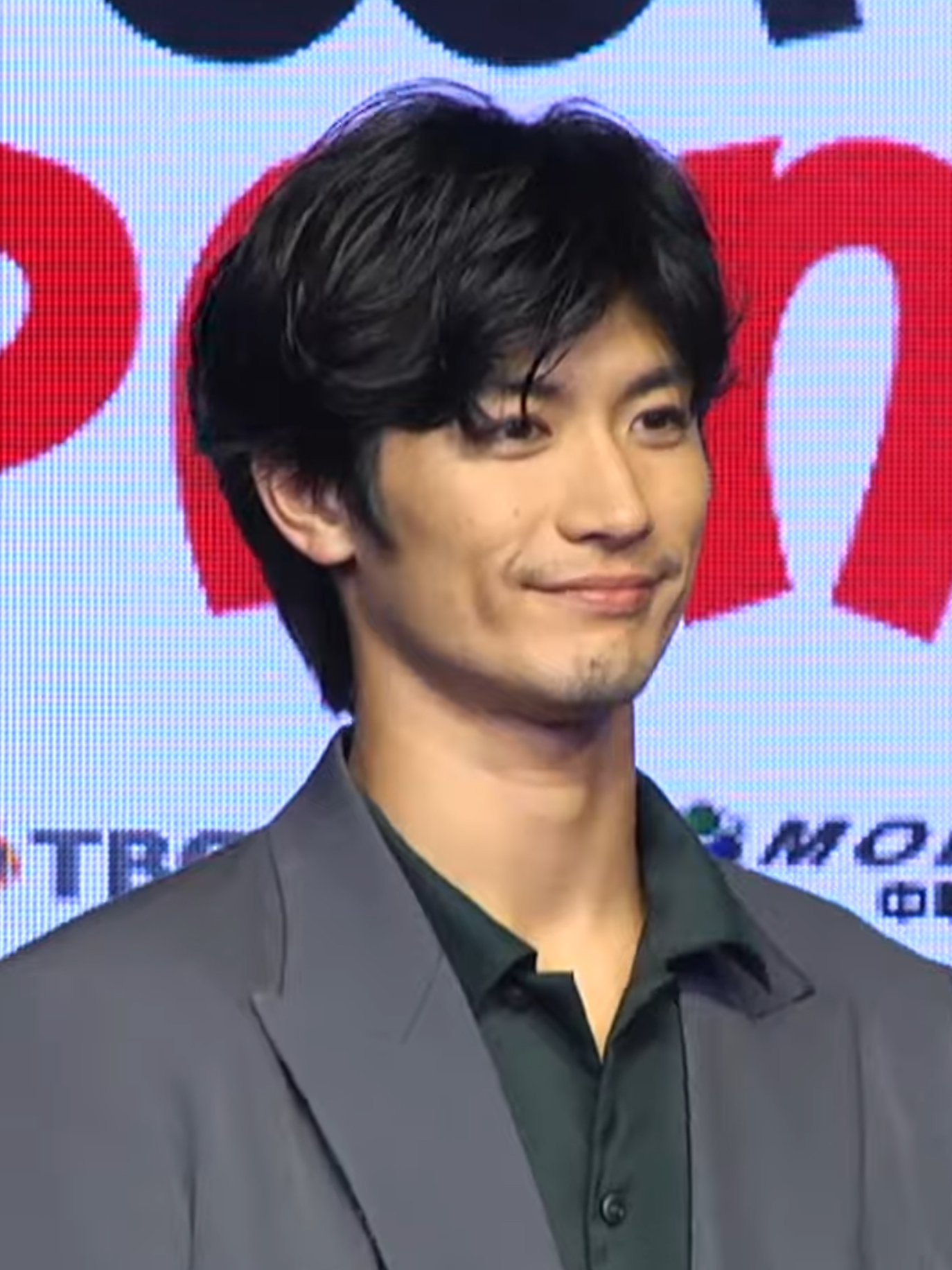
三浦春馬死去（7月18日、30歳没。写真は2019年8月撮影）

    - テレビ東京系土曜未明（金曜深夜）0時12分 - 0時52分枠[注 37]で、4月9日未明（8日深夜）から0時52分枠で放送中の松重豊主演のミニドラマ『きょうの猫村さん』の前半戦を一挙に放送する『きょうの猫村さんまるごとSP』を放送[177]。→4月9日の出来事も参照
    - 【関東広域圏】フジテレビにて、いくえみ綾原作の漫画作品をドラマ化し、5月18日から7月6日までの間、同局の動画配信サービス「フジテレビオンデマンド」で配信された『いとしのニーナ』（岡田健史出演）[553]を、「フジバラナイト FRI」枠（0時55分 - 1時25分、関東ローカル）で、この日から地上波放送開始（全8回、 - 9月5日（4日深夜））[554]。

  - 【訃報】日本テレビ系土曜ドラマ『サムライ・ハイスクール』（2009年10月期）などで主演を務め、2017年のNHK大河ドラマ『おんな城主 直虎』では井伊直親役で出演するなど、ドラマ、映画、舞台などで多くの作品に出演し、また歌手としても活動していた俳優の三浦春馬がこの日、東京都内の自宅で首を吊った状態で発見され病院に運ばれたが死亡が確認された（30歳没）[555]。なお映画『コンフィデンスマンJP プリンセス編』や、NHK特集ドラマ『太陽の子』、TBS系火曜ドラマ『おカネの切れ目が恋のはじまり』にも出演しており、公開・放送を控えていた（いずれも後述）。
  - 【映画】フジテレビ系『土曜プレミアム』枠にて、「月9」枠で2018年5月期に放送された『コンフィデンスマンJP』の劇場版第1作『コンフィデンスマンJP -ロマンス編-』（2019年公開）を地上波初放送[556]。なお、同作及び翌週（23日）から公開の第2作『コンフィデンスマンJP プリンセス編』[注 38]に「ジェシー」役で出演した三浦春馬の急死（上述）を受け、番組冒頭で三浦を追悼するテロップを表示した[557]。
- 19日
  - テレビ朝日系「日曜プライム」枠で、2003年に「土曜ワイド劇場」枠でのシリーズ開始から数えて第23作目となる『おかしな刑事スペシャル』を放送。主演は、「ドラマ主演俳優の最高齢記録」を維持し続けている伊東四朗と、羽田美智子の二人が引き続き務めた[558]。
  - TBS系「日曜劇場」7月期作品として、池井戸潤原作、堺雅人主演の『半沢直樹』（第2シリーズ）を放送開始（全10話、 - 9月27日）[500]。香川照之、北大路欣也、片岡愛之助、及川光博らも前作から引き続き出演[501]。さらに市川猿之助、賀来賢人、井川遥、江口のりこ、柄本明らが新たに出演する[559]。なお同作は同枠の4月期作品として放送される予定だったが、コロナの影響により撮影が中断していたため3ヶ月延期[446]、1クール移動となった[560][561]。初回は25分拡大（21時 - 22時19分）。→4月5日〜4月19日、4月26日〜5月24日、5月31日〜6月28日も参照
- 21日
  - （20日深夜） - 日本テレビ「シンドラ」枠にて、大久保ヒロミの漫画を原作とし、2019年1月期に放送された『節約ロック』（上田竜也（KAT-TUN）主演、重岡大毅（ジャニーズWEST）他共演）に新たに撮り下ろしたパートを加えた『節約ロック ちょっと特別編』を放送開始（全10話、 - 9月22日（21日深夜））[562]。
  - 【訃報】「人形の家」など数々のヒット曲を世に送り出し、『NHK紅白歌合戦』8回出場の実績を持ち、若手時代には『しゃぼん玉ミコちゃん』（1962年、朝日放送）などのテレビドラマ出演歴があり、1964年放映の『横丁正義隊』（日本テレビ、主演：三世江戸家猫八）の主題歌「若い街角」を歌唱するなど、日本を代表するポップス・シンガーとしてその名を知られた歌手の弘田三枝子がこの日、心不全のため死去（73歳没）[563]。
- 22日
  - テレビ朝日系水曜21時枠『特捜9（シーズン3）』は、（4月8日 - 、全10話[注 39]）は、この日最終回（第10話）を、15分拡大して放送（21時 - 22時9分）[564][565]。
  - 日本テレビ系「水曜ドラマ」枠『ハケンの品格』は、この日放送の第6話に、ゲスト共演者として長野博（V6）が出演。長野にとって同局のドラマ出演は、2008年7月期に「土曜ドラマ」で放送した『ヤスコとケンジ』（松岡昌宏・広末涼子出演）の最終回以来、およそ12年振りとなる[566][567]。
- 23日
  - NHK総合にて、又吉直樹（ピース・小説家）によるオリジナル脚本作品『ドラマ&ドキュメント 不要不急の銀河』を、19時30分 - 20時42分に放送。内容は2部構成で、第1部はドラマが生まれる撮影現場をドキュメントで、第2部では、その結晶として生まれたホームドラマとして『スナック銀河』（リリー・フランキー主演）を放送した[568]。
  - テレビ朝日系
    - 「木曜ミステリー」枠『警視庁・捜査一課長2020』は、この日第11話を放送。ゲスト共演者として、刑事ドラマ初出演となる朝比奈彩（ファッションモデル・タレント）が、元・ヤンキーで傷害致死事件を起こした過去があり、3歳の息子も居る母親、その上新たに殺人容疑も浮上してしまうという役柄で登場した[569][570]。
    - 「木曜ドラマ」枠『BG〜身辺警護人〜』は、この日第6話を10分拡大して放送（21時 - 22時4分）。ゲスト共演者として名取裕子が、立ち退き要請を受けながらも、亡き夫が命懸けで守ろうとした店と、そのカレーの味を護ってほしいと警護を依頼する役柄で出演[571][572][573]。名取の同枠出演は、自身が主演を務めている単発化以前の『法医学教室の事件ファイル（第2シリーズ）』（1993年7月期）以来27年振り。

  - フジテレビ系「木曜劇場」枠『アンサング・シンデレラ 病院薬剤師の処方箋』は、この日放送の第2話も15分拡大（22時 - 23時9分）。ゲスト共演者として、2005年公開の映画『北の零年』（吉永小百合主演）で、石原さとみが演じた小松原多恵役の幼少・少女時代を演じた大後寿々花が登場し、石原と初共演。更に大後演じる女性の父親役で小林隆も出演[574][575][576]。
- 24日 - テレビ朝日系「金曜ナイトドラマ」枠『家政夫のミタゾノ（第4シリーズ）』（4月24日 - 、全8話[注 40]）は、この日最終回（第8話）を放送[577][578]。
- 25日（24日深夜） - テレビ東京系「ドラマ24」枠『浦安鉄筋家族』の第7話以降の休止が続く中、同枠で、千葉雄大が長期滞在中の宇宙船の飛行士役に扮する『40万キロかなたの恋』を放送開始（全4話、- 8月15日（14日深夜））。また吉岡里帆がAIロボットの声を担当するほか、千葉の元恋人役に門脇麦が出演する[579]。
- 25日（24日深夜）・28日（27日深夜）・29日（28日深夜）・30日（29日深夜）・ 8月1日（31日深夜） - 【関東広域圏】テレビ朝日にて、「土曜ナイトドラマ」枠で放送された『おっさんずラブ』第1シリーズ（2018年4月期）全7話を再放送。今回は8月2日の「日曜プライム」枠で、劇場版映画『劇場版 おっさんずラブ 〜LOVE or DEAD〜』の放送を記念して再放送された[580]。
- 26日
  - （25日深夜）BSテレ東・テレビ大阪「真夜中ドラマ」枠『女ともだち』（4月12日 - 、全12話[注 41]）は、この日最終回（第12話）を放送[581]。
  - NHK大河ドラマ『麒麟がくる』第21話以降の放送延期を受けて、この日は『「麒麟がくる」までお待ちください〜キャスト・スタッフが明かす大河ドラマの舞台裏〜』を19時30分 - 20時43分に放送[582][525][395]。司会進行は春風亭昇太と小池栄子の2人。更に、休止中の『麒麟がくる』に駒役で出演している門脇麦もゲスト出演し、『麒麟がくる』後半の見どころも紹介[583]。
  - テレビ朝日系「日曜プライム」枠で、西村京太郎原作のミステリードラマシリーズ第72作『西村京太郎トラベルミステリー72 十津川警部のラストラン』と題して放送。主演は引き続き、高橋英樹（十津川省三警部役）と高田純次（亀井定雄刑事役）のコンビが務める。今作の舞台は、十津川省三の名前の由来にもなっている奈良県十津川村の村民が、明治時代に水害を逃れるために移住し築き上げたとされる北海道新十津川町、並びにJR札沼（さっしょう）線の新十津川駅が登場。ゲスト共演者は黒谷友香、松尾諭、螢雪次朗、中村俊介、葛山信吾ら[584]。
  - TBS系「日曜劇場」枠『半沢直樹』（第2シリーズ）は、この日第2話を15分拡大して放送（21時 - 22時9分）[585]。
  - 日本テレビ系で、作詞家・秋元康とホラー映画の巨匠・中田秀夫がタッグを組んだスペシャルドラマ『リモートで殺される』を放送（22時30分 - 23時25分）。出演は本田翼、新田真剣佑、柄本時生、早乙女太一、前野朋哉、齋藤飛鳥、前田敦子[586][587][588][589][590][591][592]。
- 27日
  - テレビ東京系「月曜プレミア8[593]」枠で、2019年1月期に「金曜8時のドラマ」枠で放送した『記憶捜査〜新宿東署事件ファイル〜』（北大路欣也主演）が、この日の21時 - 22時48分[注 42]にSPドラマとして放送。共演は連続ドラマ版から引き続き風間俊介、上白石萌音、内田朝陽、松本大志、石黒賢、余貴美子らに加え、新たに深澤辰哉（Snow Man）が出演。深澤にとっては、テレビ東京のドラマ初出演となる[594]。更に17日には、大塚寧々、神保悟志、櫻井淳子らの出演も発表された[595]。
  - フジテレビ系「月9」枠『SUITS/スーツ2』がこの日（第3話）より放送再開。なお4月13日に開始した同作は、同月27日以降放送を中断していたため、約3か月ぶりの放送となる。放送再開に合わせ、前週20日には第1・2話（4月13日・20日放送）の「合体特別版」を、30分拡大（21時 - 22時24分）して放送するとともに、ドラマのクライマックスである重要なシーンを特別先行初公開する[596][597][598]。→4月27日〜7月20日、5月11日〜6月29日、7月3日、7月6日・13日も参照
- 28日 - 関西テレビ制作・フジテレビ系「火9」枠にて、白川道の未完のハードボイルド小説『竜の道』を原作としてドラマ化した『竜の道 二つの顔の復讐者』を放送開始（全8回、 - 9月15日）[599]。主演は玉木宏が務め、共演に高橋一生、松本穂香[600]、細田善彦、西郷輝彦、斉藤由貴、遠藤憲一ら[601][602]。なお同ドラマは4月14日開始予定だったが、コロナの影響により撮影中断し開始が3か月延期[214][401]、1クール移動となった[603]。初回は2時間SP（21時 - 22時48分）。→4月14日〜6月9日、6月16日も参照
- 30日
  - テレビ朝日系「木曜ドラマ」枠『BG〜身辺警護人〜』（6月18日 - 、全7話）は、この日最終回（第7話）を20分拡大して放送（21時 - 22時14分）[604][605]。ゲスト共演者として、11代目・市川海老蔵が本人役で登場[606]。
  - 【訃報】上方講談界の第一人者として知られ、俳優としてもNHK連続テレビ小説『やんちゃくれ』（1998年）や『あさが来た』（2015年）などに出演[注 43]した講談師の四代目旭堂南陵がこの日、膵臓がんのため死去（70歳没）[607]。
- 31日 - テレビ朝日系「金曜ナイトドラマ」7月期作品として、2020年に生きる若者が1945年の大東亜戦争時代にタイムスリップし、“自由”について考える作品『真夏の少年〜19452020』を放送開始（全8回、 - 9月18日）。主演はジャニーズ事務所のユニットであるジャニーズJr.・美 少年が務める[608][609][610][611]。共演に長谷川京子、水野美紀ら。またお笑いコンビ・博多華丸・大吉の博多華丸が軍人役で出演した[611]。

### 8月
- 1日
  - テレビ朝日系「土曜ナイトドラマ」7月期作品として、オリジナルホラーコメディドラマ『妖怪シェアハウス』を放送開始（全8回、- 9月19日）。主演は本枠及び民放の連続ドラマ初主演となる小芝風花が務める[612][613]。共演に松本まりか、毎熊克哉、大東駿介ら[614]。
  - 東海テレビ制作・フジテレビ系「オトナの土ドラ」枠で、2016年に イギリス・BBCで放送されたドラマを日本版にリメイクした『13』を、桜庭ななみ主演で放送開始（全4回、- 8月22日）。桜庭は13歳から13年間行方不明になった女性を演じる[615][616]。共演に板谷由夏、青柳翔ら[617]。当初は6月6日からの放送開始予定だったが、コロナの影響により撮影が中断していたため2ヶ月延期となった[377][378]。→6月6日〜6月27日も参照
- 2日
  - 日本テレビ系
    - （1日深夜）【関東広域圏】日曜未明（土曜深夜）枠にて、 韓国出身の歌手・ジェジュン主演の『僕は歌が歌いたい』を放送開始（全8回、 - 9月20日）。ジェジュンがシチュエーションコメディ（シットコム）に初挑戦し、本人役で出演する同作は、コロナの影響で人前で歌が歌えなくなったジェジュンが再び歌えるまでの軌跡を、ドキュメントとフィクションを半分ずつに描く。その他、お笑いコンビ・アンタッチャブル（山崎弘也・柴田英嗣）と加藤諒が出演する[618]。
    - 「日曜ドラマ」枠で、福田雄一が脚本統括・演出を務めるオリジナル作品『親バカ青春白書』を放送開始（全7回、 - 9月13日）。主演の“ガタロー”こと小説家・小比賀太郎（おびか・たろう）を、ゴールデン・プライムタイム帯の連続ドラマ初主演となるムロツヨシが務め、ガタローの一人娘・小比賀さくらを永野芽郁が演じ[619][620][621]、ガタローの亡妻（さくらの母）として新垣結衣が出演する[622]。その他の共演に今田美桜、中川大志ら。なお同作は7月期作品として放送開始予定だったが、コロナの影響により1か月延期された[623][624]。

  - 朝日放送テレビ「ドラマL」枠『ステイナイトミステリー』の第2弾及び8月期作品として『日暮里チャーリーズ』を放送開始（全4話、 - 8月30日）。出演は佐藤流司が務め、メイクの力を借りながらあらゆるキャラクターに変装し、100通りの仮の姿を持つ潜入のスペシャリスト・岸蛍（きし・ほたる）を演じる。共演にIKKO、丸山智己、太田夢莉ら。佐藤演じる岸らに指令を出すボス・「チャーリー」の声で、佐々木蔵之介も出演[625][626]。
  - 【映画】テレビ朝日系『日曜プライム』枠にて、「土曜ナイトドラマ」枠で2期（2018年4月期・2019年10月期）放送された『おっさんずラブ』の劇場版映画『劇場版 おっさんずラブ 〜LOVE or DEAD〜』（2019年公開。田中圭、吉田鋼太郎ほか出演）を完全ノーカットでテレビ初放送した[627]。
  - いずれも【訃報】
    - 舞台俳優として数多くの作品に出演し、テレビドラマでは2018年10月期にTBS系「日曜劇場」枠で放送された『下町ロケット』を始め、テレビ朝日系「土曜ワイド劇場」などのサスペンスドラマを中心に出演作が多かった舞台俳優の立石涼子がこの日早朝、肺がんのため東京都内の病院で死去（68歳没）[628][629]。
    - 『びっくり日本新記録』（読売テレビ制作・日本テレビ系）や『ザ・スターボウリング』（テレビ東京）などのテレビバラエティー番組で活躍し、俳優としても『翔んだカップル』（1980年、フジテレビ）などのテレビドラマへの出演歴があるコメディアンの轟二郎がこの日未明、大腸がんのため死去（65歳没）[630]。
- 4日
  - 関西テレビ制作・フジテレビ系「火9」枠『竜の道 二つの顔の復讐者』は、この日第2話を15分拡大して放送（21時 - 22時9分）[631][632]。
  - 【賞】第46回放送文化基金賞がこの日発表され、テレビドラマ部門では、NHK総合「土曜ドラマ」枠で放送された『心の傷を癒すということ』（大阪局制作、1月18日 - 2月8日、全4回）が最優秀賞を受賞した[633][634]。
- 5日
  - テレビ朝日系水曜21時枠にて、東山紀之主演のシリーズ刑事ドラマ『刑事7人』（第6シーズン）を放送開始（全9回、- 9月30日）。共演は引き続き田辺誠一、倉科カナ、白洲迅、塚本高史、吉田鋼太郎、北大路欣也ら[635][636]。初回は15分拡大（21時 - 22時9分）[637]。
  - 【訃報】1977年の松竹映画『幸福の黄色いハンカチ』（監督：山田洋次、主演：高倉健）の原案者で、同名ドラマ2作（1982年版／TBS系、2011年版／日本テレビ系）でも原案者として名を連ねた アメリカ合衆国のジャーナリスト、ピート・ハミルがこの日、 アメリカ合衆国・ニューヨーク市で死去（85歳没）[638][639]。
- 6日
  - テレビ朝日系「木曜ドラマ」7月期作品として、2018年4月期に同枠で放送し、2019年4月には「日曜プライム」枠で単発SPも放送した『未解決の女 警視庁文書捜査官』（Season2）を放送開始（全7回、- 9月17日）。主演は前作・単発SPに続いて波瑠が務め、共演も沢村一樹、工藤阿須加、山内圭哉、高田純次、遠藤憲一、鈴木京香らも引き続き出演。今シリーズからの出演者として、2019年の単発SPで演じた京都府警捜査一課の刑事・国木田哲夫役の谷原章介と、沢村演じる「特命捜査対策室」の室長・古賀清成をサポートする室長補佐・宗像利夫役の皆川猿時が新たに加わる。初回は2時間SP（20時 - 21時48分）[640][641][642][643]。
  - 読売テレビ・日本テレビ系「木曜ドラマF」枠『ギルティ〜この恋は罪ですか?〜』（4月2日 - 、全10話[注 44]）は、この日最終回（第10話）を放送[644][645]。
- 9日
  - テレビ朝日系「日曜プライム」枠で、上川隆也主演のシリーズ刑事ドラマ『遺留捜査』のスペシャル第10弾を放送。共演も栗山千明、永井大、梶原善、宮﨑香蓮、甲本雅裕、戸田恵子らが続投。この回のゲスト共演者として武田梨奈、長谷川初範が登場[646][647]。
  - TBS系「日曜劇場」枠『半沢直樹』（第2シリーズ）は、この日第4話を15分拡大して放送（21時 - 22時9分）[648]。
- 10日
  - NHK総合にてこの日の22時 - 22時45分枠で、ノンストップ・ホラードラマ『JOKE〜2022パニック配信!』を放送。宮藤官九郎の脚本を、生田斗真がほぼひとり芝居の形で「ポストコロナの近未来」を演じた[649]。
  - 【訃報】1974年度NHK大河ドラマ『勝海舟』で主演を務め、日本テレビ系『大都会』シリーズの黒岩頼介刑事、テレビ朝日系『西部警察』シリーズの大門圭介刑事などでお茶の間に親しまれた俳優・歌手の渡哲也がこの日夕方、肺炎のため死去（78歳没）[650]。
- 12日
  - 日本テレビ系「水曜ドラマ」枠にて、安藤なつみの同名漫画を原作とするクールジャパンな和ラブミステリードラマ『私たちはどうかしている』を放送開始（全8回、 - 9月30日）。本作では脚本を衛藤凛、演出を小室直子と猪股隆一がそれぞれ担当し、主演は浜辺美波と横浜流星の2名が務める。共演に高杉真宙、岸井ゆきの、山崎育三郎、佐野史郎、観月ありさら[651][652][653]。なお、当初7月期作品として放送予定だったが、4月期の『ハケンの品格』の放送開始が2か月延期（4月15日→6月17日）となった影響で、1か月延期となった。
  - 【訃報】1961年に東京放送（当時、現・TBSホールディングス）に入社し、テレビドラマディレクターとして『月曜日の男』（1961年 - 1964年、主演：待田京介）や『時間ですよ』（第2シリーズ、1971年 - 1972年、主演：森光子）の演出を担当し、その後、取締役を経て1996年にTBS社長に就任し、その後は会長時代に球団買収に関与した日本プロ野球横浜ベイスターズ（現・横浜DeNAベイスターズ）球団オーナーも務めた砂原幸雄がこの日、癌のため死去（83歳没）[654]。
- 13日
  - テレビ朝日系「木曜ミステリー」枠『警視庁・捜査一課長2020』は、この日第13話を放送。2019年10月に「日曜プライム」枠で放送した単発SP第6弾で、超エリート警察官僚・白馬應治（はくば・おうじ）役を演じた石井一彰が、同役で再登場。この日のゲスト共演者として、馬渕英里何、小林涼子、大村彩子らも出演[655][656][657]。
  - 読売テレビ制作・日本テレビ系「木曜ドラマF」7月期および最終作品として、ウェブマンガ誌「COMICポラリス」に連載中のツトムの同名漫画を原作とした『おじさんはカワイイものがお好き。』を放送開始（全5回、 - 9月10日）。渋くて紳士的、容姿端麗、仕事も出来るイケオジ（イケてるオジサン）でありながらも、実はカワイイものが好き過ぎてしまうという秘密を抱えたバツイチ43歳、主人公の営業部課長・小路三貴（おじ・みつたか）役を眞島秀和が演じる[658][659]。共演に今井翼、桐山漣、藤原大祐ら[660]。同作の終了を以て、2008年10月開始の「木曜ナイトドラマ」から12年間続いてきた連続ドラマ枠は、一旦廃枠となる[661]。
  - 【訃報】主に日活ロマンポルノ作品を中心に活動した脚本家で、テレビドラマでは『青春をつっ走れ』（1972年、フジテレビ）や『麗猫伝説』（日本テレビ「火曜サスペンス劇場」）などの脚本を担当した桂千穂がこの日、老衰のため死去（87歳没）[662]。
- 14日
  - NHK BSプレミアムにて、戦争と縁遠い世代の視聴者に対し、それを少しでも身近に考えてもらえるようにと、戦争漫画を題材として制作した『ドラマ×マンガ』の第3弾として、漫画家おざわゆきの作品『あとかたの街』の制作秘話をドラマ化した『あとかたの街〜12歳の少女が見た戦争〜』を21時59分 - 22時58分に放送。主演のおざわ役を、2019年8月10日にBSプレミアムで放送された第2弾作品『お父さんと私の“シベリア抑留” -「凍りの掌」が描く戦争-』に続き、木村多江が演じる。共演に桐山漣、吉行和子ら[663][664][665]。
  - 【訃報】デビュー作となった日本テレビ系刑事ドラマ『太陽にほえろ!』で「ボン刑事」こと田口良役を務め人気を博し、また同系水曜20時枠で放送された『あさひが丘の大統領』では主人公の熱血教師「ハンソク先生」こと大西元役を演じるなど、数多くのテレビドラマ・映画に出演したことで知られた俳優の宮内淳がこの日、直腸がんのため死去（70歳没）。訃報は9月6日に宮内が代表理事を務めていた公益財団法人によって明らかにされた[666]。
- 15日
  - NHK
    - 総合テレビ（BS4K/8K同時放送）にて、この日の19時30分 - 20時50分に終戦75周年特集テレビドラマとして『太陽の子』を放送。第二次世界大戦末期、京都大学物理学研究室に対して大日本帝國海軍より下命された新型爆弾開発研究（F研究）を巡り、若者たちが時代の波に翻弄される姿を描く。本作はNHKとELEVEN ARTS Studios（ アメリカ合衆国）との共同制作で、演出・脚本を黒崎博が担当、柳楽優弥、有村架純、三浦春馬の3人が主演格として物語のキーパーソンを務め、共演にイッセー尾形、山本晋也、國村隼、田中裕子ら[667]。なお、7月11日にはBS8Kで先行放送された[668]。
    - BSプレミアム（BS4Kでも同時放送）にて、この日の18時 - 19時29分に『Akiko's Piano 被爆したピアノが奏でる和音（おと）』を放送。1945年8月6日、広島への原爆投下によって爆風を受けながらも、奇跡的に焼け残ったピアノの持ち主で、この被爆で命を落とした女性・河本明子の在りし日の姿を、日記に基づいたドキュメンタリーとドラマで描かれる。そのドラマパートで、主人公・河本明子を芳根京子が演じる。共演に田中哲司、真飛聖、町田啓太ら[669][670][671][672]。
- 16日
  - （15日深夜） - テレビ大阪・BSテレ東（2K・4K）「真夜中ドラマ」枠にて、甲斐みのりの著書「歩いて、食べる 東京のおいしい名建築さんぽ」を原案とする、建築を題材としたドラマ『名建築で昼食を』を放送開始。主演は池田エライザと田口トモロヲ[673]。
  - テレビ朝日系「日曜プライム」枠で、藤本義一の同名小説を原作とし、1971年に公開された岩下志麻・浅丘ルリ子主演の同名映画をリメイクした『ドラマスペシャル 嫉妬』と題して放送。主演は檀れいと国仲涼子で、共演にトリンドル玲奈、藤田弓子、榎木孝明、手塚とおる、中村梅雀ら。更に原田泰造（ネプチューン）が、檀演じる女性の夫役と、その夫の死の真相を調べ始め、夫と瓜二つの容姿を持つ雑誌記者の二役で出演した[674][675][676][677][678]。
- 17日 - 【訃報】劇団新人会所属俳優として1963年に『絶唱』（フジテレビ）でドラマデビューし、同年の『青春の構図』（NHK総合）に初主演、その後は『太陽野郎』（1968年、日本テレビ/東宝/テアトルプロ）を始め、数多くのテレビドラマや映画に出演した女優の岩本多代がこの日、自宅で虚血性心疾患のため死去（80歳没）。岩本は一人暮らしであったために同月19日に遺体が発見され、所属事務所のオフィスPSCから逝去告知が行われたのは同月24日であった[679]。
- 17日・21日・29日・30日 - NHK大阪局制作、脚本を木皿泉が務める2 - 3分間のショートドラマ『これっきりサマー』（全5回）を、関西地区の総合テレビで放送（放送時間は、17日から19日は20時42分 - 20時44分。20日・21日は20時42分 - 20時45分。19日以外は、放送同日の23時40分から再放送。19日放送分は、翌20日に2日分を再放送）。夏の甲子園への出場と、夏フェスへの参加を、それぞれ予定していたものの、コロナ禍の影響により、全国各地の行事が軒並み中止となり、かけがえのない青春の1ページを奪われてしまった2人の高校生の男女を、岡田健史と南沙良が演じた。同作では、回想・食事のシーン以外、全編マスクを着用するという異例の試みが取られる。22日の13時50分 - 14時（全国放送、後述）・29日の18時35分 - 18時45分（関西ローカル）には「10分まとめ版」を、30日の11時 - 11時15分（関西ローカル）には「15分特別版」もそれぞれ放送される[680][681][682][683]。
- 20日 - テレビ朝日系「木曜ミステリー」枠『警視庁・捜査一課長2020』は、この日第14話を放送。ゲスト共演者として、自身のSNSで同ドラマシリーズのファンを公言する丸山桂里奈（タレント、元・サッカー日本女子代表）が登場[684][685]。丸山のゲスト出演に関しては、8日に行われたライブ配信の第3弾で、丸山自身がコメントを投稿したことをきっかけに、金田明夫がフライング気味に発表していた[686]。丸山以外のゲスト共演者は波岡一喜、清水くるみら[687]。
- 22日
  - （21日深夜） - テレビ東京系「ドラマ24」枠で放送中の『浦安鉄筋家族』は、5月16日（15日深夜）の「6発目」（第6話）放送後、コロナの影響で13週（3か月間）放送を中断していたが、撮影が再開となり、放送延期となっていた「7発目」（第7話）をこの日放送[688]。→5月23日（22日深夜）〜7月11日（10日深夜）、7月18日（17日深夜）、7月25日（24日深夜）も参照
  - NHK大阪局制作で17日 - 21日の5日間放送した『これっきりサマー』の「10分まとめ版」が、13時50分 - 14時に総合テレビにて全国放送[680][681][682][683]。
  - 日本テレビではこの日から放送の「24時間テレビ43「愛は地球を救う」」内にてドキュメンタリーとドラマを融合させた“ヒューマンストーリー”として、『誰も知らない志村けん -残してくれた最後のメッセージ-』を放送（21時11分 - 23時6分）。本作では本年3月に新型コロナのため逝去した志村けん（コメディアン、70歳没）の人生模様にスポットを当てる。ドラマパート主役のテレビディレクター役を本年の「24時間テレビ」メインパーソナリティーの一人でもある重岡大毅（ジャニーズWEST）が演じる[689]。共演には柄本明、川栄李奈、河合郁人（A.B.C-Z）ら[690]の他、志村が司会を務めていた『天才!志村どうぶつ園』（2004年4月 - 2020年9月予定）で共演していた相葉雅紀（嵐）も出演した[691]。
  - 【訃報】現役最年長の漫才師であり、2004年にはNHKの連続テレビ小説『天花』でうどん屋の女将を演じるなど女優としても活躍した内海桂子がこの日夜遅く、多臓器不全のため東京都内の病院で死去（97歳没）[692][693]。
- 22日・29日・9月5日・9月20日・10月3日・10月4日（予定） - 【関東広域圏】日本テレビにて、2010年4月期に「土曜ドラマ」枠で放送された『怪物くん』（大野智主演、全9話）を、昼間の時間帯で再放送[694][695]。
- 23日 - NHK BSプレミアム「プレミアムドラマ」枠（BS4Kでも放送）にて『すぐ死ぬんだから』が放送開始（全5回、 - 9月20日）。本作は内館牧子の同名原作を長田育恵が脚色し、主演を三田佳子が務める[696]。
- 24日 - テレビ東京系「月曜プレミア8」枠で、警視庁遺失物センターを舞台とした異色の刑事ドラマ『警視庁遺失物捜査ファイル』を放送。本作では深沢正樹が脚本、橋本一が監督（演出）、貫地谷しほりが主演を務め、他に二代目尾上松也、板野友美、宇崎竜童、渡辺いっけい、松重豊ら[697][698][699]。
- 25日 - 【訃報】劇団民藝所属の舞台俳優で、『虹の設計』（1964年 - 1966年、NHK総合）、『こちら社会部』（1963年、東京放送）などのテレビドラマ作品に数多く出演した梅野泰靖がこの日、老衰のため死去（87歳没）[700]。
- 27日
  - （26日深夜） - テレビ東京系「ドラマパラビ」枠にてサレンダー橋本原作漫画『働かざる者たち』（全6話、 - 10月1日(9月30日深夜)）を放送開始。本作は有働佳史が脚本・監督（演出）を務め、脚本家・女優のニシオカ・ト・ニールも脚本を手掛け、濱田岳が主役の橋田一を演じる[701]。
  - テレビ朝日系「木曜ミステリー」枠『警視庁・捜査一課長2020』は第15話を、「木曜ドラマ」枠『未解決の女 警視庁文書捜査官』は第4話を、この日それぞれ放送。『警視庁・捜査一課長2020』には、『未解決の女』で主人公の矢代朋役を務める波瑠が、『未解決の女』には、『警視庁・捜査一課長』シリーズで主人公の大岩純一役を務める内藤剛志が、それぞれの役柄・設定そのままに相互出演。5度目となる両ドラマのコラボレーション企画として放送[702][703]。『未解決の女』側のゲスト共演者として、永井大と久保田紗友が出演[704][705]。
  - 【訃報】俳優座所属で主に舞台で活躍し、テレビドラマでは『燃える兄弟』（1972年、TBS／大映テレビ室）や『鬼平犯科帳 (松本幸四郎版) [注 45]』第1シリーズ（1970年、NET／東宝）にレギュラー出演するなど数多くの作品に出演した俳優の河原崎次郎が7月に心不全のため死去していたことがこの日明らかになった[706]。
- 28日
  - いずれも【訃報】
    - 1969年にグループ・サウンズ「ザ・タイガース」に脱退した加橋かつみの後任として加入するかたちでデビューし、グループ解散後は俳優・タレントへ転向。テレビドラマでは『西遊記』（1978年、日本テレビ／国際放映）にて沙悟浄を演じるなど数々の作品に出演した岸部四郎（旧芸名：岸部シロー）がこの日早朝、拡張型心筋症による急性心不全のため千葉県内の病院で死去（71歳没）。訃報は9月15日になって所属事務所より報道各社に宛てたFAXにて明らかにされた[707][708]。
    - グラビアアイドルとして『芸人報道』（日本テレビ）などのバラエティ番組に出演し、女優として『半沢直樹』（第2シリーズ）第5話などに出演したタレントの階戸瑠李がこの日、持病のため死去（31歳没）[709]。
- 29日
  - （28日深夜）テレビ東京系「ドラマ24」枠の『浦安鉄筋家族』でこの日放送される「8発目」（第8話）にて、ゲストキャラクターとして稲川淳二が、人を怖がらせる事を生き甲斐とする男「稲川ジューン」役で登場。池谷のぶえも霊媒師「ボギー愛子」役でゲスト出演。また、BiSHのメンバーであり原作のファンを公言するアユニ・D、セントチヒロ・チッチ、ハシヤスメ・アツコの3名が出演した[710]。
  - 東海テレビ制作・フジテレビ系「オトナの土ドラ」枠で、つのだじろうの漫画を原作とする『恐怖新聞』を放送開始（全7回、- 10月10日）。主演は連続ドラマ初主演となる白石聖が務める。共演に黒木瞳ら[711][712]。
- 30日
  - NHK大河ドラマの『麒麟がくる』は、6月7日の第21話放送後、コロナの影響で11週（3か月弱）放送を中断していたが、6月30日から撮影が再開となり、放送延期となっていた第22話をこの日放送[713][714][715]。放送再開に合わせ、9日（「旅立ち」）・16日（「動乱」）・23日（「誇り高く」）の3週にかけて『「麒麟がくる」まであと○[注 46]週! これまでの名場面すべて見せます』と題し、放送してきた全21話分のダイジェストとなる総集編を放送[716]。この総集編の次回予告のナレーションを、お笑いコンビの麒麟が務めた[717]。→6月14日・21日・28日、6月30日、7月2日、7月12日、7月26日も参照
  - テレビ朝日系「日曜プライム」枠で、『ドラマスペシャル お花のセンセイ』を放送。主演は沢口靖子が務め、華道の家元から代議士として国会に乗り込んでいく役柄を演じる。主演の沢口にとって代議士役は初となり、同局が制作する新作ドラマの出演も、2009年1月に放送された『疑惑』（田村正和主演）以来、11年7か月振りとなる。共演に八嶋智人、梶原善、吉満寛人、伊藤修子、西岡徳馬、麿赤兒、伊東四朗ら[718][719][720]。
- 31日 - フジテレビ系「月9」枠『SUITS/スーツ2』は、この日第8話を放送。2018年10月期に放送した前作Season1で、中島裕翔演じる鈴木大輔に思いを寄せる谷元砂里（たにもと・さり）役を演じた今田美桜と、大輔の唯一の親友で砂里の兄でもある谷元遊星（たにもと・ゆうせい）役を演じた磯村勇斗が、それぞれ同役で再登場[721][722][723][724][725]。

### 9月
- 1日 - TBS系「火曜ドラマ」枠『私の家政夫ナギサさん』（7月7日 - 、全9話）は、この日最終回（第9話）を15分拡大して放送（22時 - 23時12分）[726][727]。ゲスト共演者として、同ドラマで料理監修を担当する栗原心平（料理研究家）[728]と、宇梶剛士が出演[729]。
- 3日
  - テレビ朝日系
    - 「木曜ミステリー」枠『警視庁・捜査一課長2020』（4月9日 - 、全16話[注 47]）は、この日最終回（第16話）を放送[730]。ゲスト共演者として島崎遥香、鳥居みゆき、2017年のseason2から同ドラマシリーズでの主題歌を手掛けるGLIM SPANKYらが出演。更に、警視庁サイバー事件対策室・谷保健作（やほ・けんさく）役を演じる土屋伸之（ナイツ）が、同役で3度目の登場[731][732][733][734][735][736][737]。
    - 「木曜ドラマ」枠『未解決の女 警視庁文書捜査官』は、この日第5話を放送。2018年4月期に放送した前作Season1の第3話で、警視庁鑑識官・権田巌（ごんだ・いわお）役を演じた依田司（気象予報士）が、同役で再登場[738][739]。ゲスト共演者として佐久間由衣が、遠藤憲一演じる草加慎司の娘・美里役で出演[740][741][742]。
- 4日 - TBS系「金曜ドラマ」枠『MIU404』（6月26日 - 、全11話）は、この日最終回（第11話）を15分拡大して放送（22時 - 23時9分）[743][744]。
- 5日 - 日本テレビ系「土曜ドラマ」枠『未満警察 ミッドナイトランナー』（6月27日 - 、全10話）は、この日最終回（第10話）を放送[745]。
- 5日・12日 - NHK BSプレミアムにて、2010年にNHK総合で放送されたスペシャルドラマ『大仏開眼』（作：池端俊策、出演：吉岡秀隆、石原さとみ、他）を2夜連続で再放送（5日：前編、12日：後編。いずれも21時 - 22時29分）[746]。
- 6日
  - テレビ朝日系
    - 【特撮】東映製作の老舗特撮シリーズ「仮面ライダーシリーズ」の最新作『仮面ライダーセイバー』をこの日より放送開始（ - 2021年8月29日）[747][748]。
    - 「日曜プライム」枠にて、柚月裕子の推理小説『佐方貞人シリーズ』を原作とするドラマの第5弾として『ドラマスペシャル 検事・佐方 〜恨みを刻む〜』を放送。主人公の佐方貞人を、これまでの4作に続いて上川隆也が務め、共演も松下由樹、松尾貴史、伊武雅刀らも続投。新たな出演者として、佐方と対立する所轄の刑事役で原田龍二が[749][750]、主人公の佐方とバディを組む検察事務官役で、上川と初共演となる瀧本美織が出演[751][752]。

  - NHK大河ドラマの『麒麟がくる』は、この日第23話を放送予定であったが、台風10号（ハイシェン）接近に伴う特設ニュース差し替えのため、翌週13日に順延[753][754][755][756]。
  - TBS系
    - 【特番】「日曜劇場」『半沢直樹』（第2シリーズ）が、コロナの影響により、この日放送予定の第8話を翌週の13日に順延し、代替番組として、同ドラマ出演の堺雅人、香川照之などのキャスト・スタッフが事前に視聴者からTwitterに寄せられた質問に答える『生放送!!半沢直樹の恩返し』と題した1時間の生放送を実施[757][758][759][760][761][762][763][764]。進行を安住紳一郎（TBSアナウンサー）が務め、パネラーとして久本雅美とヒロミ（いずれもタレント）が出演した[765]。
    - 【関東広域圏】 台湾を題材としたミニドラマ『台湾王子』がこの日より、関東ローカルで日曜昼前枠（11時40分 - 5分間）にて放送開始[766]。

  - 日本テレビ系「日曜ドラマ」枠『親バカ青春白書』は、コロナ禍の影響で、撮影と編集作業が立て込むことを予想し、総監督の福田雄一が、全話撮影することが物理的に不可能と判断。そのため、この日放送の第6話のみ監督を、福田から主演を務めるムロツヨシに交代して放送した[767][768]。
  - 【訃報】江戸時代研究や徳川林政史研究の権威で知られ、NHKの時代劇ドラマ『清左衛門残日録』（1993年）や大河ドラマ『元禄繚乱』（1998年）などで時代考証を担当した歴史学者で江戸東京博物館館長を務めた竹内誠がこの日、呼吸不全のため死去（86歳没）[769]。
- 6日・13日 - 朝日放送テレビ「ドラマL」枠『ステイナイトミステリー』の最終弾及び9月期作品として『不倫をコウカイしてます』を放送（全2話）。出演は塩野瑛久（男劇団 青山表参道X副リーダー）が務める。共演に西銘駿（男劇団 青山表参道X）、長井短、永尾まりや、野呂佳代ら[770][771]。
- 8日 - TBS系で前週1日に最終回を迎えた『私の家政夫ナギサさん』のSPドラマ『私の家政夫ナギサさん 新婚おじキュン!特別編』と題して放送（20時57分 - 22時57分）[772][773]。
- 9日
  - （8日深夜）毎日放送「ドラマイズム」は、この日より、月曜未明0時50分 - 1時20分（日曜深夜）から、水曜未明0時59分 - 1時29分（火曜深夜）へと放送枠が移動。これまで時差ネットだったTBSとの同日ネットに変更される（これによりTBSの遅れ幅は、29分遅れにまで縮まる）[774]。枠移動後最初の作品として、岡田麿里が原作・脚本を手掛け、絵本奈央作画の漫画を実写化した『荒ぶる季節の乙女どもよ。』を放送開始（全8回、 - 10月28日（10月27日深夜））。主人公となる二人、小野寺和紗（おのでら・かずさ）役を山田杏奈が、菅原新菜（すがわら・にいな）役を玉城ティナがそれぞれ務める。共演に横田真悠、畑芽育、田中珠里ら[775]。男性の共演者として井上瑞稀（ジャニーズJr.・HiHi Jets）、前田旺志郎、田川隼嗣、鶴見辰吾、古川雄輝らも出演[776][777]。
  - 【関東広域圏】フジテレビ平日夕方の再放送枠『メディアミックスα』で、2006年10月期の「月9」枠で放送された『のだめカンタービレ』を、6年ぶりに地上波7度目の再放送（全11話、 - 9月23日）[778][779]。
  - NHKはこの日、有料動画配信サービス「NHKオンデマンド」で配信していた『白洲次郎』（2009年）と『龍馬伝』（2010年）のテレビドラマ2本（前者は該当人物主演）について、出演者の不祥事を理由にこの日より配信停止措置を執ったことを発表した[780]。
  - 【福井県・沖縄県】福井放送（FBC、日本テレビ系・テレビ朝日系クロスネット）及び沖縄テレビ放送（OTV、フジテレビ系）の両局はこの日、遅れネットで放送している日本テレビ系土曜ドラマ『未満警察 ミッドナイトランナー』の最終回について、出演者の不祥事を理由に放送を中止することを決定。最終回はFBCが13日の15時から、またOTVが12日の12時から放送する予定だった。両局は最終回の放送については現時点では未定としており、最終回が放送されずに終了する可能性が出ている[781][782]。
- 10日（9日深夜）
  - テレビ東京系
    - 「ドラマホリック!」枠で放送中の『レンタルなんもしない人』は、5月28日（27日深夜）の第8話放送後、コロナの影響で14週（3か月間）を中断していたが、撮影が再開となり、放送延期となっていた第9話をこの日放送。放送再開に合わせ、8月13日（12日深夜）から9月3日（2日深夜）の4週、これまで放送してきた8話分から4話分を厳選（第1話・第3話・第7話・第8話）し、新撮のミニストーリーをプラスした「スペシャル版」で再放送した[783][784]。→6月4日（3日深夜）〜8月6日（5日深夜）も参照
    - 「水ドラ25」枠第2弾作品として、同局でも7期に亘ってアニメ化され、都市伝説をテーマとする紙芝居風のホラーアニメ『闇芝居』を実写ドラマ化した『闇芝居(生)（やみしばい・いき）』と題して放送開始。1回の放送につき、3話のショートストーリーで構成する短編ドラマとなる。監督は井口昇が務め[785][786]、紙芝居屋（ストーリーテラー）の声を、アニメ版から引き続いて津田寛治が務める[787]。
- 10日・17日 - テレビ朝日系「木曜ドラマ」枠『未解決の女 警視庁文書捜査官』（Season2）の「最終章」として、サブタイトル「影の斜塔」（前後編）と題し、2週に亘り放送時間も拡大して放送（10日の第6話は10分拡大の21時 - 22時4分、最終回となる第7話は15分拡大の21時 - 22時9分）。この2回のゲスト共演者として、市原隼人と北乃きいが出演[788][789]。
- 11日 - TBS系「金曜ドラマ」枠にて、横関大の刑事小説『K2 池袋署刑事課 神崎・黒木』を原作とした『キワドい2人 -K2-池袋署刑事課 神崎・黒木』と題してドラマ化（全6話、 - 10月16日）。主人公の人情派で生真面目な新米キャリア刑事・神崎隆一を、同局系の連続ドラマ初出演にして初主演となる山田涼介（Hey! Say! JUMP）が演じる。相棒となる超破天荒なキレ者刑事・黒木賢司役は田中圭が演じる[790][791][792]他、共演にジェシー（SixTONES）、江口のりこ、奥山かずさ、八嶋智人ら[793]。初回は15分拡大（22時 - 23時9分）[794]。
- 12日 - NHK総合「よるドラ」枠にて、桑原亮子作による、外国人留学生と幽霊が織りなすラブコメディードラマ『彼女が成仏できない理由』を放送開始（名古屋局制作、全6回、 - 10月17日）。森崎ウィンと高城れに（ももいろクローバーZ）のダブル主演[795][796][797]。
- 13日
  - NHK大河ドラマ『麒麟がくる』は、8月30日の第22話放送後、台風10号の影響で1週休止し、放送延期となっていた第23話をこの日放送[798]。

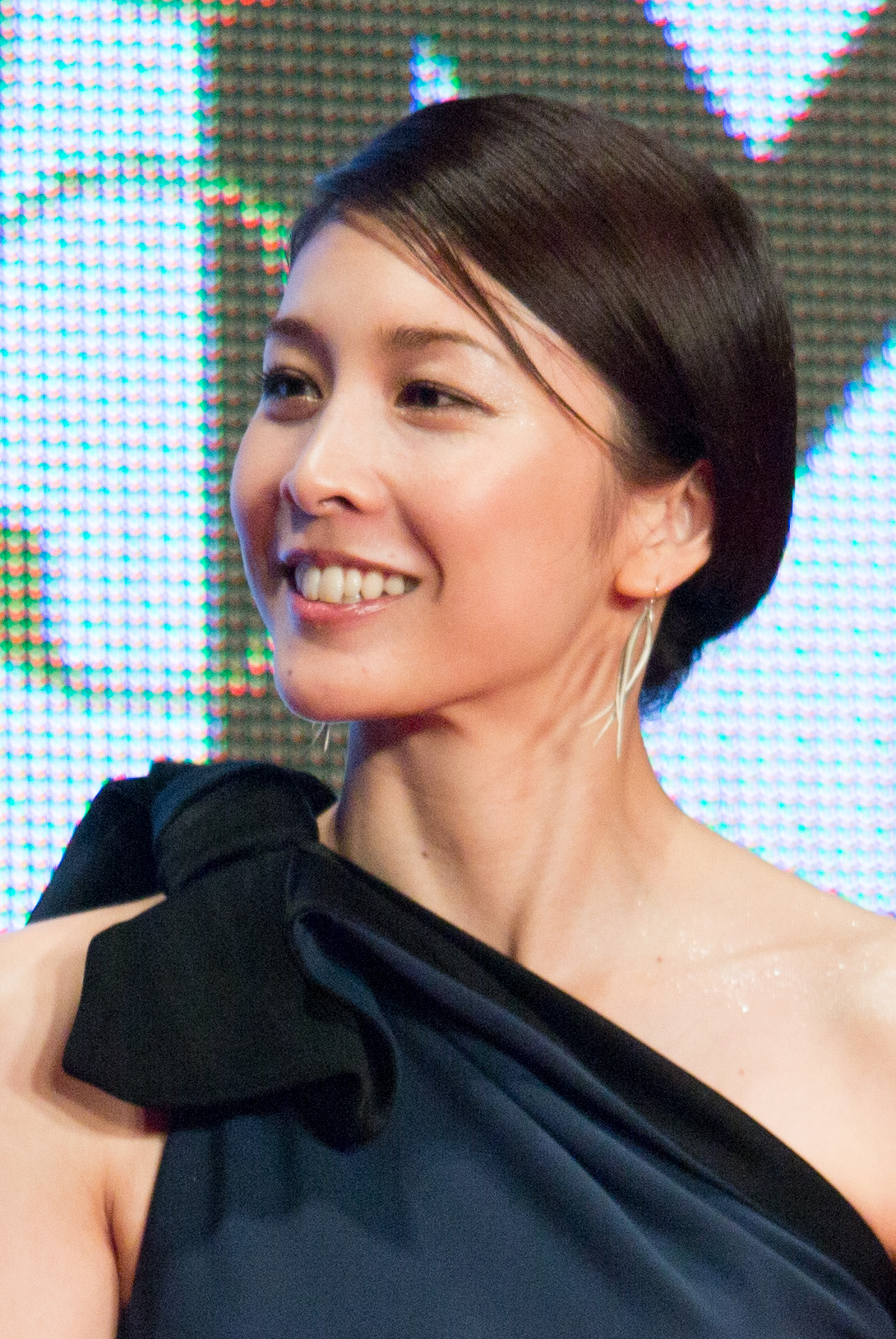
竹内結子死去（9月27日、40歳没。写真は2015年10月撮影）

  - テレビ朝日系「日曜プライム」枠にて、『ドクター彦次郎』の第5弾を放送。主人公の型破りな医師・大藪彦次郎（おおやぶ・ひこじろう）を、これまでの4作に続いて寺島進が務め、共演も戸田恵子、宇梶剛士、鷲尾真知子、ビートきよし、黒谷友香らも続投。ゲスト共演者として矢田亜希子、小堺一機、山下容莉枝らが出演[799][800]。
  - TBS系「日曜劇場」枠『半沢直樹』（第2シリーズ）は、コロナの影響により1週放送を中断したが、放送延期となっていた第8話を放送[801]。
- 14日
  - NHK連続テレビ小説『エール』は、6月26日の第13週・65話放送後、コロナの影響で11週（およそ2か月半）放送中断していたが、6月16日から撮影が再開となり、放送延期となっていた第14週・66話をこの日放送。全話数ならびに最終回の日程や、次作『おちょやん』の開始日などへの影響に関する内容は、後日発表される[802]。これに伴い、6月29日より第1回放送分からの再放送を、土曜日のダイジェスト『エール「第○週」』も休止した上で行ってきたが11日で終了。放送再開に合わせて、12日には『いよいよ来週から!連続テレビ小説「エール」再開SP』と題した特番を、総合テレビでは8時から放送。内容は、主人公夫妻を演じる窪田正孝と二階堂ふみの対談や、本編に登場する楽曲、今後の見どころが放送され、『エール「第○週」』ナビゲーターの「朝ドラおじさん」こと日村勇紀（バナナマン）も出演[803][804][805][806][807][808]。→6月16日、6月29日〜9月11日も参照
  - 【訃報】主演作『W県警の悲劇』（2019年、BSテレ東）など数々のテレビドラマ作品を始め、テレビ・映画・舞台などで活躍した俳優の芦名星がこの日、東京都内の自宅にて亡くなっていたことが所属事務所のホリプロより発表された（36歳没）[809]。
- 15日
  - 関西テレビ制作・フジテレビ系「火9」枠『竜の道 二つの顔の復讐者』は、この日最終回（第8話）を2時間SPとして放送（21時 - 22時48分）[810]。
  - TBS系「火曜ドラマ」枠にて、大島里美のオリジナル脚本にて清貧女子と浪費男子の恋を描く『おカネの切れ目が恋のはじまり』を放送開始（全4話、 - 10月6日）。TBS系ドラマ初主演となる松岡茉優が主役の清貧女子を演じ、金銭感覚にルーズな男を三浦春馬が演じるほか、共演に三浦翔平、北村匠海、草刈正雄、キムラ緑子、南果歩ら[811][812]。更に連続ドラマ初出演となる星蘭ひとみが、三浦春馬演じる金銭感覚にルーズな男の元・彼女役で、1994年前期のNHK連続テレビ小説『ぴあの』でヒロインを務めた純名里沙以来26年ぶりに、現役のタカラジェンヌのまま連続ドラマに出演。初回は15分拡大（22時 - 23時12分）[813]。当初は全8話を予定していたが、先述の通り7月18日に三浦春馬が急逝。代役も検討されたが、話数を半減させ、脚本も変更する形で放送されることになった[814][815][816][817]。
- 17日 - 【賞】「2020年日本民間放送連盟賞」の受賞作品がこの日発表され、テレビドラマ部門では、最優秀賞にはCBCテレビの『スナイパー時村正義の働き方改革』（全3話、3月13日 - 27日放送）が選ばれ[818]、優秀賞は日本テレビ系「土曜ドラマ」で2019年10月期に放送された『俺の話は長い』、BS日テレの『BS笑点ドラマスペシャル 初代 林家木久蔵』（1月11日放送）[819][820]などがそれぞれ選出された[821]。
- 18日（17日深夜） - 毎日放送「ドラマ特区」枠にて、『俺たちはあぶなくない〜クールにさぼる刑事たち』を放送開始（全8回、 - 11月6日（5日深夜））。主演は鈴木伸之（劇団EXILE）と佐野勇斗（M!LK）の二人が務める[822]。共演に三吉彩花、矢野聖人、猪野広樹、井上肇、近江谷太朗ら[823][824]。
- 19日
  - NHK総合「土曜ドラマ」の新作として『天使にリクエストを〜人生最後の願い〜』を放送開始（全5回、 - 10月17日）。脚本は大森寿美男が手掛け、主演は江口洋介で、共演に上白石萌歌、志尊淳、板谷由夏、梶芽衣子、塩見三省、山本學、西郷輝彦、倍賞美津子ら[825]。
  - テレビ朝日系「土曜ナイトドラマ」枠『妖怪シェアハウス』（8月1日 - 、全8話）がこの日最終回（第8話）を迎え、ゲスト共演者として、同ドラマで主題歌「DAITAN!」を歌うmiwaが出演[826]。
  - 【訃報】
    - ロカビリーバンド「スウィング・ウエスト」のボーカルとして1958年にデビュー、その後堀威夫（堀プロダクション創業者）により同プロ第1号歌手としてソロデビューし、「僕は泣いちっち」などをヒットさせて『NHK紅白歌合戦』に4回連続出場、またテレビドラマでは『大学は花ざかり』（1960年、NET〈現・テレビ朝日〉）に主演するなど数多く出演、歌手の俳優進出の草分け的存在としても知られた歌手の守屋浩がこの日、前立腺がんのため静岡県内の施設で死去（81歳没）[827]。
    - 1979年放送のNHK総合『男たちの旅路 車輪の一歩』（脚本：山田太一）で車椅子生活の男性役を演じたことで注目を集め、1994年の日本テレビ系『家なき子』やTBS系『人間・失格〜たとえばぼくが死んだら』、2010年のNHK大河ドラマ『龍馬伝』など、ドラマ・映画で名脇役として活躍した斎藤洋介がこの日死去（69歳没）[828]。斎藤は7月に咽頭がんが見つかり手術及び治療を続けていた[829]。
- 20日
  - テレビ朝日系「日曜プライム」枠にて、伊東四朗・羽田美智子主演のシリーズ2時間ドラマ『おかしな刑事』の第24弾「おかしな刑事 京都スペシャル2」と題し、1月19日に放送した「京都スペシャル」の第2弾を放送。また「5万回斬られた男」として知られる福本清三が本人役で登場した[830][831]。
  - TBS系「日曜劇場」枠『半沢直樹』（第2シリーズ）は、この日第9話を15分拡大して放送（21時 - 22時9分）[832]。
  - 【訃報】1959年にロカビリー歌手としてデビューし「ツイストNo.1」などのヒット曲を世に送り出すなど「ツイスト男」の異名で一世を風靡し、1962年に俳優に転向。俳優としては1974年のTBS系『夜明けの刑事』（大映テレビ制作）の黒田俊夫刑事役で人気を博すなど数多くの作品に出演した歌手・俳優の藤木孝（旧芸名：藤木敬士）がこの日未明、東京都内の自宅で亡くなっているところを発見された（80歳没）[833][834]。
- 21日 - フジテレビ系「月9」枠『SUITS/スーツ2』は、この日第11話を放送。2018年10月期に放送した前作Season1で、検事の藤嶋春香（ふじしま・はるか）を演じた上白石萌音が同役で再登場し、この回からレギュラー出演[835]。更にゲスト共演者として、「月9」枠初出演となる伊藤健太郎が、「幸村・上杉法律事務所」の最重要クライアントであるコンサルティング会社社長の息子役として登場[836]。
- 22日
  - テレビ大阪制作・テレビ東京系で、『旅ドラマスペシャル それでも私は旅がしたい。〜今だからこその旅スタイル〜』を放送（12時 - 12時55分）。主人公は萩原聖人、片桐仁、八木アリサの3人がそれぞれ演じ、三者三様の事情や理由から、コロナ禍で一人旅をする姿をオムニバス形式で描いた[837][838][839][840]。
  - BS朝日（2K・4K）にて、2017年から4年連続で海老沢泰久の短編小説を原作に、水谷豊扮する隠居した旗本が悪を成敗する『無用庵隠居修行4』を放送（20時 - 21時54分）。これまでの前3作と同様、共演者として岸部一徳と檀れいも出演した[841]。
  - 関西テレビ制作・フジテレビ系「火9」枠にて、集英社の漫画雑誌「グランドジャンプ」で連載していた大沢俊太郎の漫画『DIVER-組対潜入班-』を原作としてドラマ化した『DIVER-特殊潜入班-』を放送開始（全5回、 - 10月20日）。主人公の黒沢兵悟（くろさわ・ひょうご）役を福士蒼汰が務める[842][843]。また昨年5月からニューヨークに語学留学していた野村周平の復帰第1作となる[844]。その他の共演者としてりょう、安藤政信、片瀬那奈、浜野謙太、正名僕蔵、中山義紘ら[845]。初回は15分拡大（21時 - 22時9分）[846]。
- 24日
  - テレビ朝日系では、この日の20時 - 21時48分枠で、高橋克典主演のシリーズドラマ『庶務行員・多加賀主水』の第5弾を放送。今回のゲスト共演者として三吉彩花が登場。三吉にとって高橋との共演は、2007年10月期に「金9」枠で放送した『オトコの子育て』（朝日放送テレビとの共同制作）以来、13年振り[847][848]。
  - 【訃報】日本の創作ミュージカルの草分け的存在で、1966年に放送されたテレビドラマ『若者たち』（フジテレビ）では、ザ・ブロードサイド・フォーが歌唱した同名主題歌の作詞を手掛けたことで知られた劇作家・作詞家の藤田敏雄がこの日、東京都内の病院で心不全のため死去（92歳没）[849]。

- 27日
  - テレビ朝日系「日曜プライム」枠最終作品として、朝日放送テレビ制作、高島礼子主演のシリーズ2時間ドラマ『逆転報道の女』の最終弾（第6弾）で、2019年12月に関西ローカルで放送した「逆転報道の女 FINAL」を全国放送[850]。同作の放送で、「日曜プライム」（2018年4月8日 - ）は、2年半の歴史に幕。
  - TBS系「日曜劇場」枠『半沢直樹』（第2シリーズ）（7月19日 - 、全10話[注 48]）は、この日最終回（第10話）を15分拡大して放送（21時 - 22時9分）[851]。
  - NHK BSプレミアム「プレミアムドラマ」枠で、白石一文の小説を原作とする『一億円のさようなら』を放送開始（全8回、 - 11月15日）。脚本は渡邉真子、脚本監修は岡田惠和が担当。主演は上川隆也で、共演に松村北斗（SixTONES）、安田成美ら[852]。
  - 【訃報】
    - NHK連続テレビ小説『あすか』（1999年）や『ランチの女王』（フジテレビ、2002年）を始め、数々のテレビドラマに出演するなど幅広いジャンルで活躍した女優の竹内結子がこの日未明、東京都内の自宅で亡くなっているところを発見された（40歳没）[853]。
    - オーソン・ウェルズ、ドナルド・プレザンスなどが出演した外国映画のアテレコや『魔法使いサリー』（1966年、第1シリーズ、東映動画・NET）の大魔王役、『ドラえもん』（1973年、日本テレビ）の初代ドラえもん役など数多くのテレビアニメや洋画の吹き替えを担当、1960年代には『七人の刑事』（東京放送）、『快傑黒頭巾 』（フジテレビ）などに俳優として出演経験がある声優・ナレーターの富田耕生がこの日、脳卒中のため東京都内の自宅で死去（84歳没）。死去は10月1日に判明した[854][855]。
- 29日 - 【特撮】NHK BS4Kにて、1967年 - 1968年に円谷プロ制作・TBS系で放映された『ウルトラシリーズ』第3作『ウルトラセブン』の4KHDRリマスター版をこの日より毎週火曜23時15分 - 24時10分（翌0時10分）枠で毎回2話分として放送開始。なお、4K『ウルトラセブン』放送開始に先立ち、5日にBS4Kで『4Kで進化するウルトラセブン』と題する事前特番を19時 - 19時43分枠で放送（13日にBSプレミアムでも放送〈11時17分 - 12時〉）[856][857]。
- 30日
  - テレビ朝日系水曜21時枠『刑事7人（第6シーズン）』（8月5日 - 、全9話）は、この日最終回（第9話）を15分拡大して放送（21時 - 22時9分）[858]。
  - 日本テレビ系「水曜ドラマ」枠『私たちはどうかしている』（8月12日 - 、全8話）は、この日最終回（第8話）を2時間SPとして放送（21時 - 22時54分）[859]。

### 10月
- 1日
  - 【朝ドラ】NHK『エール』はこの日、第79話を放送。先述の通り3月に急逝し、小山田耕三役で出演していた志村けんの生前最後の出演シーンが流れたことを、番組公式ツイッターで明かした[860][861][862][863]。
  - テレビ朝日系で、この日の20時 - 21時48分枠で、スペシャルドラマ『刑事アフター5』（テレビ朝日/松竹制作）を放送。本作は歌舞伎役者の5代目・尾上菊之助がテレビドラマ初主演でタンゴを踊る刑事に扮して事件解決を果たす作品で森ハヤシのオリジナル脚本を本橋圭太の演出により描く[864][865]。共演に玉城ティナ、加藤諒、阿部進之介、藤本隆宏、伊武雅刀、星野真里、深尾あむ、北乃きい、パパイヤ鈴木、賀集利樹、おのののか、りんごちゃんら[866]。
  - フジテレビ系で、この日の21時 - 22時48分枠でスペシャルドラマ『3人のシングルマザー〜すてきな人生逆転物語〜』を放送。人生の苦境から逆転した3人のシングルマザーの実話をベースに描くドラマで、難病の高校球児を持つ母を描く「おかんのために」（主演：長谷川京子）、息子2人を東京大学に合格させる母を描く「東大とグリーンカレー」（主演：木村多江）、年商1億円のヒット商品を生み出した母を描く「夢をかなえる手帳」（主演：貫地谷しほり）の3話オムバニス形式での放映となる[867]。
- 3日（いずれも2日深夜） - テレビ東京系
  - 「ドラマ24」枠10月期および同枠60作品目[注 49]として、山里亮太（南海キャンディーズ）が、実在する人気女優やアイドル、モデルたちのイメージから創作し、自身初の同名短編小説を原作とする『あのコの夢を見たんです。』を放送開始（ - 12月19日（18日深夜））。主演の山里亮太役を、民放ドラマ初主演となる仲野太賀が務める[868][869][870]。共演に中条あやみ、芳根京子、森七菜、飯豊まりえ、大原櫻子、山本舞香、大友花恋、白石聖、鞘師里保、池田エライザが本人役で登場。中条・鞘師は同局系のドラマに初出演[871]。
  - 「ドラマ25」枠10月期作品として、『歴史迷宮からの脱出〜リアル脱出ゲーム×テレビ東京〜』を放送開始（全6話、 - 11月7日(6日深夜)）。リアル脱出ゲームとのコラボによる謎解きや、放送中にニュースアプリ「SmartNews」で回答を入力して順位を競い合う視聴者参加型要素がある。主演は地上波ドラマ初主演となる福本莉子[872][873]。
- 3日・4日・10日・11日 - 【時代劇・BS】BSフジ（2K・4K）にて「BSフジ開局20周年特別番組」として、藤沢周平の小説を原作とする時代劇『三屋清左衛門残日録』（BSフジ・東映制作）4作品を連続放送（3・10日：19時 - 20時55分、4・11日：18時 - 19時55分）。主演は4作とも北大路欣也[874]。
- 4日
  - テレビ朝日系にて、『ドクターX〜外科医・大門未知子〜』（米倉涼子主演）のスピンオフ作品『ドクターY〜外科医・加地秀樹〜』の第5弾が、前回に続いて、この日の21時 - 22時55分枠での2時間SPで放送。主演は引き続き、『ドクターX』にも加地秀樹役で出演している勝村政信が務めた。ゲスト共演者として『ドクターX』の主役である大門未知子を演じる米倉[875]と城之内博美役として出演している内田有紀が登場[876][877]、更に佐藤隆太と桜庭ななみも出演した[878]。
  - フジテレビ系で、1993年に埼玉県で実際に発生した殺人事件を元にした実録ドラマ『実録ドラマ 3つの取調室〜埼玉愛犬家連続殺人事件〜』を放送（20時 - 22時9分）。事件の真相を追う女性刑事役で水野美紀が主演を務め[879]、容疑者となり後に死刑判決を受ける夫婦役に鶴見辰吾と内山理名が出演した[880]。
  - 朝日放送テレビ「ドラマL」枠10月期作品として、夕希実久のLINEコミックを原作とした『マリーミー!』を放送開始（全10回、 - 12月6日）。本作では脚本を阿相クミコが、監督（演出）は本田隆一と酒見顕守がそれぞれ務め、10代のカリスマファッションモデル・久間田琳加がテレビドラマ初出演にして主演、相手役には瀬戸利樹を起用[881][882][883][884][885]。久保田・瀬戸以外の共演者として柾木玲弥、佐藤晴美、温水洋一ら[886]。
  - 【訃報】フジテレビ系「花王ファミリースペシャル」『夢は世界のデザイナー ケンゾー・ジュンコの青春物語〜石ころたちの出発〜（前後編）』（1993年10月31日・11月7日放送、関西テレビ制作）にて石田純一主演でその生涯が描かれた世界的ファッションデザイナーの高田賢三がこの日、 フランス・パリ郊外の病院で新型コロナウイルス感染症による合併症のため死去（81歳没）[887]。
- 5日 - 【朝ドラ・BS】BS12 トゥエルビの月曜19時 - 21時枠にて、2001年度前期作品（通算第64作）『ちゅらさん』（岡田惠和作、国仲涼子主演、全156話）をこの日より再放送開始（ - 2021年3月29日）[888]。
- 6日 - TBS系「火曜ドラマ」枠『おカネの切れ目が恋のはじまり』（9月15日 - 、全4話）は、この日最終回（第4話）を15分拡大して放送（22時 - 23時12分）[889]。
- 7日
  - 日本テレビ系で、2017年1月期の「水曜ドラマ」枠で放送され話題を呼んだ『東京タラレバ娘』（原作：東村アキコ）が、スペシャルドラマ『東京タラレバ娘2020』として、この日の21時 - 22時54分枠で放送。本作でも連続ドラマ版と同様に吉高由里子が主演、榮倉奈々と大島優子が親友役で出演[890]。また、坂口健太郎、鈴木亮平、田中圭、平岡祐太らも連続ドラマ版から引き続き出演したほか[891][892][893]、更なる追加共演者として、松下洸平が吉高演じる主人公の恋人役、渡辺大知が榮倉の夫役でそれぞれ出演[894][895]。
  - 【訃報】日本を代表するヒットメーカーとして出世作の「バラ色の雲」（1967年、ヴィレッジ・シンガーズ）を始めとする数々のヒット曲を世に送り出し、テレビドラマ主題歌では『ゆうひが丘の総理大臣』（1978年、日本テレビ系）の「時代遅れの恋人たち」（歌唱：中村雅俊）や『毎度おさわがせします』（1985年、TBS系）の「Romanticが止まらない」（歌唱：C-C-B）、『パパはニュースキャスター』（1987年、同）の「Oneway Generation」（歌唱：本田美奈子（2005年没））、『教師びんびん物語』（1988年、フジテレビ系）の「抱きしめてTONIGHT」（歌唱：田原俊彦）などを手掛け、日本の音楽界に大きな足跡を残した作曲・編曲家の筒美京平（本名：渡辺榮吉）がこの日、誤嚥性肺炎のため死去（80歳没）[896]。
- 8日（7日深夜）
  - テレビ東京系
    - 「ドラマホリック!」枠10月期作品として、和泉かねよしの同名漫画を原作とした『メンズ校』を放送開始（ - 12月24日（23日深夜））。関西ジャニーズJr.内の7人組ユニット“なにわ男子”が主演を務める[897]。同作は7月期作品として放送予定だった[898]が、1クール（3か月）延期された[899]。
    - 水曜ミニドラマ第2弾として、同名の児童書を実写化したミニドラマ『ざんねんないきもの事典』を放送開始（全24回、 - 2021年3月25日（24日深夜））。出演者は竹中直人、三宅弘城、磯村勇斗ら[900]。
    - 「ドラマパラビ」10月期作品として、シバタヒカリの漫画を原作とした『だから私はメイクする』を放送開始（ - 12月24日（23日深夜））。主役のカリスマ美容家役を演じるのは1996年以来の俳優業復帰となる神崎恵。共演に志田彩良、吉田朱里ら[901]。

  - 【神奈川県】テレビ神奈川にて『ハンサムセンキョ』を放送開始。主演を本作がドラマ初主演となる武子直輝が務める。共演に一ノ瀬竜、稲垣成弥、武藤賢人ら[902]。
- 9日
  - （8日深夜）
    - 【関東広域圏】日本テレビにて、毎週0時59分 - 1時29分枠で『マネキン・ナイト・フィーバー』を放送開始（全6回、 - 11月13日(12日深夜)）。主演は、今作がドラマ初主演となるFANTASTICS from EXILE TRIBEのメンバー8人全員で務め、午前0時になると突如、人間になって動き出すというマネキン人形役を演じる。共演に、物語の鍵を握る謎の美女役で水野美紀が出演[903][904]。
    - テレビ東京系「木ドラ25」枠10月期作品として、豊田悠による同名漫画を原作とし、「全国書店員が選んだおすすめBLコミック2019」第1位にも輝いた『30歳まで童貞だと魔法使いになれるらしい』を放送開始（ - 12月25日（24日深夜））。主人公の安達清役を、連続ドラマ単独初主演となる赤楚衛二が務め、安達に想いを寄せるエリートイケメン・黒沢優一役を町田啓太（劇団EXILE）が演じる[905][906]。

  - NHK総合「ドラマ10」10月期作品として『タリオ 復讐代行の2人』を放送開始（全7回、 - 11月20日）。同作は浜辺美波が元弁護士、岡田将生が詐欺師役でダブル主演を務める[907][908]。
  - テレビ朝日開局60周年記念として、同局と アメリカ合衆国20世紀FOXがタッグを組み、世界的ヒットドラマ『24 -TWENTY FOUR-』の日本リメイク版『24 JAPAN』を連続ドラマとして、「金曜ナイトドラマ」枠で放送開始（全24回、 - 2021年3月26日）。同作はインターネットテレビ局AbemaTVや、動画配信サービス「ビデオパス」とも連携して展開される[909]。日本版では主演を唐沢寿明が務める[910]。共演者として仲間由紀恵が、日本初の女性総理候補として出演する他[911][912]、唐沢演じる主人公の家族として、妻を木村多江、娘を桜田ひよりが、仲間演じる日本初の女性総理候補の家族として、夫を筒井道隆、息子を今井悠貴、娘を森マリアが演じる[913][914][915]。
- 10日 - 日本テレビ系「土曜ドラマ」枠10月期作品として、遊川和彦のオリジナル脚本によるヒューマンドラマ『35歳の少女』を、柴咲コウの主演で放送開始（全10回、 - 12月12日）[916]。共演に坂口健太郎、橋本愛、竜星涼、田中哲司、富田靖子ら[917][918][919][920]。
- 11日
  - 日本テレビ系「日曜ドラマ」枠10月期作品として、おおのこうすけの漫画を原作とするヤクザを主人公としたドラマ『極主夫道』（読売テレビ制作）を、玉木宏の主演で放送開始（ - 12月13日）[921][922][923]。また玉木扮する主役の妻役には川口春奈が起用される[924]。なお、読売テレビの制作となるのは1月期の『シロでもクロでもない世界で、パンダは笑う。』から半年ぶり2作目となる[925][926]。
  - TBS系
    - この日の14時 - 14時54分枠で、スペシャルドラマ『書類を男にしただけで』を放送（一部地域を除く）。セクハラ上司を背負い投げしたことで、前職をクビとなり、転職活動中に履歴書の性別を間違えたことで、男性として採用試験を突破し、女性であることを隠しながら、大企業にエリートとして入社することになった主人公を、同局系ドラマ初主演となる小芝風花が演じる[927][928][929][930]。共演に竜星涼、水沢エレナ、奥野壮、高橋メアリージュン、デビット伊東、友近ら[931][932]。
    - 「日曜劇場」枠10月期作品として、東野圭吾の同名ミステリー作品を原作とする『危険なビーナス』を放送開始（全10回、 - 12月13日）。主演は妻夫木聡が務め、2004年4月期の『オレンジデイズ』（柴咲コウとのダブル主演）以来、16年半振りに同枠での主演を務める[933][934][935]。共演に吉高由里子、ディーン・フジオカ、染谷将太、中村アン、小日向文世、戸田恵子、麻生祐未、斉藤由貴、坂井真紀、安蘭けい、田口浩正、堀田真由、福田麻貴（3時のヒロイン）ら[936][937][938][939][940][941][942][943]。初回は25分拡大（21時 - 22時19分）[944]。
- 12日
  - 【東京都】TOKYO MXが開局25周年の節目となる同月、月曜22時枠に『ドラムマニア!』枠を新設。その第1弾作品として、アキヤマ香の同名漫画を原作とする『片恋グルメ日記』を放送開始（全10回、 - 12月14日）。主人公の女性編集部員・所まどか（通称:コロ）役を本仮屋ユイカが務め、共演に、コロが憧れる男性営業部員・八角直哉役で平岡祐太が出演[945][946]。
  - 【訃報】1964年にデビューし、『おれは男だ!』（1971年、松竹制作、「沖正夫」名義）や『俺たちの旅』（1975年、ユニオン映画制作）など、日本テレビ系の青春ドラマに数多く出演し、テレビ朝日系『暴れん坊将軍』（東映制作）などのテレビドラマや映画にも出演するなど、名バイプレイヤーとして活躍した俳優の森川正太（本名：新井和夫）がこの日朝、胃がんのため東京都内の自宅で死去（67歳没）。森川は体調不良のため病院で診察を受けた際、胃がんが発見され、すでに転移していた[947]。
- 13日（12日深夜） - 【BS】BSテレ東（2K・4K）火曜未明（月曜深夜）0時 - 0時30分枠で、まちた原作の同名漫画をドラマ化した『ハルとアオのお弁当箱』を放送開始。主人公となる二人、服や化粧よりもゲームやアニメのためにお金と時間を使いたいオタク女子・ハルこと木野春葉役を、連続ドラマ初主演となる吉谷彩子が、ジェンダーレス男子のアオこと佐藤蒼役を井之脇海がそれぞれ演じる[948][949]。
- 14日
  - 日本テレビ系「水曜ドラマ」枠10月期作品として、オリジナル脚本による恋愛ドラマ『#リモラブ 〜普通の恋は邪道〜』を放送開始（全10回 - 12月23日）。主演を同局系での主演作は、2018年7月期に「土曜ドラマ」枠で放送した『サバイバル・ウェディング』以来2年ぶりとなる波瑠が務め、ドSで完璧主義者の産業医を演じる[950][951]。共演に松下洸平、間宮祥太朗、髙橋優斗（HiHi Jets・ジャニーズJr）、渡辺大、及川光博、川栄李奈、福地桃子、江口のりこら[952][953]。
  - テレビ朝日系水曜21時枠で、水谷豊主演の人気シリーズドラマ『相棒 season19』を放送開始（2クール放送・全20回、 - 2021年3月17日）。水谷の相棒役を務める反町隆史はもちろん、新レギュラーとして森口瑤子が加入。さらに石坂浩二、杉本哲太、仲間由紀恵らも前作から引き続き出演。初回は、放送時間を30分拡大したスペシャル版として放送（21時 - 22時24分）。初回のメインゲスト共演者として、石丸幹二が出演[954][955][956]。
- 15日
  - テレビ朝日系で、かつて藤田まこと（2010年没）主演で1988年 - 2009年まで放送された人気刑事ドラマ『はぐれ刑事純情派』のリメイク版『はぐれ刑事三世』を放送（20時 - 21時48分）。主役の「安浦刑事」ならぬ「浦安刑事」を、同局系ドラマ初主演となる原田泰造（ネプチューン）が演じる[957][958]。共演に内田理央、立川談春ら[959]。
  - フジテレビ系「木曜劇場」10月期作品として、2019年7月期に同枠で放送され好評を博した、横関大の小説を原作とするラブコメディ『ルパンの娘』の第2シリーズを放送開始（ - 12月10日）。主演は前作に引き続き、深田恭子が務め、共演の瀬戸康史、小沢真珠、どんぐり、麿赤兒らも続投する[960][961][962][963][964]。今シリーズの新たな出演者として、橋本環奈が登場[965]。初回は15分拡大（22時 - 23時9分）[966]。なお、15日付の朝日新聞テレビ欄の番組表にて、特殊演出による広告を掲載している[967]。
- 17日
  - フジテレビ系 
    - 東海テレビ制作「オトナの土ドラ」枠で、『さくらの親子丼』（第3シリーズ）を放送開始（全10回、- 12月19日）。主演の九十九さくら役を、前2作から引き続き真矢ミキが務める。共演に新川優愛、山崎静代（南海キャンディーズ）ら。更に前作・第2シリーズより登場した弁護士・三谷桃子役で名取裕子が続投[968][969]。
    - 【イベント】東京・台場のフジテレビ本社ビル5階ギャラリーにて、同局系「木曜劇場」枠で平成期に放送した119作品の番宣ポスターを展示する特別展「フジテレビ平成木10ドラマ大ポスター展」をこの日から開催（ - 2021年3月予定、入場無料）[970]。

  - 【訃報】2005年にNHK総合「金曜時代劇」で放送された『秘太刀 馬の骨』（原作：藤沢周平）で劇伴音楽・演奏を担当し、また 1994年10月期にフジテレビ系「木曜劇場」枠で山口智子主演で放送された『29歳のクリスマス』にも出演したジャズトランペット奏者の近藤等則がこの日の夜死去（71歳没）。訃報は翌18日に公式サイトで公表された[971][972]。
- 18日
  - TBS系「日曜劇場」枠『危険なビーナス』は、この日第2話を15分拡大して放送（21時 - 22時9分）[973]。
  - 【BS】WOWOW「連続ドラマW」10月期作品として中山七里の小説をドラマ化した『セイレーンの懺悔』をこの日より放送開始（全4回、 - 11月8日）。本作は篠﨑絵里子が脚本、中前勇児と村上正典が監督（演出）を担当、主演は新木優子が務める[974]。
- 19日 - フジテレビ系「月9」枠『SUITS/スーツ2』（4月13日 - 、全15話[注 50]）は、この日最終回（第15話）を放送[975]。
- 20日
  - （19日深夜）日本テレビ系「シンドラ」枠第13弾作品として、万城目学原作の同名漫画を実写化した『バベル九朔』を菊池風磨（Sexy Zone）主演で放送開始。菊池が連続ドラマで主演を務めるのは2017年に同枠で放送された『吾輩の部屋である』以来3年ぶり[976]。
  - TBS系「火曜ドラマ」枠10月期作品として、神森万里江のオリジナル脚本による連続ドラマ『この恋あたためますか』を放送開始（全10回、 - 12月22日）[889]。コンビニエンスストアを舞台にアルバイト店員とフランチャイズチェーン社長の恋物語を描く。本作ではテレビドラマ初主演となる森七菜が店員を、中村倫也が社長を演じる[977][978]。初回は15分拡大（22時 - 23時12分）[979]。
  - 【訃報】松竹専属の脚本家を経て、TBS系「ナショナル劇場」枠で放送された『水戸黄門』や『大岡越前』（いずれもC.A.L制作）などテレビドラマ・映画の脚本を数多く手掛け、日本シナリオ作家協会理事も務めた、脚本家の芦沢俊郎がこの日、肺梗塞のため死去（90歳没）[980]。
- 21日 - テレビ朝日系水曜21時枠『相棒 season19』は、この日第2話を15分拡大して放送（21時 - 22時9分）[981]。
- 22日
  - （21日深夜）日本テレビ木曜未明（水曜深夜）枠にて、吉本興業所属のお笑いコンビ・シソンヌのじろうが脚本を手掛けるワンシチュエーションコメディの第2作となる『ただいま!小山内三兄弟』を放送開始（ - 11月26日（25日深夜））。黒羽麻璃央、鳥越裕貴、眞嶋秀斗のトリプル主演はもちろんの事、じろうも三兄弟の父親役で出演する。本作は同局系の静岡第一テレビ（Daiichi-TV、SDT）へも同時ネット[982]。
  - 【賞】「第36回ATP賞テレビグランプリ」（全日本テレビ番組製作者連盟主催）[983]の授賞式が行われ、ドラマ部門ではテレビ東京系「ドラマ24」1月期放送の『コタキ兄弟と四苦八苦』が最優秀賞を受賞[984]、優秀賞はWOWOWプライム『連続ドラマW 坂の途中の家』、NHK『完本 怪談牡丹燈籠』『ドラマ10 これは経費で落ちません!』の3作品が選ばれた。また特別賞は、NHK連続テレビ小説『エール』に小山田耕三役（前述）で出演していた志村けんに贈られた[985]。
  - テレビ朝日系
    - 「木曜ミステリー」枠10月期作品として、沢口靖子主演のシリーズドラマ『科捜研の女』（Season20）を放送開始（ - 12月17日）[986]。共演もこれまで通り内藤剛志、若村麻由美、風間トオル、金田明夫、斉藤暁、渡部秀、山本ひかる、西田健、石井一彰らも続投。今作放送により、現行のテレビドラマでは、最多長寿シリーズ記録が更新されることになる上[987][988]、内藤・金田は、2019年4月期より通年放送された前シリーズ、および4・7月期の『警視庁・捜査一課長2020』から引き続いて、同枠に出演。
    - 「木曜ドラマ」枠10月期作品として、中園ミホ脚本の『七人の秘書』を放送開始（全8回、 - 12月10日）。初回は20分拡大SPで放送（21時 - 22時14分）[989][990][991]。主演は同局系連続ドラマ初主演となる木村文乃が務める。共演およびメインキャストとして広瀬アリス、菜々緒、大島優子、室井滋、江口洋介に加え[992][993]、シム・ウンギョンが、日本の連続ドラマに初出演[994]。
- 23日
  - TBS系「金曜ドラマ」枠10月期作品として、柴門ふみの漫画を原作とする恋愛ドラマ『恋する母たち』を放送開始（全9回、 - 12月18日）[995]。脚本は大石静が手掛け、主演は木村佳乃が務める。共演に吉田羊、仲里依紗ら[996][997]。初回は15分拡大（22時 - 23時9分）[998]。
  - テレビ東京系「金曜8時のドラマ」枠10月期作品として、2019年1月期に同枠で放送し、7月27日には「月曜プレミア8」で単発SPも放送した『記憶捜査〜新宿東署事件ファイル〜』の続編となる『記憶捜査2〜新宿東署事件ファイル〜』と題して放送開始（全7回、 - 12月4日）。主演は前作および単発SPから引き続き北大路欣也が務める。共演も前作・単発SPから引き続き風間俊介、上白石萌音、内田朝陽、松本大志、石黒賢、余貴美子らも続投。今作からの新たな出演者として平岡祐太が登場。初回は2時間SP（20時 - 21時48分）[999]。
  - 【時代劇・BS】NHK BSプレミアム（BS4K）「BS時代劇」枠にて、山本周五郎の短編時代小説『赤ひげ診療譚』を原作とし、2017年と2019年の2度、同枠で放送された、船越英一郎が主演を務める『赤ひげ』シリーズ第3弾となる『赤ひげ3』を放送開始（全7回、 - 12月4日）。共演に中村蒼、優希美青、前田公輝、鈴木康介、山野海、久保田磨希、真凛、山崎裕太、奈緒ら[1000][1001]。
- 25日
  - （24日深夜）
    - 【朝ドラ】NHK総合でこの日2時35分 - 3時50分枠にて、『エール』の第18週「戦場の歌」（第86話 - 第90話に相当）を一挙再放送。この第18週「戦場の歌」では、インパール作戦といった戦争を生々しく描写した内容になっており、戦争の悲惨さを伝え、またそれが大きな反響を呼んだことも受け、通常の再放送とは違った異例の編成が取られることにもなった[1002][1003]。
    - 【BS・大阪府】BSテレ東（2K・4K）・テレビ大阪「真夜中ドラマ」枠にて、市川ヒロシ作の漫画を原作とする『どんぶり委員長』を放送開始。主演は伊原六花で、共演に小西詠斗ら。脚本は池田テツヒロが手掛ける[1004]。

  - テレビ東京系で、久住昌之原作、松重豊主演の人気シリーズドラマ『孤独のグルメ』の子供版とも言える作品で、同じ久住原作で電子書籍レンタルサイトで連載中の『こどものグルメ』をテレビドラマ化して放送（16時 - 16時55分）。主人公の小学4年生・蓬野杏（よもぎの・あん）役を石井心咲が演じる他、千葉新、和田聰宏、遊井亮子らが出演した[1005][1006]。
  - 【近畿広域圏】朝日放送テレビでは、日曜23時55分 - 翌月曜0時25分枠に『ドラマ+（ドラマプラス）』枠を新設。同枠10月期ならびに第1弾作品として、橘えいこの同名電子コミックを原作とした『僕らは恋がヘタすぎる』を放送開始（全7話、 - 12月7日(6日深夜)）。主演を川島海荷と白洲迅が務める[1007][1008][1009]。
- 26日
  - テレビ東京系月曜22時枠で、『ドラマプレミア10』を新設[1010][1011][1012]。その第1弾および同枠10月期作品として、作詞家・秋元康が企画・原作、中井貴一と鈴木京香がダブル主演を務める連続ドラマ『共演NG』を放送開始（全7回、 - 12月7日）[1013]。初回は5分拡大（22時 - 22時59分）[1014]。またビールの競合会社同士となるサントリーとキリンビールが提供クレジットに名を連ねたことでも話題になった[1015]。
  - 【特番】フジテレビ系にてこの日21時より、今秋のFNS期首特番として、同局系ドラマのお宝映像を一挙公開する『FNSドラマ対抗 お宝映像アワード』を放送。司会は設楽統（バナナマン）、進行は永島優美（フジテレビアナウンサー）がそれぞれ務め、10月期ドラマの出演者らがゲストとして出演したほか、高橋英樹（俳優）、日村勇紀（バナナマン）らが審査員として出演した[1016]。
- 27日
  - 【朝ドラ】NHK『エール』はこの日、第97話を放送。同作品で語り・ナレーションを務める津田健次郎が、戦後闇市の近くですさんだ生活を送る佐藤久志（山崎育三郎）のマージャン仲間の一人・犬井役として顔出し出演した[1017]。
  - 関西テレビ制作・フジテレビ系「火9」枠で、岡田惠和オリジナル脚本によるラブ&ホームコメディー『姉ちゃんの恋人』を有村架純の主演により放送開始（全9回、 - 12月22日）[1018][1019][1020][1021]。有村の相手役として林遣都が出演する[1022]。
  - 【叙勲】TBS系東芝日曜劇場で1964年に放送された『愛と死をみつめて』を皮切りに、1983年度NHK連続テレビ小説『おしん』、1981年放送のNHK大河ドラマ『おんな太閤記』、TBS系『渡る世間は鬼ばかり』シリーズなど、テレビドラマの分野で数々のヒット作品を世に送り出した脚本家の橋田壽賀子に対してこの日、日本政府より令和2年度文化勲章が専業脚本家として初めて授与されることが発表された[1023]。
- 29日
  - 【配信・不祥事】NHKはこの日、有料動画配信サービス「NHKオンデマンド」で配信していた『アシガール』シリーズと連続テレビ小説『スカーレット』の各ドラマについて、出演者の不祥事を理由にこの日より配信停止措置を執ったことを発表した[1024][1025]。→12月も参照
  - 【賞】「国際ドラマフェスティバル in TOKYO」は、この日、『東京ドラマアウォード2020』の受賞作品を発表。今年度の連続ドラマ部門は2019年NHK大河ドラマ『いだてん〜東京オリムピック噺〜』をグランプリに、『これは経費で落ちません!』（NHK）、『あなたの番です』（日本テレビ）など6作を優秀賞にそれぞれ選出。単発ドラマ部門は『教場』（フジテレビ）をグランプリに、『スイッチ』（テレビ朝日）など4作を優秀賞にそれぞれ選出。他にも海外ドラマ部門賞やローカル・ドラマ賞などが決定された[1026]。
- 30日 -【福島県】福島中央テレビ（中テレ[注 51]、日本テレビ系）開局50周年を記念したSPドラマ『浜の朝日の嘘つきどもと』を、18時50分 - 19時56分枠で放送[1027]。主演を竹原ピストルと高畑充希が務めた[1028][1029]。
- 31日
  - NHK総合「よるドラ」枠にて、ミステリー作家・木元哉多のシリーズ小説を原作とする『閻魔堂沙羅の推理奇譚（えんまどうさらのすいりきたん）』を放送開始（大阪局制作[432][1030]、全8回、 - 12月19日）。死者を天国に送るか、地獄に送るのかを決める主人公の“あの世の裁判官”こと、閻魔堂の主・沙羅役を中条あやみが演じる[1031][1032][1033][1034]。
  - テレビ朝日系「土曜ナイトドラマ」枠は、この日より放送枠が23時 - 23時30分に移動し、放送時間も50分から30分へと短縮。同枠10月期および枠移動後最初の作品として、鈴木おさむのオリジナル脚本による学園ドラマ『先生を消す方程式。』を放送開始（全8回、 - 12月19日）。主人公で、クラスの生徒から命を狙われる進学校の教師・義澤経男（よしざわ・つねお）を、田中圭が演じる[1035][1036][1037][1038]。共演に山田裕貴が、田中演じる義澤の受け持つクラスの副担任・頼田朝日（よりた・あさひ）役で[1039]、生徒役の中心的メンバーとして高橋文哉、久保田紗友、森田想、高橋侃らも出演[1040]。
  - フジテレビ系「土曜プレミアム」枠にてこの日、年1回放送の恐怖オムニバスドラマの最新作『ほんとにあった怖い話 2020特別編』を放送。ドラマの顔である”ほん怖クラブ”リーダー（ストーリーテラー）は稲垣吾郎は勿論の事、今回は吉田鋼太郎らが出演した[1041]。

### 11月
- 1日 - 【近畿広域圏】この日のNHK大河ドラマ『麒麟がくる』の総合テレビの関西地区での放送は、この日に行われた「大阪都構想住民投票」の開票速報（19時58分 - 20時15分）のため定時より15分遅れの20時15分から放送された[1042]。
- 2日 - フジテレビ系「月9」枠で、2019年7月期に放送され人気を博した上野樹里主演の『監察医 朝顔』の続編を、同枠史上初となる2クール（半年間）[注 52]にわたって放送（全19回、 - 2021年3月22日）[1043]。初回は30分拡大（21時 - 22時24分）[1044]。当初は夏・秋での放送を予定していたが、新型コロナの影響で秋スタートに順延、冬クールと年またぎでの期間に変更された。劇中では、2021年で発生から満10年となる東日本大震災についても触れられており、この変更によって放送時期が重なることにもなった[1045][1046][1047]。
- 4日（3日深夜） - 毎日放送「ドラマイズム」枠にて、フリマアプリの「メルカリ」で、実際にあったエピソードを基にし、オムニバス形式のオリジナル作品としてドラマ化した『そのご縁、お届けします -メルカリであったほんとの話-』を放送開始（全6回、 - 12月9日(8日深夜)）。主演を飯豊まりえが務め、誰か（売り手）が要らなくなったものを、新たな持ち主（買い手）となる人との縁を繋いでいく「メルカリ便」の配達員役を演じる[1048][1049][1050][1051]。
- 9日 - WOWOWプライムにて、バカリズム（お笑い芸人）脚本によるサスペンスコメディドラマ『殺意の道程』を放送開始（全7回、 - 12月21日）。バカリズムと井浦新のダブル主演[1052]。
- 12日 - 【訃報】重要無形文化財（人間国宝）の称号を持ち、文化勲章（2009年）などを受章し、テレビドラマでは二代目中村扇雀を名乗っていた時代に『夫婦善哉』（1966年、関西テレビ）に主演した歌舞伎役者の四世坂田藤十郎がこの日、老衰のため死去（88歳没）[1053]。
- 13日
  - （12日深夜）毎日放送「ドラマ特区」枠にて、漫画雑誌『Cheese!』に連載中の藤原えみ原作による同名漫画作品をドラマ化した『社内マリッジハニー』を放送開始（ - 12月25日(24日深夜)）。板垣瑞生と松井愛莉のダブル主演でおくる[1054]。
  - 【訃報】主に舞台俳優として活動し、フジテレビ系『世にも奇妙な物語 2014年 春の特別編』（2014年4月5日「土曜プレミアム」枠で放送）で織田信長を演じるなどテレビドラマでも数多くの作品に出演経歴がある俳優の窪寺昭がこの日午後、自宅で亡くなっているところを発見された（43歳没）[1055]。
- 14日
  - （13日深夜）テレビ東京系「ドラマ25」枠にて、DISH//の同名楽曲（作詞・作曲はあいみょん）を原案とした『猫』を放送開始（ - 12月19日（18日深夜））。小西桜子と前田旺志郎のダブル主演[1056]。
  - フジテレビ系「土曜プレミアム」枠にてこの日、タモリがストーリーテラーを務めるオムニバスドラマ『世にも奇妙な物語 '20秋の特別編』を放送[1057]。
- 16日 - NHK連続テレビ小説『エール』はこの日、第111話を放送。ダイジェスト『エール「第○週」』のナビゲーターを務める日村勇紀（バナナマン）が、NHKの音響効果担当・春日部役で本編に出演した[1058][1059]。
- 18日 - 【訃報】慶應義塾大学在学中の1969年にNET（現・テレビ朝日）系『レモンスカッシュ4対4』で俳優としてデビュー、その後も『江戸川乱歩シリーズ 明智小五郎』（1970年、東京12チャンネル）など数々のドラマに出演、東宝専属俳優を経て1980年代からは映画プロデューサーに転じ、東映へ移籍して東映東京撮影所長を皮切りに2002年に社長、2014年に会長にそれぞれ就任などした元俳優で東映グループ会長の岡田裕介（本名：岡田剛）がこの日急性大動脈解離のため死去（71歳没）[1060]。
- 19日（18日深夜） - テレビ東京系「ドラマパラビ」枠で、2019年に開催されたテレビ東京、note、幻冬舎による「コミックエッセイ大賞」入賞作品を原作とした『38歳バツイチ独身女がマッチングアプリをやってみた結果日記』を放送開始（ - 12月24日(23日深夜)）。主演は山口紗弥加[1061]。
- 20日（19日深夜） - 【関東広域圏】日本テレビにて、毎週0時59分 - 1時29分枠で、2019年10月4日に映画公開された『HiGH&LOW THE WORST』のスピンオフ作品としてドラマ化した『6 from HiGH&LOW THE WORST』と題して放送開始（全6回、 - 12月25日(24日深夜)）。主演は映画版から引き続いて川村壱馬（THE RAMPAGE）が務める。共演も中務裕太（GENERATIONS from EXILE TRIBE）、小森隼、白洲迅、富田望生、矢野聖人らも続投[1062][1063]。
- 22日 - WOWOWプライム「日曜連続ドラマW」枠で、中山七里の小説を原作に、上川隆也がスキャンダルを追う週刊誌の副編集長役に扮する『夜がどれほど暗くても』を放送開始（全4回、 - 12月13日）[1064][1065]。また上川扮する副編集長の部下の記者役で加藤シゲアキが、感情の激しい女子高生役で岡田結実が出演する[1064][1066]。
- 23日 - 【訃報】サイエンス・フィクション小説やホラー小説など数々の作品を著し、フジテレビ系『世にも奇妙な物語』シリーズにて自作の「影の国」（2003年）、「ドッキリチューブ」（2011年）がドラマ化されたこともあるSF作家の小林泰三がこの日、大阪府内の病院でガン闘病の末死去（58歳没）[1067]。
- 24日 - 【訃報】1976年に放送されたNHK朝の連続テレビ小説『雲のじゅうたん』などに出演し、晩年は舞台朗読活動をライフワークとしていた女優の幸田弘子がこの日、くも膜下出血のため死去（88歳没）[1068]。
- 27日
  - NHK連続テレビ小説第102作目『エール』 は、コロナの影響で放送日程などに大幅に狂いを生じたことにより、この日が本編最終回となった。当初の予定は全130回予定であったが、10話分をカットすることになったため、最終的には全120話となった[1069]。同日はカーテンコールの特別編『「エール」コンサート』と題し、主人公のモデルとなった古関裕而メロディーの数々を、人気キャラクターが出演して披露した[1070][1071][1072]。これにより物語としては、前日26日放送の第119話で完結している[1073][1074][1075]。
  - 【訃報】吉本新喜劇所属のコメディアンとして活動、後に自由民主党所属の大阪市会議員を1991年より6期24年務めるなど政治家としても活躍し、テレビドラマでも『あおによし』（1972年、NHK総合）などの出演作があるコメディアン・政治家の船場太郎（本名：松原昌平）がこの日死去（81歳没）[1076]。
- 30日
  - NHK連続テレビ小説第103作目として『おちょやん』（大阪局制作）を放送開始（ - 2021年5月14日、23週）[1069]。昭和上方喜劇の大女優といわれる浪花千栄子の生涯をモデルに描く作品で、八津弘幸が脚本を担当し、ヒロイン役は杉咲花が務める[1077][1078]。共演にいずれも朝ドラ初出演となる東野絢香、若葉竜也のほか、板尾創路、六角精児、西村和彦ら。また語り手を桂吉弥（落語家）が務める[1078]。なお、当初2020年9月28日 - 2021年3月26日放送予定だったが、コロナの影響（同作の撮影中断、並びに前作『エール』の撮影・放送中断）により2ヶ月遅れとなった上、9月8日時点では全放送話数は未定となっている[1069]。
  - テレビ東京系「月曜プレミア8」枠にて、中山七里の小説『作家刑事毒島』を原作とするスペシャルドラマ『作家刑事 毒島真理』を放送。主人公「毒島真理」役を佐々木蔵之介が演じる。共演に新川優愛、遊井亮子、塚地武雅、徳重聡、吹越満ら[1079]。

### 12月
- 1日
  - 【活動進退】1958年に日の丸文庫の専属漫画家としてデビューし、『番頭はんと丁稚どん』（1959年、毎日放送）や『てなもんや三度笠』（1962年 - 1968年、朝日放送テレビ）などコメディドラマの漫画版を手掛け、後に野球漫画を軸に活動、『ドカベン』や『あぶさん』などの長寿連載作品で人気を博し、1985年に斉藤由貴主演でフジテレビ「月曜ドラマランド」にて実写テレビドラマ化された『野球狂の詩』原作者でもある漫画家の水島新司がこの日、63年間にわたる漫画家としての活動を引退することを、所属事務所を通じて発表した[1080]。
  - 【訃報】ファッションモデルとしてデビューし、テレビドラマではテレビ朝日系『騎士竜戦隊リュウソウジャー』（2019年、テレビ朝日・東映）にて龍井うい役を演じた女優・タレントの金城茉奈がこの日、沖縄県内の自宅で長い闘病の末に死去（25歳没）。訃報は12月5日未明に所属事務所より公表された[1081]。
- 3日 - 【訃報】日本の少女漫画の草分け的存在で、「週刊マーガレット」（集英社）で連載された『霧のなかの少女』を基に、1975年にTBS系「木曜9時ドラマ」枠で秋吉久美子主演により放送された『家庭の秘密』の原作者として知られる漫画家の花村えい子がこの日夜、多臓器不全のため東京都内の自宅で死去（91歳没）[1082][1083]。
- 4日 - 【訃報】1984年に東映制作・日本テレビ系で放送された特撮ドラマ『星雲仮面マシンマン』で主演を務め、その後は海外ドラマの吹き替えやNHK総合『ブラタモリ』などの副音声解説で活躍していた俳優・声優の佐久田脩がこの日夜遅く、膵臓がんのため死去（62歳没）。訃報は8日に所属事務所の公式サイトで公表された[1084]。
- 5日・6日 - テレビ朝日系にて、 アメリカ合衆国で1960年代に一世を風靡した『逃亡者』を、渡辺謙主演で日本版にリメークし、タイトルも同じ『逃亡者』として2夜連続で放送（5日は21時 - 23時5分、6日は21時 - 22時55分）。共演に豊川悦司、村田雄浩、原沙知絵、稲森いずみ、宇梶剛士ら[1085][1086]。
- 5日 - WOWOWプライム「土曜連続ドラマW」枠で、吉田羊主演の人気シリーズドラマ第3弾となる『コールドケース3 〜真実の扉〜』を放送開始。共演に光石研、永山絢斗、滝藤賢一、三浦友和ら（全10話）[1087][1088]。
- 7日 - 【訃報】植木等（2007年没）の付け人として芸能界入りし、『シャボン玉ホリデー』（日本テレビ）でデビュー、『笑って!笑って!!60分』（TBS）など数々のバラエティ番組で出演し、俳優としても『敬礼!さわやかさん』（1976年、NET・渡辺企画製作）や『ゆうひが丘の総理大臣』（1978年、日本テレビ・ユニオン映画製作）など数多くのテレビドラマに出演するなど幅広いジャンルで活躍し、第10代日本喜劇人協会会長を務め、自ら執筆した自伝小説「のぼせもんやけん」が、2017年にNHK総合「土曜ドラマ」で『植木等とのぼせもん』（志尊淳・山本耕史主演）としてテレビドラマ化されたことでも知られたコメディアン・俳優の小松政夫（本名：松崎雅臣）がこの日朝、肝細胞がんのため東京都内の病院で死去（78歳没）。訃報は11日に判明した[1089]。
- 11日 - NHK BSプレミアム（BS4K）「BS時代劇」にて、坂口安吾の推理小説『明治開化 安吾捕物帖』をテレビドラマ化したサスペンス時代劇『明治開化 新十郎探偵帖』を放送開始（全8回、 - 2021年2月5日）。同作の主人公であり、明治版シャーロック・ホームズともいうべき探偵「結城新十郎」役は福士蒼汰が務める[1090]。当初、同作は同枠で5月15日からの放送開始予定だったが、コロナの影響により撮影が中断していたため[301]、7ヶ月延期となった[1091][1092]。→5月15日〜7月3日も参照
- 12日・19日 - NHK総合「土曜ドラマ」枠で、横山秀夫の同名小説を原作とする『ノースライト』を放送（全2回）。脚本は大森寿美男が手掛け、主人公の建築士・青瀬稔役を西島秀俊が務める。共演に北村一輝、田中麗奈、伊藤淳史、林泰文、寺脇康文、宮沢りえら[1093][1094]。
- 12日 - BSテレ東（2K・4K）で、漫画家・タレントの蛭子能収が出演したテレビ東京の30年分の資料映像や過去映像だけを寄せ集めし、ナレーションは新録しながらもロケーションを一切行わない異色のドラマ『撮影の、一切ないドラマ 蛭子さん殺人事件』を放送（21時 - 21時55分）[1095]。
- 13日 - いずれも【訃報】
  - 女性殺陣師の草分け的存在で「浅香光代一座」を旗揚げし、東京・浅草を本拠に演劇活動を続け、NET（現・テレビ朝日）系『七色とんがらし』（1976年、ナショナルゴールデン劇場枠）や日本テレビ系『魔拳!カンフーチェン』（1983年、東宝・読売テレビ制作）など、数々のテレビドラマに出演した経歴を持つ俳優・殺陣師の浅香光代（本名：北岡昭子）がこの日朝、入院先の病院で死去（92歳没）[1096][1097]。
  - 東宝映画『俺の空だぜ!若大将』で監督デビュー後、数々の作品を手掛け、テレビドラマでは『クレクレタコラ』（フジテレビ系）や『ジャングル』（日本テレビ系）、『私鉄沿線97分署』（テレビ朝日系）などの演出を手掛けた映画監督の小谷承靖がこの日、虚血性心不全のため東京都内の自宅で死去（84歳没）[1098][1099]。
- 16日（15日深夜） - 毎日放送「ドラマイズム」枠にて、電子コミック配信サービス「めちゃコミック」でランキング1位を獲得、中間淳生の同名漫画を実写化した『年の差婚』を放送開始（全8話、- 2021年2月10日(9日深夜)）。主演を葵わかなと竹財輝之助が務める[1100]。
- 17日 - 【訃報】初代林家三平門下の落語家で日本テレビ系演芸番組『金曜寄席』及び『笑点』でお茶の間に親しまれ、タレントとしても『窓からコンチワ』（1967年、TBS）や『おらんだ左近事件帖』（1971年、フジテレビ／国際放映）などのテレビドラマにレギュラー出演した経歴を持つ落語家の林家こん平（本名：笠井光男）がこの日、誤嚥性肺炎のため死去（77歳没）。訃報は21日に公表された[1101]
- 18日 - 【訃報】フジテレビでドラマ担当プロデューサーとして現常務取締役の大多亮、現BSフジ社長の亀山千広と共に一時代を築き、月9枠で放送された『キモチいい恋したい!』（アベクカンパニー制作）や木曜劇場枠で放送された『もう誰も愛さない』『29歳のクリスマス』（前者はアベクカンパニー、後者は共同テレビ制作）、また同局制作映画『ウォーターボーイズ』『花より男子』『GTO』などを手掛け、2015年に同局を退社後は制作会社「サンダーストームエンターテイメントグループ」代表を務め、私生活ではタレント・女優・フリーアナウンサーの山村美智の夫であった宅間秋史がこの日の夜、食道がんのため死去（65歳没）。訃報は山村のFacebookにて明らかにされた[1102][1103]。
- 20日
  - NHK BSプレミアムにて、将棋棋士の先崎学が、自らのうつ病の闘病体験を綴った『うつ病九段 プロ棋士が将棋を失くした一年間』を原作としてドラマ化した『うつ病九段』を放送（21時 - 22時29分）[1104]。先崎役を安田顕、羽生善治役を土屋伸之（お笑いコンビ・ナイツ)、藤井聡太役を鈴木福がそれぞれ演じた[1105][1106]ほか、内田有紀、南沙良、福地桃子、渡部豪太、前川泰之、寺島進、高畑淳子、高橋克実らが出演した[1107][1108][1106]。
  - 【訃報】『喝采』（ちあきなおみ）と『北酒場』（細川たかし）で日本レコード大賞を2度受賞、『わたしの青い鳥』（桜田淳子）や『そして…めぐり逢い』（五木ひろし）などの数々のヒット曲の作曲者として知られ、俳優としてTBS系『毎度おさわがせします』第2シリーズ（1985年）に出演、またフジテレビ系アクションドラマ『GO!GOスカイヤー』（1973年、大映テレビ室製作）主題歌『愛の翼』（藤島新）の作曲を手掛けるなど多彩な活動で知られた作曲家の中村泰士がこの日夜、大阪府内の病院で肝臓癌のため死去（81歳没）。訃報は24日に公表された[1109]。
- 22日 - NHK総合で、お笑いコンビ・ウッチャンナンチャンの内村光良の半生を描いたドラマ『夜の連続テレビ小説 うっちゃん』を『LIFE!〜人生に捧げるコント〜』内で3回に分けて放送（1話15分、2話以降は2021年放送予定）[1110]。内村自身も全ての回に出演（1話・2話は父親役、3話は本人役）。また20代の内村役を中川大志が演じ、さらに少年期を演じる子役はオーディションを経て決定する[1111]。その他『LIFE!』のメンバーである田中直樹、池谷のぶえ、江口のりこ、シソンヌ、西田尚美、塚地武雅も共演者として登場。語りは菊池桃子が務める[1112]。一方、内村の相方である「なっちゃん」役については当初演じる予定だった俳優が不祥事により降板したため[1113]、山田裕貴に変更された[1110]。
- 23日 - いずれも【訃報】
  - 日本レコード大賞を受賞した菅原洋一『今日でお別れ』（1970年）や細川たかし『北酒場』（1982年）の作詞者で、テレビドラマではテレビ朝日系『西部警察』（1979年 - 1984年、石原プロモーション製作）主題歌「みんな誰かを愛してる」（石原裕次郎）やテレビ東京（当時の局名は「東京12チャンネル」）系『ザ・スーパーガール』（1979年 - 1980年）主題歌「マジカル・ナイト」（小野木久美子）を担当、テレビ朝日系スペシャルドラマ『兄弟 〜兄さん、お願いだから死んでくれ〜』（1999年、豊川悦司主演）や2003年下半期NHK連続テレビ小説『てるてる家族』の原作者でもある作詞家・小説家のなかにし礼（本名・中西禮三）がこの日早朝、東京都内の病院で心筋梗塞のため死去（82歳没）[1114][1115]。
  - いずれもTBS系で放送された『水戸黄門』『大岡越前』『江戸を斬る』など、数多くのテレビ時代劇を手掛けた映画監督の井上泰治がこの日夜遅く、京都市右京区内の病院で肺がんのため死去（66歳没）[1116]。
- 27日 - テレビ朝日系で、真山仁原作の同名小説をテレビドラマ化した『当確師』を香川照之主演で放送（21時 - 22時55分）。香川は当選率99%を誇る凄腕選挙コンサルタント役を演じた[1117]。共演に檀れい、高橋克実、奥貫薫ら[1118]。
- 28日〜30日 - NHK総合・NHK BS4Kにて荒木飛呂彦原作漫画『岸辺露伴は動かない』をテレビドラマ化し、3夜連続で22時 - 22時49分枠に放送。本作は脚本を小林靖子が担当、主役の岸辺露伴に扮するのは高橋一生、共演に飯豊まりえら[1119]。

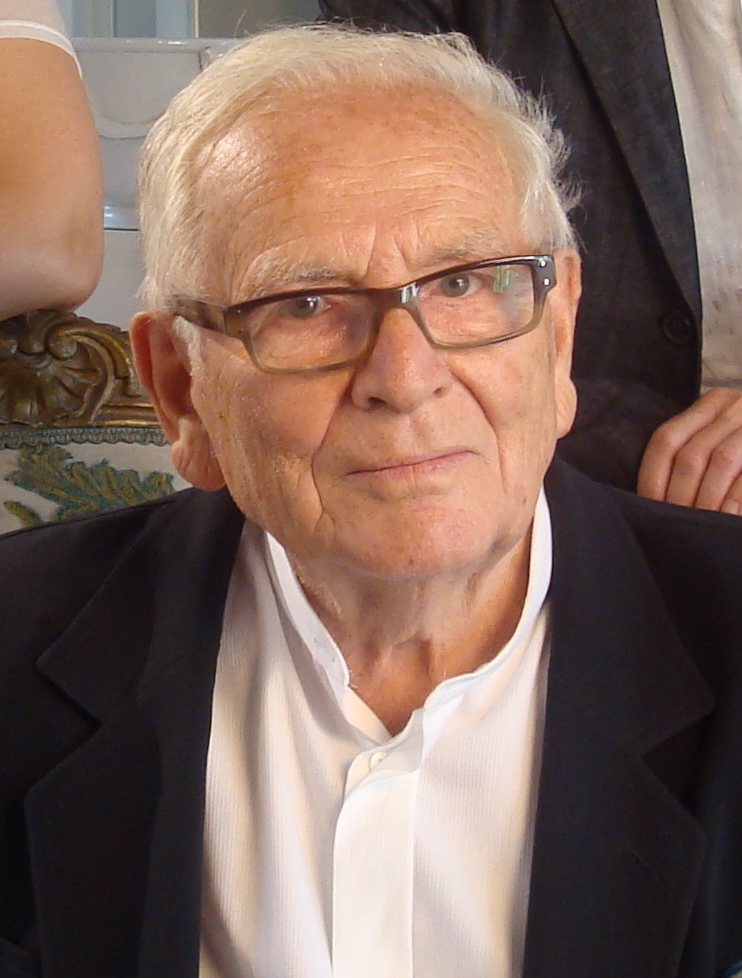
ピエール・カルダン死去（12月29日、98歳没。写真は2010年撮影）

- 29日 - 【訃報】第二次世界大戦後のフランスを代表する世界的ファッションデザイナーで、1975年から1976年に放送されたTBS系テレビドラマ『赤い疑惑』（大映テレビ室制作）の劇中衣裳のデザインに参画したピエール・カルダンがこの日死去（98歳没）[1120][1121]。
- 30日 - いずれも【訃報】
  - 1966年 - 1967年に日本テレビで放送されたアメリカのコメディドラマ『ギリガン君SOS』に出演していた女優のドーン・ウェルズがこの日、コロナ感染による合併症のためカリフォルニア州ロサンゼルスの施設で死去（82歳没）[1122]。
  - 劇団民藝の舞台俳優を経てテレビドラマや映画で活躍し、1991年からTBS系「愛の劇場」枠で放送された『天までとどけ』シリーズで父親役を好演。私生活では女優の樫山文枝の夫であった綿引勝彦がこの日午後、膵臓がんのため死去（75歳没）。訃報は2021年1月13日に綿引の所属事務所が公表した[1123]。
- 31日 - テレビ東京系（一部独立放送局にもネット）で、松重豊主演の人気シリーズドラマ『孤独のグルメ』の大晦日スペシャル版『孤独のグルメ 2020大晦日スペシャル〜俺の食事に密はない、孤独の花火大作戦!〜』を放送（22時 - 23時30分）。同ドラマの大晦日スペシャル版放送は4年連続となる。ゲストとして高橋克実、大倉孝二、津田寛治、渡辺真起子、池津祥子が出演する[1124][1125][1126][1127]。また12月30日の10時 - 16時及び1月1日の9時 - 15時30分に同シリーズをアンコール放送する（一部地域を除く）[1125]。

### 年内
- 2020年度（予定）
- 以下のドラマについて、新型コロナ問題の影響により「撮影スケジュールに影響が出ている」及び「一旦撮影中止」などの理由により放送開始日が延期となった[1128]。
  - NHK BSプレミアム「BS時代劇」枠で過去に4度制作・放映された池波正太郎原作の『雲霧仁左衛門』シリーズ第5作となる『雲霧仁左衛門5』を放送開始予定。過去4作同様に稀代の盗賊・雲霧仁左衛門を中井貴一が演じ、雲霧の宿敵である安部式部役の國村隼、レギュラー陣の内山理名、近藤芳正らも引き続き出演、今作では新キャストとしてともさかりえ、早乙女太一、榎木孝明、秋元才加、優希美青らを起用[1129]。

### 2021年以降のテレビドラマに関する情報
- NHK
  - 2020年1月8日 - この日、2022年度大河ドラマ第61作として、鎌倉幕府第2代執権・北条義時を主人公とする『鎌倉殿の13人』を製作・放送することを発表。本作は三谷幸喜が脚本を務め、主役の北条義時を小栗旬が演じる[1130]。
  - 2020年5月27日 - この日、2021年度前期連続テレビ小説第104作として、東日本大震災発生から満10年の節目ともなるこの年、東北地方の現在と未来にスポットを当てた物語として、宮城県気仙沼市と登米市を舞台とし、現代を舞台に気象予報士を目指すヒロインを主人公とする『おかえりモネ』を製作・放送することを発表。本作は安達奈緒子が脚本を務め、ヒロインとなる主人公を清原果耶が演じる[1131]。
  - 2020年7月28日 - この日、2021年度後期連続テレビ小説第105作として、京都・大阪・岡山と3つの府県を舞台に、昭和から現代まで、ラジオ英語講座と共に歩んだ祖母、母、娘の三世代を描いた『カムカムエヴリバディ』を製作・放送することを発表。脚本を2007年度後期の『ちりとてちん』以来となる藤本有紀が務め、ヒロインは今夏予定のオーディションで決定され、朝ドラ史上初となる3人で出演予定[1132][1133]。
- 放送開始日未定
  - 日本テレビ系「土曜ドラマ」枠において、高瀬志帆の漫画を原作とする受験ドラマ『二月の勝者-絶対合格の教室-』を放送開始予定。主人公の塾講師役には柳楽優弥を起用[1134]、その主人公の元部下役で加藤シゲアキが出演する[1135]。なお当初は2020年7月期作品として放送される予定だったが、コロナの影響により『未満警察 ミッドナイトランナー』が3ヶ月近く遅れての開始（6月27日 - ）となり、押し出される形で延期されたもので[1136]、6月23日に正式発表された[1137][1138]。
  - テレビ東京系「木ドラ25」枠において、秋元康企画・監修の青春ミステリー『あなた犯人じゃありません』を2021年1月8日（7日深夜）より放送開始予定[1139]。 出演は日比野芽奈（『青春高校3年C組』アイドル部）、山崎樹範、北乃きいら。脚本は土屋亮一、西条みつとしら5人が手掛け、演出は北畑龍一と門馬直人 が担当する[1140]。なお当初は2020年4月期作品として放送される予定だったが、コロナの影響により7月期は『テレビ演劇 サクセス荘2』、10月期も『30歳まで童貞だと魔法使いになれるらしい』の放送に伴い、2021年1月期以降に延期された[1141]。
  - テレビ東京系「金曜8時のドラマ」において、人気漫画を原作に田中圭が天才科学者役に、安田顕が涙もろい熱血刑事役にそれぞれ扮する『らせんの迷宮〜DNA科学捜査〜』（初回は2時間スペシャル）[1142]。田中がゴールデン帯の連続ドラマで主演を務めるのはこれが初となる[1143]。共演に倉科カナ、松坂慶子、渡辺いっけい、中田圭祐ら[1142]。なお当初は2020年4月期作品として放送される予定だったが、コロナの影響により7月期は19時台の『デカ盛りハンター』や21時台の『所さんの学校では教えてくれないそこんトコロ!』の拡大SPなどのつなぎ番組で新作を放送せず、10月期も『記憶捜査2〜新宿東署事件ファイル〜』の放送に伴い、2021年1月期以降に延期された[1141][270]。
  - メ〜テレにてジャニーズ事務所所属ユニット「A.B.C-Z」主演による連続学園ドラマ『ワンモア』を放送予定。本作は定時制高校を舞台に若者たちの成長を描くもので、根本ノンジと清水匡が脚本を、榊英雄が監督（演出）を担当する[1144]。
  - WOWOWプライムにて『華麗なる一族』（原作：山﨑豊子）を連続ドラマ化[注 53]し、放映予定（全12話）。本作は西浦正記が演出、前川洋一が脚本を担当、中井貴一が主人公の万俵大介を演じる[1145]。

## 2020年のテレビドラマ

### NHKの主なテレビドラマ
- 歩くひと（公式サイト）[1146]
  - 4月5日 - （全10回予定、BS4K）
  - 原作：谷口ジロー「歩く人」
  - 出演：井浦新、田畑智子、温水洋一

#### 特集ドラマ (NHK)
- 主観ドラマ オートリバースの恋[1147]
  - 1月12日（BS8K）、1月13日（BS4K）
  - 出演：桜井日奈子、小関裕太、つるの剛士、片桐はいり
- 日本×タイドラマ 盲亀浮木〜人生に起こる小さな奇跡〜 - 制作：NHK・ タイ公共放送[164]
  - 3月23日（NHKワールド JAPAN）、4月4日（総合）
  - 原作：志賀直哉『盲亀浮木』（岩波文庫「志賀直哉随筆集」所収）
  - 出演：アンクリット・アシャチャリヤーソーポン、パカワット・タンホーム、他
- 第43回創作テレビドラマ大賞 ゴールド![1148]
  - 3月27日（総合）
  - 作：鳴尾美希子
  - 出演：藤竜也、坂東龍汰、小川未祐、大野泰広、林和義、渋江譲二、品川徹、吉行和子、他
- ドラマ&ドキュメント 不要不急の銀河[568]
  - 7月23日（総合）
  - 脚本：又吉直樹
  - 出演：リリー・フランキー、夏帆、片桐はいり、小林勝也、鈴木福、他
- ドラマ×マンガ あとかたの街 ～12歳の少女が見た戦争～[663]
  - 8月14日（BSプレミアム）
  - 原案：おざわゆき『あとかたの街』
  - 出演：木村多江、桐山漣、吉行和子、他
- ドキュメンタリードラマ Akiko's Piano〜被爆したピアノが奏でる和音（おと）〜[1149]
  - 8月15日（BSプレミアム・BS4K）
  - 脚本：田中眞一
  - 出演：芳根京子、田中哲司、真飛聖、町田啓太、他
- ドラマ+紀行 夢の本屋をめぐる冒険[1150]
  - 8月18日・19日（総合）
  - 出演：千葉雄大、門脇麦、他
- リアル・プリンセス[1151]
  - 8月21日・28日（総合）
  - 朗読：広末涼子（21日）、葵わかな（28日）
  - 出演：（21日）凛美、井上想良、田中ヒロコ / （28日）長澤樹、緒形敦、山村美智、他
- 戦後75年特集 戦争童画集〜75年目のショートストーリー〜[1152][1153]
  - 8月24日（総合）、9月18日（BSプレミアム、完全版）
  - 演出：山田洋次
  - 出演：吉永小百合 / 長澤まさみ / 加藤健一、蒼井優 / 黒島結菜、芋生悠 / 橋本環奈、松下由樹、田中要次、他
- NHKスペシャル ドラマ こもりびと[1154]
  - 11月22日（総合）
  - 作：羽原大介
  - 出演：松山ケンイチ、武田鉄矢、北香那、迫田孝也、根岸季衣、他
- スペシャル時代劇 十三人の刺客
  - 11月28日（BSプレミアム）
  - 原作：池宮彰一郎（東映映画「十三人の刺客」脚本）
  - 出演：中村芝翫、他
- うつ病九段[1104]
  - 12月20日（BSプレミアム）
  - 原作：先崎学『うつ病九段 プロ棋士が将棋を失くした一年間』（文藝春秋社刊）
  - 出演：安田顕、内田有紀、南沙良、福地桃子、寺島進、高畑淳子、高橋克実、土屋伸之（ナイツ）、鈴木福、他[1106]

#### その他 (NHK)
- 就活生日記[120]
  - 3月5日 - 9日（全5話、総合）
  - 作：兵藤るり
  - タイトル画：矢部太郎
  - 出演：泉澤祐希、富田望生、前田旺志郎、小平大智、吉田美月喜、上川周作、矢部太郎、皆川猿時、田中要次、他
- 常識の仮面はがします〜秘密潜入員エース〜[1155]
  - 3月25日（総合）
  - 出演：菜々緒、他
- スパイの妻[1156]
  - 6月6日（NHK BS8K）
  - 演出：黒沢清
  - 出演：蒼井優 / 高橋一生 / 東出昌大

- 怖い絵本（公式サイト）
  - 11月1日（全3話、Eテレ）
  - 出演・朗読：のん、コムアイ、趣里
- LIFE!プレゼンツ 夜の連続テレビ小説 うっちゃん[1157]
  - 12月22日（第1話放送。全3話、総合）[1110]
  - 出演：内村光良、田中直樹、中川大志、山田裕貴、池谷のぶえ、江口のりこ、シソンヌ、西田尚美、塚地武雅、他

### 日本テレビ系の主なテレビドラマ

#### スペシャルドラマ (日本テレビ系)
- ダブルブッキング - 制作：日テレアックスオン（公式サイト）
  - 6月28日
  - 脚本：森ハヤシ
  - プロデューサー：小田玲奈、大倉寛子 （日テレアックスオン）
  - 演出：水野格
  - 出演：千葉雄大、佐津川愛美、奈緒

- リモートで殺される - 制作：日本テレビ、制作協力：AOI Pro.（公式サイト）[586]
  - 7月26日
  - 企画・原案：秋元康
  - 脚本：元麻布ファクトリー
  - 監督：中田秀夫
  - 出演：本田翼、新田真剣佑、前田敦子、柄本時生、早乙女太一、前野朋哉、齋藤飛鳥

- 笑顔に会いに行く道[1158]
  - 12月13日（『誰も知らない明石家さんま』第6弾内にて放送）
  - 脚本：又吉直樹
  - 出演：安田顕、佐藤勝利（Sexy Zone）、葵わかな、他

#### 系列局ローカル
- 福岡放送開局50周年スペシャルドラマ 天国からのラブソング - 制作：福岡放送、日テレアックスオン（公式サイト）
  - 3月15日（FBS）、3月20日（BS日テレ・BS日テレ 4K）
  - 脚本：金沢知樹、いとう菜のは
  - 監督：藤谷拓稔
  - 出演：濱田龍臣、市毛良枝、西尾まり、矢本悠馬、田山涼成、吉岡秀隆、イッセー尾形、他

### テレビ朝日系の主なテレビドラマ
系列局ローカル
- 名古屋行き最終列車2020 - 制作：メ〜テレ（公式サイト）
  - 2020年1月28日 - 31日

#### スペシャルドラマ (テレビ朝日系)
- ハゲしわしわときどき恋（公式サイト）
  - 1月2日
  - 脚本：上田誠（ヨーロッパ企画）
  - 出演：ゆりやんレトリィバァ、佐藤寛太、加藤諒、島崎遥香、他

- ドラマスペシャル はぐれ刑事三世 - 制作：テレビ朝日・東映（公式サイト）[957][959]
  - 10月15日
  - 脚本：大上忠稔
  - 監督：大谷健太郎
  - 出演：原田泰造（ネプチューン）、内田理央、立川談春、紺野まひる、佐戸井けん太、他

- ドラマスペシャル 当確師 - 制作：テレビ朝日、制作協力：オフィスクレッシェンド（公式サイト）[1117][1118]
  - 12月27日
  - 原作：真山仁『当確師』（中央公論新社）
  - 脚本：羽原大介
  - 監督：常廣丈太
  - 出演：香川照之、檀れい、高橋克実、奥貫薫、木場勝己、矢島健一、他

系列局ローカル
- ニーハムの旅 - 制作：愛媛朝日テレビ（公式サイト）[1159][1160]
  - 3月9日（愛媛地区）、9月16日（BS朝日・BS朝日 4K）
  - 脚本・監督：冨永昌敬
  - 出演：中村ゆり、永岡佑、レイ・ニシカワ、桜まゆみ、山之内すず、枝廣篤昌、大橋梓、森幸一郎、他

### TBS系の主なテレビドラマ
- 台湾王子[766]
  - 9月6日 -
  - 出演：伊藤沙莉（声の出演）、任祐成

#### 系列局ローカル (TBS系)
- スナイパー時村正義の働き方改革 - 制作：CBCテレビ・共同テレビ（公式サイト）[818]
  - 3月13日（12日深夜） - 3月27日（26日深夜）（全3話）
  - 脚本：政池洋佑
  - 出演：高杉亘、高田夏帆

#### スペシャルドラマ (TBS系)
- 新春ドラマ特別企画 あしたの家族[17]
  - 1月5日
  - 脚本：浪江裕史
  - プロデューサー：石井ふく子
  - 演出：土井裕泰
  - 出演：宮﨑あおい、永山瑛太、一路真輝、六平直政、松坂慶子、松重豊

### テレビ東京系の主なテレビドラマ

#### スペシャルドラマ (テレビ東京系)
- テレビ東京開局55周年記念特別企画 新春スペシャルドラマ 最後のオンナ - 制作：テレビ東京・The icon（公式サイト）[27]
  - 1月6日
  - 脚本：吉田紀子
  - 監督：松田秀知
  - 出演：藤山直美、岸部一徳、深津絵里、香川照之、他

- テレビ大阪ドラマスペシャル 週末オトコ温泉同行会〜温泉オタクと元ヤンの青春温泉物語〜 - 制作：テレビ大阪（公式サイト）[1161]
  - 1月25日
  - 脚本：有働佳史
  - 監督：松本剛樹
  - 出演：細田善彦、佳久創、小寺真理、他

- テレビ東京開局55周年記念特別企画 スペシャルドラマ アメリカに負けなかった男〜バカヤロー総理 吉田茂〜 - 制作：テレビ東京、制作協力：角川大映スタジオ（公式サイト）[103]
  - 2月24日（再放送：5月31日）
  - 原案：麻生和子『父 吉田茂』（新潮文庫）
  - 脚本：竹内健造、森下直、守口悠介
  - 監督：若松節朗
  - 出演：笑福亭鶴瓶、生田斗真、新木優子、安田顕、松嶋菜々子、他

- Girls2〜9人のキセキ〜 - 制作：サルベージ、製作著作：SL Square LLP
  - 3月22日・3月29日
  - 出演：Girls2（小田柚葉、隅谷百花、鶴屋美咲、小川桜花、増田來亜、菱田未渚美、山口綺羅、原田都愛、石井蘭）

- 今野敏サスペンス 機捜235 - 制作：テレビ東京、制作協力：ユニオン映画（公式サイト）[249]
  - 4月24日[注 54][206][248][250]
  - 原案：今野敏『機捜235』（光文社）
  - 脚本：安井国穂
  - 監督：児玉宜久
  - 出演：中村梅雀、平岡祐太、釈由美子、柳ゆり菜、岡田浩暉、山本未來、神保悟志、榎木孝明、他

- ドラマスペシャル 堂場瞬一サスペンス ラストライン 刑事 岩倉剛 - 制作：テレビ東京、制作協力：アズバーズ（公式サイト）
  - 6月29日
  - 原作：堂場瞬一『ラストライン』（文春文庫）
  - 脚本：寺田敏雄
  - 監督：本橋圭太
  - 出演：村上弘明、志田未来、勝村政信、石橋蓮司、伊東四朗、世良公則、田中要次、濱津隆之、鳥居みゆき、他

- 旅ドラマスペシャル それでも私は旅がしたい。〜今だからこその旅スタイル〜 - 制作：テレビ大阪（公式サイト）[840]
  - 9月22日
  - 脚本：有働佳史
  - 総合演出：平岩憲和
  - 演出：平岩憲和、松本剛樹、三好直
  - 出演：萩原聖人、片桐仁、八木アリサ、他

- こどものグルメ - 制作：テレビ東京・共同テレビ、製作著作：こどものグルメ制作委員会（番組紹介サイト）[1006]
  - 10月25日
  - 原作：久住昌之、安倍吉俊（作画）
  - 脚本：山崎洋平
  - 監督：瀬野尾一
  - 出演：石井心咲、千葉新、和田聰宏、遊井亮子、他

### フジテレビ系の主なテレビドラマ
- ペンション・恋は桃色（公式サイト）[1162]
  - 1月17日 - 2月14日（全5回、金曜未明〈木曜深夜〉）
  - 出演：リリー・フランキー、斎藤工、伊藤沙莉、他

- 乃木坂シネマズ〜STORY of 46〜 - 制作著作：『乃木坂シネマズ〜STORY of 46〜』製作委員会（フジテレビ、4th FILM）[1163]
  - 1月22日 - 3月25日（全10回、水曜未明〈火曜深夜〉）
  - 出演：乃木坂46、他

#### スペシャルドラマ (フジテレビ系)
- ラーメン大好き小泉さん 二代目 - 制作：フジテレビ、製作著作：共同テレビ[1164]
  - 3月27日
  - 原作：鳴見なる『ラーメン大好き小泉さん』（竹書房「ストーリアダッシュ」連載）
  - 脚本：久馬歩、阿相クミコ
  - 出演：桜田ひより、早見あかり、他

- U-NEXT presents あと3回、君に会える - 制作：関西テレビ、制作協力：イースト・ファクトリー（公式サイト）[1165]
  - 3月31日
  - 脚本：大島里美
  - 監督：萩原健太郎
  - 出演：山本美月、眞栄田郷敦、他

- B面女子 - 制作：東海テレビ、テレパック（公式サイト）
  - 4月4日
  - 脚本：伴一彦、池田千尋
  - 出演：森川葵、松本まりか、陽月華、沢田亜矢子、奥田瑛二、他

- 世界は3で出来ている - 制作：フジテレビ（公式サイト）[384]
  - 6月11日
  - 脚本：水橋文美江
  - プロデュース・演出：中江功
  - 出演：林遣都

- 3人のシングルマザー〜すてきな人生逆転物語〜 - 制作：フジテレビ[1166][1167]
  - 10月1日
  - 脚本：山内正之、森ハヤシ
  - 監督：長江俊和
  - 出演：長谷川京子 / 木村多江 / 貫地谷しほり

- 実録ドラマ 3つの取調室 〜埼玉愛犬家連続殺人事件〜 - 制作：フジテレビ、制作協力：TBS SPARKLE（公式サイト）[1166][879][880]
  - 10月4日
  - 原作：深笛義也『罠』（サイゾー）
  - 脚本：深沢正樹
  - 企画・演出：武藤淳
  - 出演：水野美紀、鶴見辰吾、内山理名、他

系列局ローカル
- テレビ宮崎開局50周年ドラマ ひまわりっ〜宮崎レジェンド〜 - 制作：テレビ宮崎・ホリプロ（公式サイト）[366][367]
  - 6月1日 - 5日、8日 - 12日（宮崎県ローカル（UMKスーパーニュース内にて放送）、各話15分×10回）
  - 原作：東村アキコ『ひまわりっ 〜健一レジェンド〜』（講談社「モーニングKC」所載）
  - 脚本：池田テツヒロ
  - 監督：石井聡一
  - 出演：平祐奈、高橋克典、井上祐貴、他

### 独立局の主なテレビドラマ
- チョコレート戦争〜朝に道を聞かば夕べに死すとも可なり〜 - 制作：「チョコレート戦争」製作委員会（テレビ神奈川、DMM.com）[1168]
  - 1月11日（10日深夜） - 3月21日（20日深夜）
  - 監督・脚本：堀内博志
  - 出演：小澤廉、立石俊樹、小南光司、古谷大和、星元裕月、TAKA（CUBERS）、大平峻也、阪本奨悟、小早川俊輔、杉山真宏（JBアナザーズ）、小林且弥、植田圭輔

- スポットライト - 制作：TOKYO MX、ソニー・ミュージックアーティスツ（公式サイト）[1169]
  - 7月7日 - 9月22日（全12回）
  - 出演：ミッツ・マングローブ、他

- ハンサムセンキョ - 制作：テレビ神奈川、ディア・ステージ[902]
  - 10月8日 - （予定）
  - 原作：マーベラス
  - 出演：武子直輝、一ノ瀬竜、稲垣成弥、武藤賢人、他

### BS放送の主なテレビドラマ

#### BS日テレ・BS日テレ 4K
- 看護の日・看護週間制定30周年記念特別連続ドラマ Memories～看護師たちの物語～[1170][1171]
  - 10月4日 - 2021年3月28日（予定）

#### BS朝日・BS朝日 4K
- 4K時代劇スペシャル 無用庵隠居修行4 - 制作：テレビ朝日・BS朝日・松竹（公式サイト）[841][1172]
  - 9月22日
  - 原作：海老沢泰久『無用庵隠居修行』（文春文庫）
  - 脚本：土橋章宏
  - 監督：吉川一義
  - 出演：水谷豊、岸部一徳、檀れい、段田安則、田山涼成、橋本マナミ、他

#### BS-TBS・BS-TBS 4K
- BS-TBS開局20周年記念ドラマ 左手一本のシュート - 制作：BS-TBS・テレパック（公式サイト）
  - 3月14日
  - 原作：島沢優子『左手一本のシュート〜夢あればこそ!脳出血、右半身麻痺からの復活〜』（小学館文庫）
  - 脚本：吉田紀子
  - 出演：中川大志、駿河太郎、安藤玉恵、勝矢、他

- BS-TBS開局20周年記念ドラマ 伴走者 - 制作：BS-TBS・テレパック（公式サイト）[124]
  - 3月15日
  - 原作：浅生鴨『伴走者』（講談社刊）
  - 脚本：清水有生
  - 出演：吉沢悠、市原隼人、美村里江、北乃きい、鈴木浩介、高橋光臣、他

- BS-TBS開局20周年記念ドラマ 上意討ち - 制作：BS-TBS・松竹（公式サイト）
  - 12月5日
  - 原作：池波正太郎『上意討ち』（新潮文庫）
  - 脚本：金子成人
  - 監督：服部大二
  - 出演：永山絢斗、尾上松也、他

- BS-TBS開局20周年記念ドラマ 税務調査官・窓際太郎の事件簿 スペシャル - 製作著作：BS-TBS、制作：Joker（公式サイト）[注 55]
  - 12月6日
  - 脚本：深沢正樹
  - 出演；小林稔侍、渡辺いっけい、出川哲朗、他

#### BSテレ東・BSテレ東 4K
- 経済"謎解き”ミステリー 探偵・円（まどか）は外に出ない[1173]
  - 10月13日（『火曜ファンタイム』枠初回）
  - 出演：田山涼成、松岡広大、前田晴香、他

- 撮影の、一切ないドラマ 蛭子さん殺人事件（番組紹介サイト）[1095][1174]
  - 12月12日
  - プロデュース・脚本：高橋弘樹
  - 出演：蛭子能収、謎の外国人

- ワカコ酒スペシャル 飛騨酒蔵めぐり
  - 12月29日・30日
  - 原作：新久千映『ワカコ酒』（コアミックス「ゼノンコミックス」）
  - 出演：武田梨奈、他

#### BSフジ・BSフジ 4K
- 警視庁捜査資料管理室〜BACK TO THE 音楽教室転落死事件〜
  - 3月8日
  - 企画・原案・プロデュース：高井一郎
  - 総監督：本広克行
  - 出演：瀧川英次、川野直輝、尾碕真花、他

- BSフジ開局20周年記念特別番組 警視庁捜査資料管理室スペシャル～明石幸男、最後の3日間～ - 制作：BSフジ・日本映画放送（公式サイト/）
  - 3月14日・15日
  - 企画・原案・プロデュース：高井一郎
  - 総監督：本広克行
  - 出演：瀧川英次、秋元才加、武野功雄、小橋めぐみ、向井地美音、他

- 光石研の東京古着日和〜千駄ヶ谷 フリマ スペシャル 特別編 ひと目惚れには手を出すな〜[1175]
  - 7月12日（11日深夜）
  - 出演：光石研、他

- BARレモン・ハート 年末スペシャル2020
  - 12月29日
  - 原作：古谷三敏『BARレモン・ハート』
  - 出演：中村梅雀、川原和久、松尾諭、大和田伸也、宮澤エマ、山崎樹範、他

#### BS12 トゥエルビ
- 課長バカ一代[50]
  - 1月12日 - 3月22日
  - 原作：野中英次
  - 出演：尾上松也、永尾まりや、若槻千夏、木村了、市川左團次、他

- カレーの唄。（公式サイト） - 制作：「カレーの唄。」製作委員会（KADOKAWA、NTTぷらら、東映東京撮影所）[1176][1177]
  - 10月 - 12月（全12回、予定）
  - 原案：KADOKAWA
  - 脚本：山﨑佐保子
  - 出演：満島真之介、鈴鹿央士、出口夏希、森口瑤子、他

### 複数局制作によるテレビドラマ
- マイラブ・マイベイカー - 制作：「マイラブ・マイベイカー」製作委員会（KADOKAWA、NTTぷらら、関西テレビ、メ〜テレ、テレビ神奈川）[531][530]
  - 7月14日[注 56] - （メ〜テレ・テレビ神奈川）・7月17日 - （関西テレビ）（全12話）
  - 原作：らくだ『マイ ベイカー』
  - 出演：本仮屋ユイカ、飯島寛騎、竹財輝之助